# Todesstrafe
Die Todesstrafe ist die Rechtsfolge eines Todesurteils für eine in einem Strafgesetz definierte Straftat. Ihr geht in der Regel ein gesetzliches Gerichtsverfahren voraus, in dem die verurteilte Person der angeklagten Straftat für schuldig befunden wurde. Mit der Hinrichtung der verurteilten Person wird das Todesurteil vollstreckt.
Seit Jahrtausenden werden Personen hingerichtet, deren Taten als besonders schwere Verbrechen gelten. Ab dem 18. Jahrhundert wurde die Rechtmäßigkeit der Todesstrafe in Europa in Frage gestellt. Im Jahr 1786 schaffte zuerst das Großherzogtum Toskana unter Leopold II. die Todesstrafe ab. Dem folgten seither immer mehr Staaten, darunter alle Mitgliedstaaten der Europäischen Union sowie Liechtenstein und die Schweiz.
Heute ist die Todesstrafe ethisch, strafrechtlich und praktisch umstritten; sie gilt vielfach als unvereinbar mit den Menschenrechten. Viele Nichtregierungsorganisationen setzen sich für ihre weltweite Abschaffung ein. Als Schritt zu diesem Ziel fordert die Generalversammlung der Vereinten Nationen seit 2007, Hinrichtungen weltweit auszusetzen (Moratorium).

Status der Todesstrafe in allen Staaten:
vollständig abgeschafft
nur in Sonderstrafverfahren (z. B. Kriegsrecht)
Hinrichtungsstopp
angewendet

## Definition

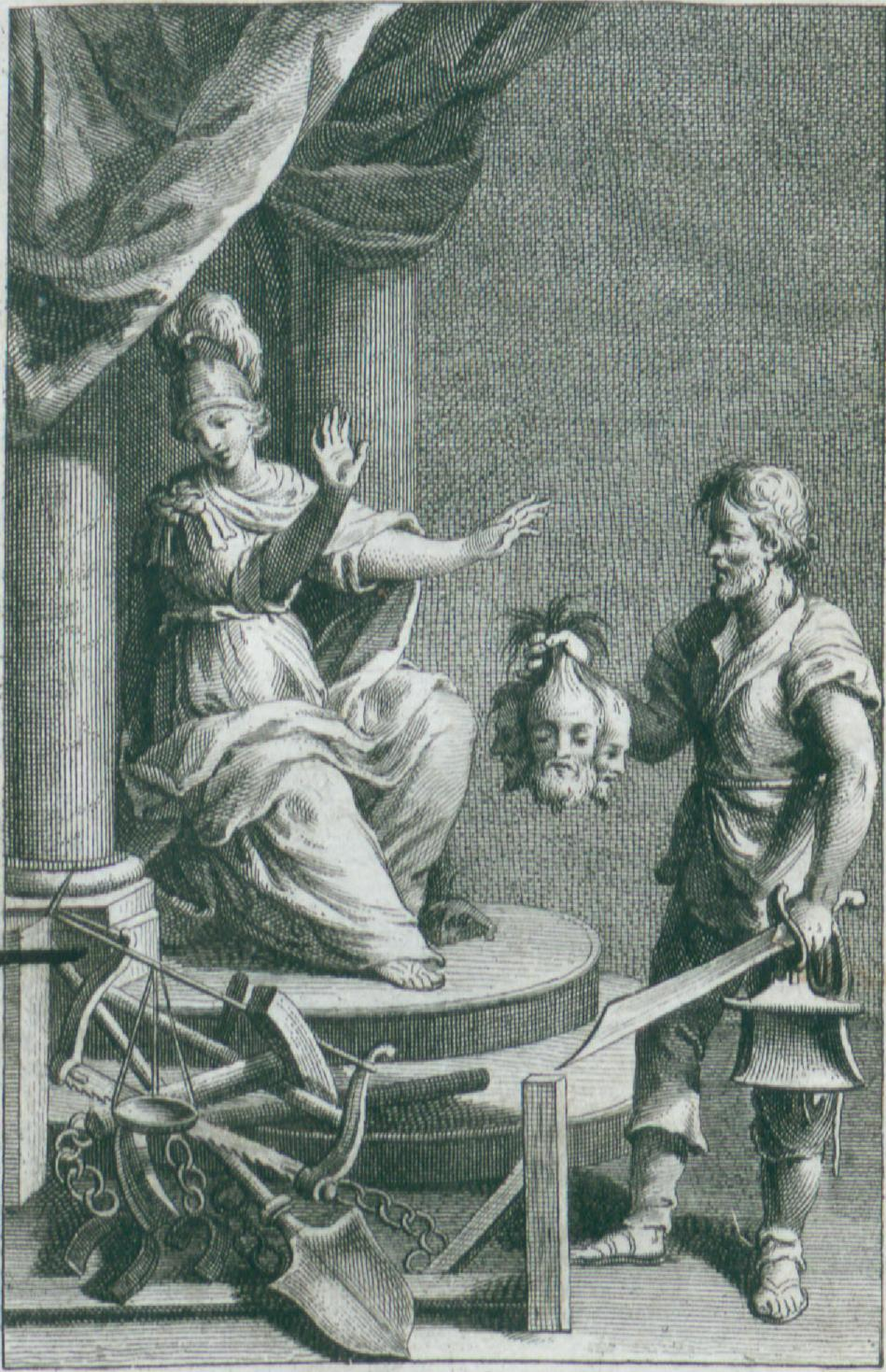
Cesare Beccaria, Dei delitti e delle pene

Die Todesstrafe setzt durch Strafgesetze definierte Straftatbestände voraus, für die sie vorgesehen ist, sowie die gesetzmäßige Inhaftierung, Überführung und Verurteilung des Täters. Diesen gesamten Strafprozess müssen dazu beauftragte und legitimierte Vertreter eines Staates mit einem dort gültigen und funktionierenden Rechtssystem vollziehen. Das setzt Ordnungs- und Herrschaftsstrukturen voraus, darunter eine Legislative und Exekutive mit einem Gewaltmonopol und einer irgendwie gearteten Verfassung, die die meisten Staaten – unabhängig von ihrer tatsächlichen Verwirklichung von Demokratie – durch Bezug auf den Volkswillen legitimieren.
Die meisten Staaten erlauben ihrer Exekutive unter bestimmten gesetzlich definierten Umständen zur akuten Notwehr und in Notstand-Situationen auch gezielte Tötungen ohne vorherige Rechtsverfahren und Todesurteile; so auch völkerrechtlich legitimiertes Töten im Krieg. Nicht gesetzlich autorisierte Tötungen mutmaßlicher oder tatsächlicher Straftäter, etwa durch Lynchjustiz, gelten in Rechtsstaaten als strafbares Tötungsdelikt.
Neben illegalen Hinrichtungen durch nicht autorisierte Personen gibt es auch Hinrichtungen durch Staatsvertreter mit fraglicher oder fehlender Gesetzesgrundlage. So erteilen manche Regierungen illegale Tötungsaufträge, selbst in Staaten, die die Todesstrafe verboten und die Charta der Vereinten Nationen unterzeichnet haben, und lassen vermeintliche oder tatsächliche Regimegegner, Terroristen oder Kriminelle ohne Gerichtsverfahren hinrichten. Militär-, Polizei- oder Geheimdienstvertreter sowie Todesschwadronen handeln dabei unter Umständen eigenmächtig, etwa weil die Regierung bestehende Gesetze nicht durchsetzt, berufen sich auf eine angebliche Notwehrsituation und erhalten nachträglich staatliche Rückendeckung dafür. Solche außerrechtlichen, summarischen und willkürlichen Hinrichtungen werden nach rechtsstaatlichen Maßstäben wie Justizmorde bewertet. Die schwierige Unterscheidung legaler Todesurteile von Tötungen auf ungesicherter Rechtsbasis trägt dazu bei, dass die Todesstrafe insgesamt ethisch und gesellschaftspolitisch in Frage gestellt wird.

## Straftatbestände
Die im gewöhnlichen Strafrecht verankerte Todesstrafe wird meist für Mord verhängt. In manchen Staaten werden auch weitere direkte und indirekte Verbrechen gegen Leib und Leben von Personen mit dem Tod bestraft:
- Bankraub (Saudi-Arabien)
- Entführung (Saudi-Arabien),
- Kindesentführung (Indien)
- Menschenhandel (Volksrepublik China),
- Raub mit Todesfolge (Vereinigte Staaten)
- Vergewaltigung (China, Saudi-Arabien)
- Vergewaltigung mit Todesfolge oder wenn das Opfer dauerhaft ins Koma fällt (Indien),
- sexueller Missbrauch von Kindern (China und Indonesien),
- Drogenhandel bzw. Drogenbesitz ab einer bestimmten Menge (Indonesien, Saudi-Arabien, Malaysia, Singapur, Thailand, Republik China (Taiwan) und Volksrepublik China),
- illegale Herstellung und Verkauf von toxischem Alkohol (Gujarat, siehe auch Prohibition in Indien)
- illegaler Schusswaffengebrauch (Singapur),
- terroristische Anschläge auf Erdöl- und Gasleitungen (Indien), Terroranschläge (Kamerun, Vereinigte Arabische Emirate),
- Korruption (China, Iran).

In manchen, meist islamischen Staaten gelten folgende Tatbestände als todeswürdige Verbrechen:
- Ehebruch (Saudi-Arabien, Iran, Afghanistan, Vereinigte Arabische Emirate, Brunei),
- Homosexualität (Afghanistan, Katar, Iran, Jemen, Nigeria, Saudi-Arabien, Somalia, Vereinigte Arabische Emirate, Brunei, Uganda),
- vor- bzw. außerehelicher Geschlechtsverkehr, siehe Zinā (Afghanistan, Iran, Jemen, Pakistan, Saudi-Arabien)
- Abkehr vom islamischen Glauben (Afghanistan, Iran, Jemen, Katar, Mauretanien, Pakistan, Saudi-Arabien, Somalia, Vereinigte Arabische Emirate, Malediven,[3] Brunei),
- Blasphemie (Pakistan)
- Hexerei (Saudi-Arabien).[4]

Viele Staaten bestrafen nach ihrem Kriegsrecht folgende Tatbestände mit dem Tod:
- Landesverrat,
- Hochverrat,
- Spionage,
- Sabotage,
- Desertion.

## Internationale und europäische Rechtslage
Der Internationale Pakt über bürgerliche und politische Rechte vom 19. Dezember 1966 (Artikel 6 Absatz 2) gestattet die Verhängung der Todesstrafe nur für schwerste Verbrechen, nur aufgrund von Gesetzen, die zur Tatzeit in Kraft waren, und nur, wenn diese den Bestimmungen des Paktes zur Verhütung und Bestrafung von Völkermord nicht widersprechen. Sie darf nur aufgrund eines rechtskräftigen Urteils eines zuständigen Gerichts vollstreckt werden. Das Zweite Fakultativprotokoll zu diesem Pakt vom 15. Dezember 1989 bestimmt in Artikel 1:

„1. Niemand, der der Hoheitsgewalt eines Vertragsstaats dieses Fakultativprotokolls untersteht, darf hingerichtet werden.
 2. Jeder Vertragsstaat ergreift alle erforderlichen Maßnahmen, um die Todesstrafe in seinem Hoheitsbereich abzuschaffen.“

Die Kinderrechtskonvention der Vereinten Nationen bestimmt in Artikel 37:

„Für Straftaten, die von Personen vor Vollendung des achtzehnten Lebensjahrs begangen worden sind, darf weder die Todesstrafe noch lebenslange Freiheitsstrafe ohne die Möglichkeit vorzeitiger Entlassung verhängt werden.“

Fast alle Mitgliedstaaten der Vereinten Nationen (UNO) haben diese Konvention unterzeichnet. Einige lassen dennoch zur Tatzeit Minderjährige hinrichten: Demokratische Republik Kongo, Iran, Jemen, Nigeria, Pakistan, Saudi-Arabien – dort wurde im April 2020 die Einschränkung der Todesstrafe für Minderjährige beschlossen – und der Sudan. In Somalia werden Jugendliche durch nichtstaatliche Schariagerichte hingerichtet. Dem treten die UN-Menschenrechtskommission und Staatengruppen entgegen, die internationale Rechtsnormen auch gegen nationale Souveränität durchzusetzen versuchen.
Das 6. Zusatzprotokoll zur Europäischen Menschenrechtskonvention (EMRK) aus dem Jahr 1983 enthält die Abschaffung der Todesstrafe im gewöhnlichen Strafrecht, das 13. Zusatzprotokoll aus dem Jahr 2002 enthält auch die Abschaffung im Kriegsrecht. 44 der 47 Mitgliedsstaaten des Europarates haben das 13. Zusatzprotokoll ratifiziert. 2010 entschied der Europäische Gerichtshof für Menschenrechte im Fall Al-Saadoon und Mudfhi gegen Vereinigtes Königreich, dass die Todesstrafe Art. 3 der EMRK widerspreche. Die Europäische Union (EU) hat die vollständige Abschaffung der Todesstrafe wie auch die Einhaltung der Menschenrechte in den Kopenhagener Kriterien zur Aufnahmebedingung für neue Mitgliedsstaaten gemacht. Artikel 2 der Charta der Grundrechte der Europäischen Union verbietet die Todesstrafe. Artikel 53 legt ferner fest, dass die Charta keinen verbesserten Schutz der Menschenrechte durch nationale Verfassungen oder die Europäische Menschenrechtskonvention einschränken kann. Gemäß Artikel 52 können Grundrechte nur im Einklang mit dieser Charta aufgehoben werden. Demnach ist das Recht auf Leben in der EU dreifach geschützt: durch nationale Verfassungen, EMRK und Charta, wobei das für Beschuldigte günstigste Recht anzuwenden ist (Meistbegünstigungsklausel).

## Aktuelle Verbreitung

### Gesamtzahlen
Der aktuelle Bericht von Amnesty International zur weltweiten Anwendung der Todesstrafe (veröffentlicht im Mai 2023) dokumentiert für das Jahr 2022 mindestens 883 Hinrichtungen in 20 Ländern – die höchste Anzahl von gerichtlichen Hinrichtungen seit 2017. Dazu kommen tausende Hinrichtungen in China, die unter Verschluss gehalten werden. Der Anstieg ist vor allem auf Hinrichtungen in der Region Naher Osten und Nordafrika zurückzuführen. Sechs Länder schafften 2022 die Todesstrafe vollständig oder zum Teil ab (Kasachstan, Papua-Neuguinea, Sierra Leone, Zentralafrikanische Republik, Äquatorialguinea, Sambia). Ende 2023 saßen mindestens 27.687 in den Todeszellen und warten auf ihre Hinrichtung.
| Jahr              | Hinrichtungen | Todesurteile | Exekutierende Staaten |
| ----------------- | ------------- | ------------ | --------------------- |
| 2023 (ohne China) | 1.153         | 2.428        | 16 von 199            |
| 2022 (ohne China) | 0.883         | 2.016        | 20 von 198            |
| 2021 (ohne China) | 0.579         | 2.052        | 18 von 198            |
| 2020 (ohne China) | 0.483         | 1.477        | 18 von 198            |
| 2019 (ohne China) | 0.657         | 2.307        | 20 von 198            |
| 2018 (ohne China) | 0.690         | 2.531        | 20 von 198            |
| 2017 (ohne China) | 0.993         | 2.591        | 23 von 198            |
| 2016 (ohne China) | 1.032         | 3.117        | 23 von 198            |
| 2015 (ohne China) | 1.634         | 1.998        | 25 von 198            |
| 2014 (ohne China) | 0.607         | 2.466        | 22 von 198            |
| 2013 (ohne China) | 0.778         | 1.925        | 22 von 198            |
| 2012 (ohne China) | 0.682         | 1.722        | 21 von 198            |
| 2011 (ohne China) | 0.676         | 1.923        | 20 von 198            |
| 2010 (ohne China) | 0.527         | 2.024        | 23 von 197            |
| 2009 (ohne China) | 0.714         | 2.001        | 19 von 197            |
| 2008              | 2.390         | 8.864        | 25 von 197            |
| 2007              | 1.252         | 3.347        | 24 von 197            |
| 2006              | 1.591         | 3.861        | 25 von 197            |
| 2005              | 2.148         | 5.186        | 20 von 197            |
| 2004              | 3.797         | 7.395        | 25 von 197            |
| 2003              | 1.146         | 2.756        | 28 von 197            |
| 2002              | 1.526         | 3.248        | 31 von 197            |
| 2001              | 3.048         | 5.256        | 31 von 197            |
| 2000              | 1.457         | 3.058        | 28 von 197            |
| 1999              | 1.813         | 3.857        | 31 von 197            |
| 1998              | 1.625         | 3.899        | 37 von 197            |
| 1997              | 2.375         | 3.707        | 40 von 197            |
| 1996              | 4.272         | 7.107        | 39 von 197            |
| 1995              | 2.931         | 4.165        | 41 von 197            |
| 1994              | 2.331         | 4.032        | 37 von 197            |
| 1993              | 1.831         | 3.760        | 32 von 197            |
| 1992              | 1.702         | 2.697        | 35 von 197            |
| 1991              | 2.086         | 2.703        | 32 von 197            |
| 1990              | 2.029         | 2.005        | 26 von 197            |

Die meisten Exekutionen gab es 2020 in folgenden Einzelstaaten:
- Volksrepublik China: mehrere Tausend. Die letzten bekannten Schätzungen für 2009 reichten von mindestens 1700[49] bis zu über 5000.[50] Amnesty verzichtet seither auf Schätzungen zu China.
- Iran: 246 (2012: 314, 2011: 360, 2010: 252+)
- Ägypten: 107
- Irak: 45 (129, 68, 1)
- Saudi-Arabien: 27 (79, 82, 27)

1976 hatten 16 Staaten die Todesstrafe abgeschafft. Seit 1990 haben über 60 Staaten die Todesstrafe aus ihrem Gesetz gestrichen, durchschnittlich etwa drei pro Jahr, zuletzt 2022 die Zentralafrikanische Republik, Äquatorialguinea und Sambia.
Gambia, Papua-Neuguinea und die Philippinen hatten die dort bereits abgeschaffte Todesstrafe seit 1985 wieder eingeführt. Auf den Philippinen wurde sie seitdem neun Mal angewandt, jedoch 2006 erneut abgeschafft. Seit 2016 läuft der parlamentarische und juristische Prozess zur Wiedereinführung der Todesstrafe (Stand August 2017). Polizisten und andere Vollzugskräfte nehmen auf den Philippinen bei Verdacht auf Rauschgiftdelikte aber Erschießungen ohne Urteil vor. In Papua-Neuguinea wurde die Todesstrafe nach der Wiedereinführung nicht angewandt und 2022 erneut abgeschafft.
Pakistan vollstreckt Todesurteile wieder seit dem Massaker von Peschawar 2014. Die international nicht anerkannten Gebiete Volksrepublik Donezk und Volksrepublik Lugansk führten die Todesstrafe 2014 ein. Sie wurden 2022 von Russland annektiert.
Amnesty International beurteilt die Gesamtentwicklung als unumkehrbaren Trend zur weltweiten Abschaffung der Todesstrafe.

### Staatenliste
In der folgenden Länderliste sind insgesamt 198 Staaten aufgeführt:
115 Staaten, in denen die Todesstrafe vollständig abgeschafft ist.
007 Staaten, in denen die Todesstrafe nur in Sonderstrafverfahren (z. B. Kriegsrecht) existiert.
024 Staaten mit einem Hinrichtungsstopp.
052 Staaten, die die Todesstrafe auch im gewöhnlichen Strafrecht haben und anwenden.
In den USA wird die Todesstrafe in 27 Bundesstaaten angewendet, während sie in anderen bereits abgeschafft wurde. (siehe hierzu: Todesstrafe in den Vereinigten Staaten)
| Staat                                      | Jahr der Abschaffung                                     | Jahr der Abschaffung im Ausnahmerecht (nur genannt, wenn sie im Ausnahmerecht nach der allgemeinen Abschaffung zunächst beibehalten worden war) | Jahr der letzten Hinrichtung                                  | Jahr der letzten Hinrichtung unter Ausnahmerecht oder wegen eines während eines Krieges begangenen Verbrechens (nur genannt, wenn später als Jahr der letzten Hinrichtung nach allgemeinem Strafrecht wegen eines im Frieden begangenen Verbrechens) |  |
| ------------------------------------------ | -------------------------------------------------------- | --- | ------------------------------------------------------------- | --- |  |
| Albanien                                   | 2000                                                     | 2007 | 1995                                                          | |  |
| Andorra                                    | 1990                                                     | 1990 | 1943                                                          | |  |
| Angola                                     | 1992                                                     | 1992 | 1977                                                          | |  |
| Äquatorialguinea                           | 2022                                                     | nicht | 2014                                                          | |  |
| Argentinien                                | 1984                                                     | 2008 | 1916                                                          | |  |
| Armenien                                   | 2003                                                     | 2003 | 1992                                                          | |  |
| Aserbaidschan                              | 1998                                                     | 1998 | 1992                                                          | |  |
| Australien                                 | 1984                                                     | 1985 | 1967                                                          | |  |
| Belgien                                    | 1996                                                     | 1996 | 1863                                                          | 1950 |  |
| Benin                                      | 2012                                                     | 2016 | 1987                                                          | |  |
| Bhutan                                     | 2004                                                     | 2004 | 1974                                                          | |  |
| Bosnien und Herzegowina                    | 1997                                                     | 2001 | 1977                                                          | |  |
| Bulgarien                                  | 1998                                                     | 1998 | 1989                                                          | |  |
| Burundi                                    | 2009                                                     | 2009 | 2000                                                          | |  |
| Bolivien                                   | 1997                                                     | 2009 | 1974                                                          | |  |
| Cookinseln                                 | 2007                                                     | 2007 | ?                                                             | |  |
| Costa Rica                                 | 1882                                                     | 1882 | 1859                                                          | |  |
| Dänemark                                   | 1933                                                     | 1978 | 1892                                                          | 1950 |  |
| Deutschland                                | 1949 (BRD) 1951 (West-Berlin) 1956 (Saarland) 1987 (DDR) | 1955 (BRD; Ablösung Besatzungsstatut durch Pariser Verträge) 1989 (West-Berlin; Änderung des Besatzungsrechts durch Alliierte Kommandantur)     | 1949 (Württemberg-Hohenzollern und West-Berlin), 1981 (DDR)   | 1951 (nach Verurteilung durch US-Militärgericht) |  |
| Dominikanische Republik                    | 1966                                                     | 1966 | 1966                                                          | |  |
| Dschibuti                                  | 1995                                                     | 1995 | ?                                                             | |  |
| Ecuador                                    | 1906                                                     | 1906 | 1884                                                          | |  |
| Elfenbeinküste                             | 2000                                                     | 2000 | ?                                                             | |  |
| Estland                                    | 1998                                                     | 1998 | 1991                                                          | |  |
| Eswatini                                   | 2017                                                     | 2017 | 1983                                                          | |  |
| Finnland                                   | 1949                                                     | 1972 | 1944                                                          | |  |
| Frankreich (Todesstrafe in Frankreich)     | 1981                                                     | 1981 | 1977                                                          | |  |
| Fidschi                                    | 1979                                                     | 2015 | ?                                                             | |  |
| Gabun                                      | 2010                                                     | 2010 | 1981                                                          | |  |
| Georgien                                   | 1997                                                     | 1997 | 1995                                                          | |  |
| Guinea                                     | 2016                                                     | 2017 | 2001                                                          | |  |
| Griechenland                               | 1993                                                     | 2004 | 1972                                                          | |  |
| Guinea-Bissau                              | 1993                                                     | 1993 | 1986                                                          | |  |
| Haiti                                      | 1987                                                     | 1987 | 1972                                                          | |  |
| Honduras                                   | 1956                                                     | 1956 | 1940                                                          | |  |
| Irland                                     | 1990                                                     | 1990 | 1954                                                          | |  |
| Island                                     | 1928                                                     | 1928 | 1830                                                          | |  |
| Italien                                    | 1947                                                     | 1994 | 1947                                                          | |  |
| Kambodscha                                 | 1989                                                     | 1989 | 1989                                                          | |  |
| Kanada                                     | 1976                                                     | 1998 | 1962                                                          | |  |
| Kap Verde                                  | 1981                                                     | 1981 | 1835                                                          | |  |
| Kasachstan                                 | 2007                                                     | 2021 | 2003                                                          | |  |
| Kirgisistan                                | 2007                                                     | 2007 | ?                                                             | |  |
| Kiribati                                   | 1979                                                     | 1979 | ?                                                             | |  |
| Republik Kongo                             | 2015                                                     | 2015 | 1982                                                          | |  |
| Kolumbien                                  | 1910                                                     | 1910 | 1909                                                          | |  |
| Kosovo                                     | 2002                                                     | | 1987                                                          | |  |
| Kroatien                                   | 1990                                                     | 1990 | 1973                                                          | |  |
| Lettland                                   | 1999                                                     | 2012 | 1996                                                          | |  |
| Liechtenstein                              | 1987                                                     | 1987 | 1785                                                          | |  |
| Litauen                                    | 1998                                                     | 1998 | 1995                                                          | |  |
| Luxemburg                                  | 1979                                                     | 1979 | 1949                                                          | |  |
| Madagaskar                                 | 2014                                                     | 2015 | 1958                                                          | |  |
| Malawi                                     | 2021                                                     | nicht | 1992                                                          | |  |
| Malta                                      | 1971                                                     | 2000 | 1943                                                          | |  |
| Marshallinseln                             | 1986                                                     | 1986 | ?                                                             | |  |
| Mauritius                                  | 1995                                                     | 1995 | 1987                                                          | |  |
| Mexiko                                     | 1976                                                     | 2005 | 1961                                                          | |  |
| Föderierte Staaten von Mikronesien         | 1986                                                     | 1986 | ?                                                             | |  |
| Moldau                                     | 1995                                                     | 1995 | 1985                                                          | |  |
| Monaco                                     | 1962                                                     | 1962 | 1847                                                          | |  |
| Montenegro                                 | 2002                                                     | 2002 | 1992                                                          | |  |
| Mongolei                                   | 2016                                                     | 2016 | 2008                                                          | |  |
| Mosambik                                   | 1990                                                     | 1990 | 1986                                                          | |  |
| Namibia                                    | 1990                                                     | 1990 | 1988                                                          | |  |
| Nauru                                      | 2016                                                     | 2016 | ?                                                             | |  |
| Nepal                                      | 1990                                                     | 1997 | 1979                                                          | |  |
| Neuseeland (Todesstrafe in Neuseeland)     | 1961                                                     | 1989 | 1957                                                          | |  |
| Nicaragua                                  | 1979                                                     | 1979 | 1930                                                          | |  |
| Niederlande                                | 1870                                                     | 1982 | 1860                                                          | 1952 |  |
| Niue                                       | 2004                                                     | 2004 | ?                                                             | |  |
| Nordmazedonien                             | 1991                                                     | 1991 | 1988                                                          | |  |
| Norwegen                                   | 1905                                                     | 1979 | 1876                                                          | 1948 |  |
| Österreich                                 | 1950, 1919–1934, 1787–1803                               | 1968 | 1950                                                          | |  |
| Osttimor                                   | 1999                                                     | 1999 | ?                                                             | |  |
| Palau                                      | 1994                                                     | 1994 | ?                                                             | |  |
| Panama                                     | 1922                                                     | 1922 | 1903                                                          | |  |
| Papua-Neuguinea                            | 2022, 1970–1991                                          | 1954 | 1954                                                          | |  |
| Paraguay                                   | 1992                                                     | 1992 | 1928                                                          | |  |
| Philippinen                                | 2006, 1987–1993                                          | 2006 | 2000                                                          | |  |
| Polen                                      | 1997                                                     | 1997 | 1988                                                          | |  |
| Portugal                                   | 1867                                                     | 1976 | 1846                                                          | |  |
| Ruanda                                     | 2007                                                     | 2007 | 1998                                                          | |  |
| Rumänien                                   | 1990                                                     | 1990 | 1989                                                          | |  |
| Salomonen                                  | 1966                                                     | 1978 | ?                                                             | |  |
| Sambia                                     | 2022                                                     | 2022 | 1997                                                          | |  |
| Samoa                                      | 2004                                                     | 2004 | ?                                                             | |  |
| San Marino                                 | 1848                                                     | 1865 | 1468                                                          | |  |
| São Tomé und Príncipe                      | 1990                                                     | 1990 | ?                                                             | |  |
| Schweden                                   | 1921                                                     | 1972 | 1910                                                          | |  |
| Schweiz                                    | 1942, 1874–1879                                          | 1992 | 1940                                                          | 1944 |  |
| Senegal                                    | 2004                                                     | 2004 | 1967                                                          | |  |
| Serbien                                    | 2002                                                     | 1995 | 1992                                                          | |  |
| Seychellen                                 | 1993                                                     | 1993 | ?                                                             | |  |
| Sierra Leone (Todesstrafe in Sierra Leone) | 2021                                                     | nicht | 1998                                                          | |  |
| Simbabwe                                   | 2024                                                     | nicht | 2005                                                          | |  |
| Slowakei                                   | 1990                                                     | 1990 | 1989                                                          | |  |
| Slowenien                                  | 1989                                                     | 1989 | 1959                                                          | |  |
| Spanien                                    | 1978, 1932–1938                                          | 1995 | 1975                                                          | |  |
| Südafrika                                  | 1995                                                     | 1997 | 1991                                                          | |  |
| Suriname                                   | 2015                                                     | 2015 | 1927                                                          | 1982 |  |
| Togo                                       | 2009                                                     | 2009 | 1978                                                          | |  |
| Tschad                                     | 2020                                                     | nicht | 2015                                                          | |  |
| Tschechien                                 | 1990                                                     | 1990 | 1989                                                          | |  |
| Türkei                                     | 2002                                                     | 2004 | 1984                                                          | |  |
| Turkmenistan                               | 1999                                                     | 1999 | 1997                                                          | |  |
| Tuvalu                                     | 1978                                                     | 1978 | ?                                                             | |  |
| Ukraine                                    | 1999                                                     | 1999 | 1997                                                          | |  |
| Ungarn                                     | 1990                                                     | 1990 | 1989                                                          | |  |
| Uruguay                                    | 1907                                                     | 1907 | 1905                                                          | |  |
| Usbekistan                                 | 2008                                                     | 2008 | 2005                                                          | |  |
| Vanuatu                                    | 1980                                                     | 1980 | ?                                                             | |  |
| Vatikanstadt                               | 1969                                                     | 1969 | 1870 im Kirchenstaat                                          | |  |
| Venezuela                                  | 1863                                                     | 1863 | ?                                                             | |  |
| Vereinigtes Königreich                     | 1973                                                     | 1998 | 1964                                                          | |  |
| Zentralafrikanische Republik               | 2022                                                     | nicht | 1981                                                          | |  |
| Zypern                                     | 1983                                                     | 2002 | 1962                                                          | |  |
| Brasilien                                  | 1891                                                     | nicht | 1876                                                          | |  |
| Burkina Faso                               | 2018                                                     | nicht | 1988                                                          | |  |
| Chile                                      | 2001                                                     | nicht | 1985                                                          | |  |
| El Salvador                                | 1983                                                     | nicht | 1973                                                          | |  |
| Ghana                                      | 2023                                                     | Verfassungsänderung geplant | 1993                                                          | |  |
| Israel                                     | 1954                                                     | nicht | 1962                                                          | |  |
| Peru                                       | 1979                                                     | nicht | 1979                                                          | |  |
| Guatemala                                  | 2017                                                     | nicht | 2000                                                          | |  |
| Algerien                                   | nicht                                                    | nicht | 1993                                                          | |  |
| Brunei                                     | nicht                                                    | nicht | 1957                                                          | |  |
| Eritrea                                    | nicht                                                    | nicht | 1989                                                          | |  |
| Grenada                                    | nicht                                                    | nicht | 1978                                                          | |  |
| Kamerun                                    | nicht                                                    | nicht | 1997                                                          | |  |
| Kenia                                      | nicht                                                    | nicht | 1987                                                          | |  |
| Laos                                       | nicht                                                    | nicht | 1989                                                          | |  |
| Liberia                                    | nicht                                                    | nicht | 2000                                                          | |  |
| Malaysia                                   | nicht                                                    | nicht | 2017                                                          | |  |
| Malediven                                  | nicht                                                    | nicht | 1952                                                          | |  |
| Mali                                       | nicht                                                    | nicht | 1980                                                          | |  |
| Marokko                                    | nicht                                                    | nicht | 1993                                                          | |  |
| Mauretanien                                | nicht                                                    | nicht | 1987                                                          | |  |
| Niger                                      | nicht                                                    | nicht | 1976                                                          | |  |
| Russland                                   | nicht                                                    | nicht | 1996                                                          | |  |
| Sri Lanka                                  | nicht                                                    | nicht | 1976                                                          | |  |
| Südkorea                                   | nicht                                                    | nicht | 1997                                                          | |  |
| Tadschikistan                              | nicht                                                    | nicht | 2004                                                          | |  |
| Tansania                                   | nicht                                                    | nicht | 1995                                                          | |  |
| Tonga                                      | nicht                                                    | nicht | 1982                                                          | |  |
| Tunesien                                   | nicht                                                    | nicht | 1991                                                          | |  |
| Afghanistan                                | nicht                                                    | nicht | 2023                                                          | |  |
| Ägypten                                    | nicht                                                    | nicht | 2022                                                          | |  |
| Antigua und Barbuda                        | nicht                                                    | nicht | 1991                                                          | |  |
| Äthiopien                                  | nicht                                                    | nicht | 2007                                                          | |  |
| Bahamas                                    | nicht                                                    | nicht | 2000                                                          | |  |
| Bahrain                                    | nicht                                                    | nicht | 2019                                                          | |  |
| Bangladesch                                | nicht                                                    | nicht | 2022                                                          | |  |
| Barbados                                   | nicht                                                    | nicht | 1984                                                          | |  |
| Belize                                     | nicht                                                    | nicht | 1985                                                          | |  |
| Botswana                                   | nicht                                                    | nicht | 2021                                                          | |  |
| Volksrepublik China                        | nicht                                                    | nicht | 2025                                                          | |  |
| Taiwan                                     | nicht                                                    | nicht | 2020                                                          | |  |
| Dominica                                   | nicht                                                    | nicht | 1986                                                          | |  |
| Gambia                                     | 1993, Wiedereinführung 1995                              | nicht | 2012                                                          | |  |
| Guyana                                     | nicht                                                    | nicht | 1997                                                          | |  |
| Indien                                     | nicht                                                    | nicht | 2020                                                          | |  |
| Indonesien                                 | nicht                                                    | nicht | 2016                                                          | |  |
| Irak                                       | nicht                                                    | nicht | 2022                                                          | |  |
| Iran                                       | nicht                                                    | nicht | 2024                                                          | |  |
| Jamaika                                    | nicht                                                    | nicht | 1988                                                          | |  |
| Japan                                      | nicht                                                    | nicht | 2025                                                          | |  |
| Jemen                                      | nicht                                                    | nicht | 2021                                                          | |  |
| Jordanien                                  | nicht                                                    | nicht | 2017                                                          | |  |
| Katar                                      | nicht                                                    | nicht | 2020                                                          | |  |
| Komoren                                    | nicht                                                    | nicht | 1997                                                          | |  |
| Demokratische Republik Kongo               | nicht                                                    | nicht | 2003                                                          | |  |
| Kuba                                       | nicht                                                    | nicht | 2003                                                          | |  |
| Kuwait                                     | nicht                                                    | nicht | 2017                                                          | |  |
| Lesotho                                    | nicht                                                    | nicht | 1984                                                          | |  |
| Libanon                                    | nicht                                                    | nicht | 2004                                                          | |  |
| Libyen                                     | nicht                                                    | nicht | 2010                                                          | |  |
| Myanmar                                    | nicht                                                    | nicht | 2022                                                          | |  |
| Nigeria                                    | nicht                                                    | nicht | 2016                                                          | |  |
| Nordkorea                                  | nicht                                                    | nicht | 2022                                                          | |  |
| Oman                                       | nicht                                                    | nicht | 2020                                                          | |  |
| Pakistan                                   | nicht                                                    | nicht | 2019                                                          | |  |
| Palästina                                  | nicht                                                    | nicht | 2017 (Hamas in Gaza) 2005 (Palästinensische Autonomiebehörde) | |  |
| Saudi-Arabien                              | nicht                                                    | nicht | 2025                                                          | |  |
| Singapur                                   | nicht                                                    | nicht | 2024                                                          | |  |
| Somalia                                    | nicht                                                    | nicht | 2022                                                          | |  |
| St. Kitts und Nevis                        | nicht                                                    | nicht | 2008                                                          | |  |
| St. Lucia                                  | nicht                                                    | nicht | 1995                                                          | |  |
| St. Vincent und die Grenadinen             | nicht                                                    | nicht | 1995                                                          | |  |
| Sudan                                      | nicht                                                    | nicht | 2021                                                          | |  |
| Südsudan                                   | nicht                                                    | nicht | 2022                                                          | |  |
| Syrien                                     | nicht                                                    | nicht | 2022                                                          | |  |
| Thailand                                   | nicht                                                    | nicht | 2018                                                          | |  |
| Trinidad und Tobago                        | nicht                                                    | nicht | 1999                                                          | |  |
| Uganda                                     | nicht                                                    | nicht | 2003                                                          | |  |
| Vereinigte Arabische Emirate               | nicht                                                    | nicht | 2017                                                          | |  |
| Vereinigte Staaten                         | 1972, Wiedereinführung 1976                              | nicht | 2025                                                          | |  |
| Vietnam                                    | nicht                                                    | nicht | 2021                                                          | |  |
| Belarus                                    | nicht                                                    | nicht | 2021                                                          | |  |

## Für und Wider
Die Todesstrafe wird oft wie folgt begründet:
- Sie sei die einzige gerechte Vergeltung für die schwersten Verbrechen.
- Nur sie schütze die Allgemeinheit wirksam vor dem Täter (Spezialprävention).
- Sie sei zur Abschreckung möglicher anderer Verbrecher notwendig (Generalprävention).
- Sie sei kostengünstiger als eine lebenslange Freiheitsstrafe.

Häufige Ablehnungsgründe lauten:
- Vergeltung sei eine Form der Rache. Diese dürfe in Rechtsstaaten keine Rolle spielen.
- Die Todesstrafe sei staatlich legitimierter Mord, untergrabe das Recht und erhöhe so das Gewaltpotential der Gesellschaft.
- Sie verfehle den Abschreckungszweck.
- Sie gebe dem Täter keine Chance zu Einsicht und Besserung.
- Justizirrtum und Missbrauch seien dabei nie auszuschließen.[98]
- Sie verletze die unantastbare Menschenwürde.

### Vergeltung
Wer Menschen ermordet, soll dafür mit seinem Leben bezahlen: Dies empfinden viele Menschen als die einzig angemessene Vergeltung. Dahinter steht das alte Ius talionis, das eine Gleichwertigkeit von Tat und Strafe fordert und so die wahllose Blutrache auf das Töten des Täters begrenzen sollte. Es war in fast allen Kulturen und Religionen des Altertums mit dem Gedanken einer Sühne verbunden. Auf diese Idee beziehen sich auch neuzeitliche Straftheorien, die den Strafzweck nicht an Resozialisierung orientieren. Dazu führte Immanuel Kant aus:

„Hat er aber gemordet so muß er sterben. Es gibt hier kein Surrogat zur Befriedigung der Gerechtigkeit. Es ist keine Gleichartigkeit zwischen einem noch so kummervollen Leben und dem Tode, also auch keine Gleichheit des Verbrechens und der Wiedervergeltung, als durch den am Täter gerichtlich vollzogenen, doch von aller Misshandlung, welche die Menschheit in der leidenden Person zum Scheusal machen könnte, befreieten Tod.“

Nur der Tod des Mörders könne also eine gleichartige, der Tat angemessene Gerechtigkeit wiederherstellen. Dabei fragte Kant ebenso wenig wie frühere Rechtsphilosophen nach Kriterien für seine individuelle Schuld.
Solchen Befürwortern gilt die Todesstrafe als objektive Notwendigkeit: Der Staat müsse Gerechtigkeit für alle schützen und durchsetzen, indem er die Todesstrafe am Täter vollziehe, auch wenn Opferangehörige sie nicht verlangten. Denn ein Verbrechen breche nicht nur ein Einzelgesetz, sondern stelle die Rechtsordnung insgesamt in Frage. Um deren Anspruch auf Allgemeingültigkeit zu wahren, müsse die Strafe das Verbrechen sühnen. Daher müsse ein Mörder eben nicht nur mit seiner Freiheit, sondern auch mit seinem Leben für das Zerstören von Leben anderer haften. Dies sei auch für Opferangehörige die einzig angemessene Form einer Genugtuung, da der Lebensverlust unersetzbar sei. Nur so könnten sie mit dem Verbrechen innerlich abschließen.
Gegen diese Begründungen wird eingewandt: Das Vergeltungsprinzip – Tötung als Ausgleich für Tötung – lasse sich nicht logisch durchführen, da danach Mörder ermordet, Totschläger totgeschlagen und auch die, die jemand fahrlässig getötet haben, getötet werden müssten. In der Realität wird die Todesstrafe jedoch meist nur bei Mördern verlangt und oft zusätzlich begrenzt auf besonders schwere Fälle wie Kindes-, Sexual-, Raub-, Polizisten- oder Massenmord. Bei Räubern, Vergewaltigern usw. wird keine gleichartige Schadenszufügung gefordert, da diese auch in Staaten mit einer gesetzlichen Todesstrafe als Unrecht gilt. Dies verweise darauf, dass das Strafmaß nach der individuellen Schuld des Täters bemessen werden müsse und nicht die Tat spiegeln könne. Ein Verbrechen lasse sich nicht durch Beseitigen des Täters „sühnen“, sondern nur durch einen Ausgleich für die Tat, also Schadensbegrenzung für die Opfer und die Gesellschaft. Ein schuldfähiger Täter könne zu diesem Ausgleich nur beitragen, wenn er am Leben bleibe. Gerade weil der Tod im Unterschied zu anderen Strafen eine endgültige Qualität habe, scheide er aus den zulässigen Strafarten aus. Weil im Rechtsstaat das Leben und Zusammenleben Aller als höchster Wert gelten und zu schützen seien, dürften seine Vertreter keinen Verbrecher mit dem Tod bestrafen, um sich nicht mit dem auf eine Stufe zu stellen, der diese Werte missachte. Staaten seien von fehlbaren Menschen geschaffen, die sich nicht anmaßen dürften, perfekte „Gerechtigkeit“ herzustellen. Die Todesstrafe sei ein archaisches Relikt vergangener Rechtsauffassungen, das gesellschaftliche Rachebedürfnisse befriedige und sie zugleich verschleiere. Sie stelle die Rechtsstaatlichkeit und ihre Wertgrundlagen insgesamt in Frage.
Sowohl Befürworter wie Gegner der Todesstrafe beziehen sich also auf eine Gerechtigkeitsidee und auf sozialpsychologische Aspekte. Befragte Opferangehörige in den USA, die der Hinrichtung des Täters zusahen, bestreiten, dass diese ihr Gerechtigkeitsgefühl befriedigt habe. Manche Angehörige von Mordopfern lehnen die Todesstrafe ab und versuchen den Verlust gemeinsam mit anderen Opferangehörigen zu verarbeiten.

### Schutz vor dem Täter
Manche Befürworter der Todesstrafe argumentieren, dass diese die Gesellschaft besonders wirkungsvoll, da unwiderruflich, vor weiteren Verbrechen des Täters schütze. Da bei Haftstrafen Ausbrüche oder verfrühte Haftentlassungen durch Fehlgutachten möglich seien, hindere nur seine Hinrichtung einen Täter wirksam an weiteren Straftaten. Gegner verweisen darauf, dass zum Tode Verurteile bis zu ihrer Hinrichtung ebenso ausbrechen könnten wie andere inhaftierte Straftäter, bei letzteren deswegen aber keine Todesstrafe gefordert wird. Auch sei der Sicherheitsstandard vieler Haftanstalten inzwischen so hoch, dass eine lebenslange Freiheitsstrafe die Gesellschaft ebenso vor Wiederholungstätern schütze. Sie verweisen auf statistische Untersuchungen, wonach gerade Mörder sehr selten erneut straffällig werden.
Oft wird eine schnell ausgeführte Todesstrafe, etwa durch ein Standgericht, als staatliche Notwehr gerechtfertigt und mit polizeilichen Sonderrechten wie dem „finalen Rettungsschuss“ verglichen. Dies gilt heute besonders für Fälle von Terrorismus: Auch bereits inhaftierte Täter bedrohten den Staat, da andere sie freizupressen versuchen könnten und ihre Gewalt dabei eskalieren könne. Erfolgreich freigepresste Täter könnten neue Verbrechen begehen und immer mehr Anhänger dazugewinnen. Dagegen sei ein „kurzer Prozess“ der beste Schutz.
Viele Juristen, nicht nur Gegner der Todesstrafe, bestreiten, dass festgenommene Täter die Rechtsordnung noch akut gefährden. Sie bewerten so gerechtfertigte Todesstrafen als Justizmorde: „Todesstrafe als wirksames Mittel gegen Freipresserei müßte dann gleich schon den Rechtsstaat durchs Standrecht ersetzen“. Wer die Gesellschaft durch Beseitigen der Mörder schützen wolle, könne dies dann auch für andere Verbrecher verlangen und hebe damit jeden Unterschied zwischen Recht und Unrecht auf. Bestrafung von möglichen, aber noch nicht eingetretenen Folgen sei eine Abkehr von wesentlichen Rechtsstaatsprinzipien zugunsten eines unerklärten Krieges gegen Kriminelle, in dem nicht mehr zwischen Mördern, Richtern und Henkern unterschieden werden könne. Damit werde der vorgebliche Zweck der Prävention verfehlt, weil die fehlende Aussicht auf ein faires Gerichtsverfahren andere darin bestärke, Mord als zum Selbstschutz mögliches Mittel zu betrachten und so die allgemeine Rechtsunsicherheit vermehre. Wer Todesstrafe, Folter und Standrecht gegen Terroristen verlange, unterstütze deren Methoden und Ziele, da dann die Gesellschaft dem Zerrbild gleiche, das Terroristen von ihr zeichneten.

### Abschreckung
Befürworter führen oft an, erst die Hinrichtung überführter Täter wirke mittelbar abschreckend auf mögliche andere Täter und halte sie wirksamer von Straftaten ab als angedrohte Freiheitsstrafen. Einige sehen darin den einzigen Weg, einer allgemeinen Zunahme von Gewaltverbrechen und Gefährdung der öffentlichen Sicherheit zu begegnen. Fehle die schwerstmögliche Strafe in der Palette der Strafandrohungen, stelle dies die Wirkung und Glaubwürdigkeit des staatlichen Rechtsschutzes insgesamt in Frage.
Diese Annahmen sind bisher empirisch nirgends nachgewiesen worden. In keinem Staat der Welt belegen Statistiken einen Zusammenhang zwischen Todesstrafe und Zahl der Kapitalverbrechen. In vielen Staaten, die die Todesstrafe abschafften, nahmen Morde danach statistisch nicht merklich zu, sondern oft sogar ab. In Staaten ohne Todesstrafe liegen die Mordraten anteilig vergleichsweise niedriger als in – oft direkt benachbarten – Staaten mit Todesstrafe. Vergleichende empirische Forschung in den USA und Deutschland belegte 1976, 1984 und 1987: Je häufiger ein Staat die Todesstrafe anwendet, desto größer ist der Anteil der Gewaltverbrechen an den Straftaten. Familienangehörige, die öfter Körperstrafen ausübten oder erfuhren, bejahen öfter die Todesstrafe. Die Brutalisierungstheorie deutet dies als verrohende Wirkung der Todesstrafe.
Mörder (außer Sexual- und Raubmörder) sind statistisch viel seltener vorbestraft und werden seltener erneut straffällig als andere Straftäter. Noch nicht gefasste Mörder begehen jedoch in Staaten mit Todesstrafe öfter weitere Straftaten, um nicht gefasst und verurteilt zu werden. Die meisten Tötungsdelikte geschehen unter Angehörigen und in Privatbeziehungen, in Extremsituationen und im Zustand eines emotionalen Affektes oder bei anderen irrationalen Geisteszuständen, bei denen ruhiges Überlegen und Bedenken der Tatfolgen ausgeschaltet sind. In diesen Zustand könne grundsätzlich jeder Mensch geraten. Nicht bestimmte Tätereigenschaften, sondern Gewalt fördernde Umstände und ihre Verkettung seien meist dafür verantwortlich. Würden diese im Strafrecht angemessen berücksichtigt, entfiele das Abschreckungsargument, da dann viel eher die Reduktion gesellschaftlicher Gewaltursachen in den Vordergrund rücken müsse.
Ein weiterer Einwand lautet: Für einen möglichst wirksamen Abschreckungseffekt müssten Hinrichtungen öffentlich stattfinden und von modernen Massenmedien übertragen werden. Dies verbieten Rechtsstaaten jedoch als Verletzung der Menschenwürde von Tätern und Zuschauern. Diese Verbotsbegründung müsse auch für heimliche oder nur den Opferangehörigen bekanntgegebene Hinrichtungen gelten. Diese Inkonsequenz zeige, dass das Abschreckungsargument großenteils vorgeschoben sei. Der Strafrechtler Rudolf Sieverts verwies auf historische Chroniken, wonach sich kriminelle Tendenzen bei Zuschauern öffentlicher Hinrichtungen verstärkt hätten, so dass zunehmend nichtöffentlich hingerichtet wurde: „Die Annahme einer generalabschreckenden Wirkung der Todesstrafe ist also als eine Illusion erwiesen. Es gibt wenig derartig gesicherte Erkenntnisse in der Kriminologie.“
Schon im 19. Jahrhundert argumentierten Gegner der Todesstrafe: Solle diese von Tötungsdelikten abschrecken, dann bedeute jedes weitere Kapitalverbrechen ihr Versagen. Ihr Vollzug bestrafe den Täter dann für die künftigen Taten anderer mit: Wie bei der Sippenhaft werde so der Strafzweck der gerechten Vergeltung am Täter verfehlt. Vergeltung einer Einzeltat und Abschreckung anderer Taten seien somit unvereinbare Strafziele.
Der Rechtsphilosoph Robert Spaemann sieht keinen Grund, die Todesstrafe abzulehnen, falls ein Staat nur so künftige Verbrechen verhüten könnte. Doch wer einen Mord vorhabe, pflege nicht das Strafmaß zu bedenken, sondern versuche jeder angedrohten Strafe zu entgehen. Die Abschreckungstheorie könne daher keinen zwingenden Grund dafür angeben, inwiefern die staatliche Tötung eines Menschen das Gemeinwohl besser schütze als die lebenslange Freiheitsstrafe.
Ralf Rother verweist darauf, dass das Abschreckungsargument auf einer Nützlichkeitserwägung beruht. Werde die Todesstrafe nur wegen ihrer Wirkungslosigkeit abgeschafft, dann bleibe das vermeintliche Recht des Staates auf gewaltsame Ahndung von Verbrechen, auch mit Urteilen über Leben und Tod, unangetastet. Damit werde indirekt eingeräumt, dass sowohl Beibehaltung wie Abschaffung der Todesstrafe auf politischen und kulturellen, nicht ethischen, philosophischen und juristischen Gründen beruhe. Erst wenn Staaten ausdrücklich das Strafen mit Gewalt und dem Tod aus ihrer Souveränität ausschlössen, sei die Todesstrafe prinzipiell und irreversibel abgelehnt.
Diesen prinzipiellen Ausschluss vertritt die Evangelische Kirche in Deutschland (EKD). Ihr früherer Ratsvorsitzender Wolfgang Huber argumentiert: Weil alles Leben von Gott geschaffen sei, bleibe auch der Täter Gottes Ebenbild. Kein Verbrechen könne seine Würde und sein Lebensrecht aufheben. Eine Symmetrie zwischen Tat und Strafe sei daher weder möglich noch erstrebenswert. Auch wenn eine Abschreckungswirkung der Todesstrafe sich beweisen ließe, dürfe ein Rechtsstaat nicht alles tun, um Verbrechen zu verhüten. Er dürfe vor allem niemand töten, um andere vom Morden abzuhalten. Damit würde er die Menschenwürde als Basis allen Rechts verletzen und sich selbst zum Unrechtsstaat machen. Um die Menschenwürde aller zu achten und zu schützen, müsse er das Tötungsverbot als Grenze gewaltsamer Rechtsdurchsetzung anerkennen und auf die Todesstrafe, Folter und Körperstrafen verzichten. Damit stehe und falle er.

### Schutz der Rechtsordnung
Rechtsordnungen legitimieren sich stets mit einer übergeordneten Gerechtigkeitsidee, ohne die menschliches Zusammenleben nicht möglich sei. Darauf beziehen sich auch Befürworter und Gegner der Todesstrafe. Sie verlangen in der Regel vom Staat, gerechte Verhältnisse herzustellen, entsprechende Gesetze zu geben, zu schützen und zu vollstrecken. Die Befürworter glauben, dass einem Staatswesen dies im Idealfall fehlerlos gelingen könne. Die Gegner verweisen demgegenüber auf die grundsätzliche Fehlerhaftigkeit aller vom Menschen geschaffenen Rechtssysteme. Staaten seien künstliche Gebilde, die nie fehlerfrei seien, so dass man keine fehlerfreie Durchführung von Strafprozessen erwarten und darum das Töten von Menschen als Strafart nicht verantworten könne. Manche lehnen daher alle Staatsformen ab (siehe Anarchismus), andere streben Strafrechtsreformen auf dem Boden der bestehenden Rechtsordnung an.
Staaten, die die Todesstrafe verhängen, nehmen unvermeidbar die Hinrichtung von Unschuldigen in Kauf. Weder Polizei noch Justiz arbeiten fehlerfrei, sodass es auch im Rechtsstaat nachweislich immer wieder zu Justizirrtümern und Fehlurteilen kommt. Da ein vollstrecktes Todesurteil endgültig ist, lässt es sich nicht nachträglich wiedergutmachen. Dies beschädigt zugleich unwiderruflich die Glaubwürdigkeit des Rechtssystems für alle Bürger dieses Staates. Diese Tatsache ist ein Hauptargument gegen die Todesstrafe.
Viele Staaten legen zudem unklare Kriterien zur rechtlichen Würdigung von Straftaten fest: Als todeswürdig gilt eine Gewalttat etwa dann, wenn sie aus „niederen Beweggründen“ oder „heimtückisch“ begangen wurde. Kritische Wissenschaft verweist darauf, dass die Definition dieser Kriterien ständig veränderlichen gesellschaftlichen Werturteilen unterliege. Damit werde das Bild, das sich ein Richter oder eine Jury vom Angeklagten macht, oft entscheidend für das Urteil über sein Leben oder Sterben.
In Kapitalverfahren geben oft subjektive Eindrücke von Strafverfolgern, Anklägern, Beisitzern, Richtern und Geschworenen den Ausschlag für ein Urteil. Solche Strafprozesse sind zudem oft stark emotionalisiert: Die Angehörigen der Opfer stehen dem oder den Tätern und deren Angehörigen gegenüber. Auch die Öffentlichkeit ist beteiligt und wird oft zusätzlich durch Medienberichte beeinflusst. Auf den Entscheidungsträgern, die oft Laien und keine Berufsjuristen sind, lastet also ein erheblicher öffentlicher Druck. Das kann dazu führen, dass sie den Wünschen einer Bevölkerungsmehrheit nachgeben und diese durch ein hartes oder mildes Vorgehen zu überzeugen suchen. Diese Situation gilt als häufige Ursache für Fehlurteile.
Bei allen bisherigen Hinrichtungsmethoden gab es unvorhergesehene Fehler, die Qualen für die Verurteilten verursachten. Diese Tatsache und eine häufig jahrelange Wartezeit nach einem Todesurteil, kurzfristige Terminverschiebungen und staatliche Inszenierung einer Hinrichtung bewerten Todesstrafengegner als unmenschliche Grausamkeit. Manche Todesstrafenbefürworter plädierten deshalb für zeitnahe Exekutionen. Dagegen betonen prinzipielle Todesstrafengegner, dass keine noch so „humane“ Hinrichtungsart die seelische Grausamkeit für den Täter und die ethische Verwerflichkeit dieser Strafe aufhebe.
Der Bundesgerichtshof hat seine „unüberwindlichen Bedenken“ gegen die Todesstrafe in einer Urteilsbegründung 1995 wie folgt zusammengefasst:

„Aus humanitären Gründen kann keinem Staat das Recht zustehen, durch diese Sanktion über das Leben seiner Bürger zu verfügen. Vielmehr erfordert es der Primat des absoluten Lebensschutzes, daß eine Rechtsgemeinschaft gerade durch den Verzicht auf die Todesstrafe die Unverletzlichkeit menschlichen Lebens als obersten Wert bekräftigt. Darüber hinaus erscheint es unbedingt geboten, der Gefahr eines Mißbrauchs der Todesstrafe durch Annahme ihrer ausnahmslos gegebenen Unzulässigkeit von vornherein zu wehren. Fehlurteile sind niemals auszuschließen. Die staatliche Organisation einer Vollstreckung der Todesstrafe ist schließlich, gemessen am Ideal der Menschenwürde, ein schlechterdings unzumutbares und unerträgliches Unterfangen.“

### Kosten
Für die Todesstrafe wurde öfter ins Feld geführt, sie sei kostengünstiger als eine lebenslange Freiheitsstrafe und mute Opferangehörigen nicht zu, die inhaftierten Täter mitzuversorgen. In Rechtsstaaten wie den USA kostet ein Todesstrafenprozess im Durchschnitt jedoch mehr als eine lebenslange Haft. Hauptgrund sind die Anklage- und Verteidigungskosten von oft jahrelangen Kapitalverfahren. Dabei müssen die polizeilichen Ermittlungsergebnisse besonders sorgfältig geprüft werden. Mehrere Revisionsinstanzen und Wiederaufnahmemöglichkeiten sind vorgesehen, um Fehlurteile korrigieren zu können.
Todesstrafengegner erklären, dass Staaten, die sich allgemein auf Menschenrechte verpflichten und berufen, das auch Schwerstverbrechern zustehende Lebensrecht nicht als Kostenfaktor betrachten dürfen. Andernfalls setzten sie die Rechtsstaatlichkeit aufs Spiel und zeigten, dass es ihnen um gesellschaftliche Rache gehe.

## Geschichte

### Altertum
Die Todesstrafe entwickelte sich aus der „Blutrache“. Dieses ungeschriebene Sippenrecht vorstaatlicher Gesellschaften verlangte von einem Angehörigen des Getöteten, meist dem ältesten Sohn, einen beliebigen Angehörigen der Sippe oder des Stammes, zu dem der Täter gehörte, zu töten. Dies sollte ursprünglich vom Töten einzelner Angehöriger fremder Sippen abschrecken, führte aber in Folgegenerationen oft zu endlosen Fehden und bis zur gegenseitigen Ausrottung ganzer Sippenverbände.
Je mehr Nomadengruppen sesshaft wurden, desto mehr wurden verbindliche und einheitliche Schadensregelungen notwendig. Man entwickelte allmählich öffentliche Beweis-, Gerichts- und Strafverfahren, deren Todesurteile weiterhin ein von der Sippe ausgewählter „Bluträcher“ ausführen durfte. Die Todesstrafe war also anfangs nur eine Form der Rache des Kollektivs: Dieses delegierte deren Ausführung an eine allseits anerkannte Zentralgewalt, an der sich niemand rächen durfte und konnte.
Die Todesstrafe ist die früheste kodifizierte Strafart. Bereits die älteste bekannte Rechtssammlung, der Codex Ur-Nammu (ca. 2100 v. Chr.), sah sie für Mord und Ehebruch vor. Im Codex Hammurapi (ca. 1700 v. Chr.) wird sie auf weitere Vergehen ausgedehnt, wobei das Talionsprinzip für Körper- und Todesstrafen angewandt wurde. Das begrenzte die Blutrache auf das Töten des Täters, nicht beliebiger anderer Personen.

### Bibel
Die Tora spiegelt die Ablösung der privaten Blutrache durch geordnete Rechtsverfahren, die ein Kapitalvergehen nur noch am Einzeltäter ahndeten. Gen 9,6  beschreibt diesen Zustand: „Wer Menschenblut vergießt, dessen Blut wird durch Menschen vergossen. Denn: Als Abbild Gottes hat er den Menschen gemacht.“ Wer eine zum Ebenbild Gottes geschaffene Person töte, greife Gottes Alleinrecht an, Leben zu beenden. Dann erfordere Gottes Gerechtigkeit, auch sein Leben zu nehmen. Der Satz wird auf nomadisches Sippenrecht zurückgeführt, als keine Sicherheitsverwahrung möglich war und das Beseitigen der Täter zum Überleben der Sippe notwendig erschien. Er wurde meist gegen den hebräischen Wortlaut als Imperativ übersetzt („dessen Blut soll […] vergossen werden“) und legitimierte so die Todesstrafe als Vergeltung für Mord und Totschlag.
Das Talionsrecht verlangt einen der Tat angemessenen Schadensausgleich (Ex 21,23 ): „Entsteht dauerhafter Schaden, so gib ein Leben für ein Leben […] ein Auge für ein Auge“. Das forderte nicht die Opferangehörigen zur Vergeltung, sondern die Täterangehörigen zum Schadensersatz auf. Dessen Maß wurde von einem Gericht ermittelt und festgelegt. Es wurde denkbar, ein getötetes Leben auf andere Weise als durch Töten des Täters auszugleichen.
Zauberei, Zoophilie und Inzest wurden schon in den historischen, nicht-monotheistischen Religionen als Bedrohung der Gemeinschaft tabuisiert. Die Tora fordert die Todesstrafe zudem für Tatbestände, die die kultisch-religiöse Identität der Israeliten bedrohten (Fremdgötter-Verehrung, Blasphemie, Falschprophetie) oder als Merkmal fremder Völker galten (Menschenopfer, Menschenraub, Beschwörung von Geistern, Geschlechtsverkehr zwischen Männern), für bestimmte sexuelle Vergehen (Ehebruch, Geschlechtsverkehr während der Menstruation) und soziale Tatbestände (Schlagen oder Verfluchen der Eltern).
Jüngere Rechtskorpora der Tora unterschieden vorsätzliche, fahrlässige und unbeabsichtigte Tötungen, Körperverletzung mit Todesfolge und Notwehr immer genauer. Ein öffentliches Gerichtsverfahren zur Feststellung von Straftat und Strafmaß, zwei unabhängige Augenzeugen und die gründliche Prüfung ihrer Aussagen durch unbestechliche Richter für ein gültiges Todesurteil wurden verlangt. Zu Unrecht als Mördern verfolgten Totschlägern wurde Asyl in einer dafür vorgesehenen Asylstadt gewährt.
Die im Talmud gesammelte jüdische Rechtstradition arbeitete die Gerichtsverfahren immer genauer aus und erschwerte Todesurteile immer mehr bis zur völligen Aufhebung der Todesstrafe. So wurde ein Tätergeständnis nicht mehr als Urteilsgrund zugelassen.
Im Neuen Testament (NT) wird die Todesstrafe weder direkt erlaubt noch verboten. Stellen wie Joh 19,10 f.  und Röm 13,4  setzen ein durch Gottes Reich befristetes und begrenztes Recht der Staatsvertreter über Leben und Tod voraus. Jesus von Nazaret ordnete das Vergeltungsgebot (Gen 9,6 ) dem Bewahrungswillen Gottes (Gen 8,21f. ) unter und begründete damit sein Gebot der Feindesliebe (Mt 5,44 ): Diese sei die Gottes geduldiger Gnade gemäße Form der Vergeltung. Demgemäß entkräftete er nach Joh 8,7  die in der Tora vorgesehene Todesstrafe für Ehebruch mit dem Hinweis: „Wer von Euch ohne Sünde ist, der werfe den ersten Stein auf sie.“ Der indirekt gebotene Rechtsverzicht (da niemand ohne Sünde ist, führe niemand die Todesstrafe aus) delegitimiert die damaligen Autoritäten, zielt auf Selbsterkenntnis und Vergebung. Daran anknüpfend, fanden die Urchristen in Jesu Kreuzestod das stellvertretende Erleiden der dem Rechtsbrecher zustehenden Todesstrafe (Gal 3,13 ; Röm 8,3  und öfter). Gott habe seinen Sohn „dahingegeben“ und damit allen Menschen ihre Schuld vergeben, um sie von der Sünde zu befreien. So habe Jesus Versöhnung mit Gott geschaffen und ermöglicht (2 Kor 5,14 ). Tödliches Vergelten war daher für die Urchristen ein Rückfall in den Unglauben; kultische Vorschriften, für deren Nichteinhaltung die Tora Todesstrafen androht, waren für sie hinfällig.

### Antike
Viele antike Reiche kannten neben der Todesstrafe nur Geldstrafen und Versklavung, aber keine Freiheitsstrafen, da sichere Inhaftierung technisch kaum möglich war. Oft wurden Verurteilte öffentlich hingerichtet, um Zuschauer zu unterhalten und zugleich abzuschrecken. Besonders Sklaven wurden bei Verhören vor ihrer Hinrichtung oft durch Folter, etwa eine Geißelung, gequält. Dagegen entstand besonders im antiken Athen seit 600 v. Chr. ein Rechtsverfahren, das allerdings weiter zwischen freien Vollbürgern, Zugezogenen und Sklaven unterschied.
Nach dem Rechtswesen im antiken Rom wurden römische Bürger nur für besonders schwere Vergehen wie Verwandtenmord, Verhöhnung der Götter und Landesverrat mit dem Tod bestraft. Statthalter römischer Provinzen besaßen das Ius gladii („Schwertrecht“, also das Recht zu Todesstrafen, etwa durch Enthauptung). In der Kaiserzeit wurde die Kreuzigung von Staatsfeinden, Sklaven und Nichtrömern üblich, um das Imperium Romanum in eroberten Gebieten durchzusetzen und Aufstände zu unterdrücken. Zudem konnte, bezeugt etwa bei Galenos, die Todesstrafe durch Aussetzen der Verurteilten in einer Zirkusarena mit wilden Tieren erfolgen.
Christen lehnten tötende Gewaltausübung bis zum 4. Jahrhundert wegen Jesu Toraauslegung meist ab. Theologen der Patristik, darunter Athenagoras von Athen, Tertullian, Origenes, Laktanz sowie die Synode von Elvira verboten jede direkte und indirekte Beteiligung von Christen an Todesurteilen und Hinrichtungen. Implizit stellten sie damit auch das Recht des römischen Staates zur Todesstrafe in Frage. Nur Clemens von Alexandria bejahte diese explizit.
Nach der konstantinischen Wende (313) gestand die Kirche dem Staat jedoch ein Vergeltungsrecht zu und legitimierte damit die staatliche Todesstrafe. Christen sollten sich jedoch weiterhin daran nicht beteiligen und mäßigend auf Staatsvertreter einwirken; auch Gnadengesuche von Bischöfen für zum Tod Verurteilte, Kritik an besonders grausamen Hinrichtungsarten und Urteilsgründen wurden üblich. Als das Christentum zur Staatsreligion geworden war (380), nahmen staatliche Exekutionen jedoch eher noch zu. Die Kirche war nun aktiv daran beteiligt. In Trier richteten Christen im Jahr 385 mit Bischof Priscillian von Ávila erstmals einen anderen Christen wegen angeblicher Häresie hin. Augustinus von Hippo erlaubte getauften Staatsbeamten 420 auch den Kriegsdienst und die Todesstrafe, besonders gegen „Heiden“ und Christen, die er als Häretiker beurteilte. Er begründete dies mit seiner Staatstheorie, wonach der römische Staat als von Gott gestiftete Strafgewalt Menschen mit der Furcht vor Strafe von Verbrechen abzuschrecken und die Existenz der Kirche zu schützen habe, da diese allein das Seelenheil aller, auch der Verbrecher, gewährleisten könne.

### Mittelalter

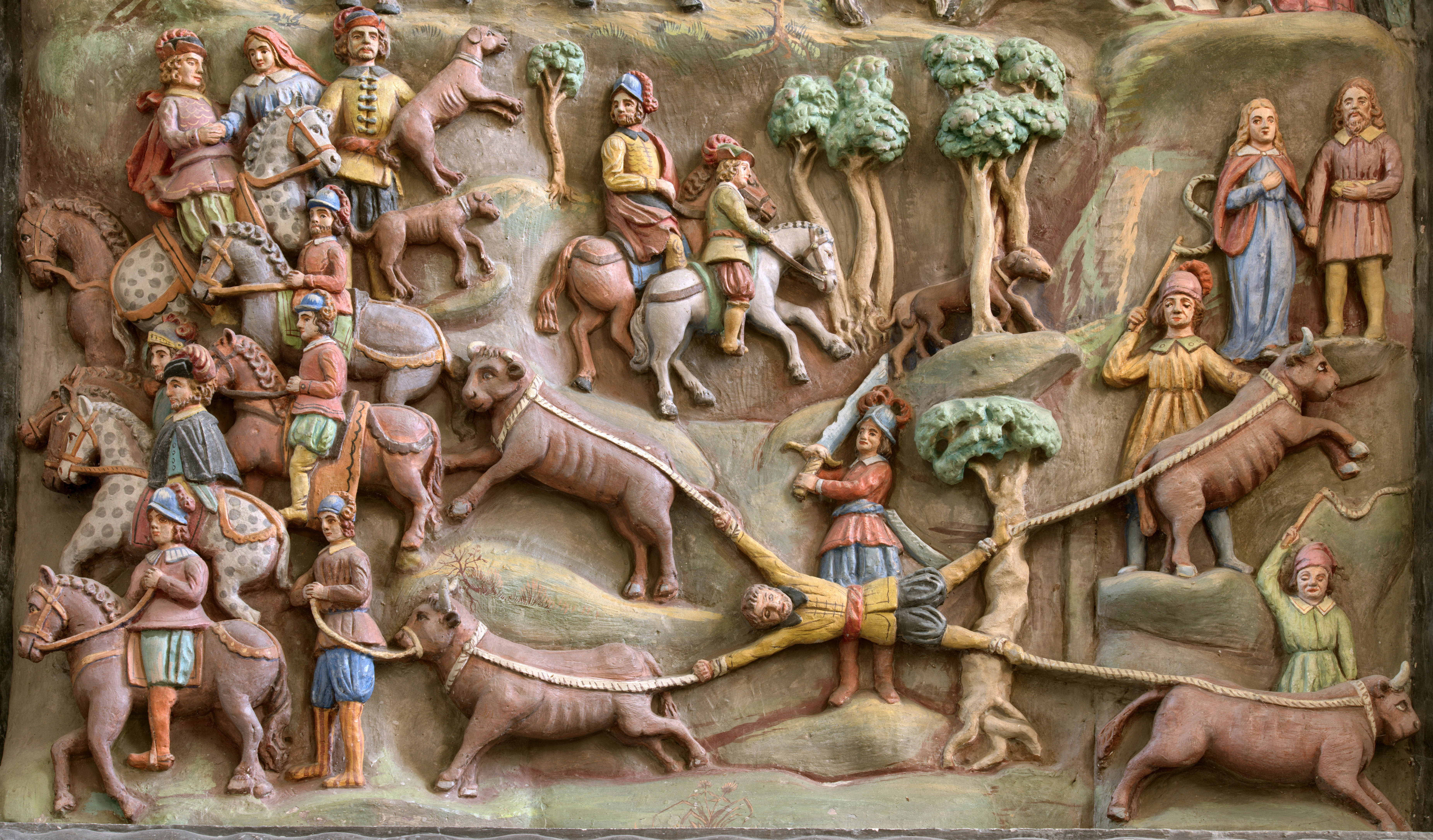
Hinrichtung durch Vierteilung. Szene aus der Genovevasage, Fraukirch 1667

Die römisch-katholische Kirche rechtfertigte die Todesstrafe an „Heiden“ im Zuge gewaltsamer Christianisierung. Die Orthodoxe Kirche dagegen sah sie als Hindernis für die Mission. Das Byzantinische Reich reduzierte Hinrichtungen seit dem 8. Jahrhundert und ersetzte sie durch das Abschneiden von Nasen oder Ohren, um so einen pädagogischen Einfluss auf die Bevölkerung auszuüben. Dort wurde unter dem Kaiser Johannes II. Komnenus (1118–1142) in einer Phase innen- und außenpolitischer Stabilität kein Todesurteil vollstreckt.
Im 13. Jahrhundert setzte Papst Innozenz III. Hinrichtungen von „Ketzern“ durch. Bischöfe und Kardinäle verhängten Todesurteile, die von der staatlichen Blutgerichtsbarkeit ausgeführt wurden. Die Regel Ecclesia non sitit sanguinem (‚die Kirche dürstet nicht nach Blut‘) galt nur bedingt, da Kirchenvertreter auch politische Ämter innehatten und im eigenen Herrschaftsbereich hinrichten ließen. Nur christliche Minderheiten wie die Waldenser lehnten die Todesstrafe ab und wurden auch deshalb von der Inquisition verfolgt.
Im Spätmittelalter, als das Machtmonopol von Papst- und Kaisertum, Klerus und Adel zunehmend bedroht war, nahmen Zahl und Grausamkeit der Hinrichtungen zu und auch die Zahl der Vergehen, die damit bestraft wurden.
Auch im Rahmen kirchlicher Inquisitionen sowie regionaler und staatlicher Hexenverfolgung kam es zu Hinrichtungen sowie zu Lynchjustiz.

### Frühe Neuzeit
Die Reformation weckte anfangs große Hoffnungen auf Humanisierung von Kirche und Politik: Martin Luther rückte Gottes ultimatives Gnadenurteil für alle Menschen in das Zentrum des christlichen Glaubens und trennte geistliche und weltliche Macht (siehe Zwei-Reiche-Lehre). Es wurde denkbar, auch das staatliche Strafrecht dem Evangelium gemäß zu reformieren. Doch das Glaubensbekenntnis der lutherischen Reichsstände, die Confessio Augustana von 1530, erlaubte Christen in Ausübung staatlicher Macht in Artikel XVI die Todesstrafe. Das Landesherrliche Kirchenregiment stärkte die Eigenmacht der Fürsten. Diese reagierten auf Bauernaufstände, Raubrittertum – Ausdruck der Verelendung der Bevölkerung – sowie auf das Anwachsen von Städten mit größerer Einwohnerzahl und Kriminalität mit immer mehr Gewalt. In der Frühen Neuzeit zwischen 1525 und 1648 stieg die Zahl der Hinrichtungen stetig, aber regional sehr unterschiedlich, enorm an. Die Landesherren dehnten Leibes- und Todesstrafen auf immer mehr Tatbestände aus und bestraften immer geringere Vergehen, auch kleine Diebstähle, mit dem Tod. Nach der Constitutio Criminalis Carolina von 1532 wurden sieben Vollzugsarten – Enthaupten, Ertränken, Hängen, Lebendigbegraben, Rädern, Verbrennen und Vierteilen – für je bestimmte Tatbestände angewandt.

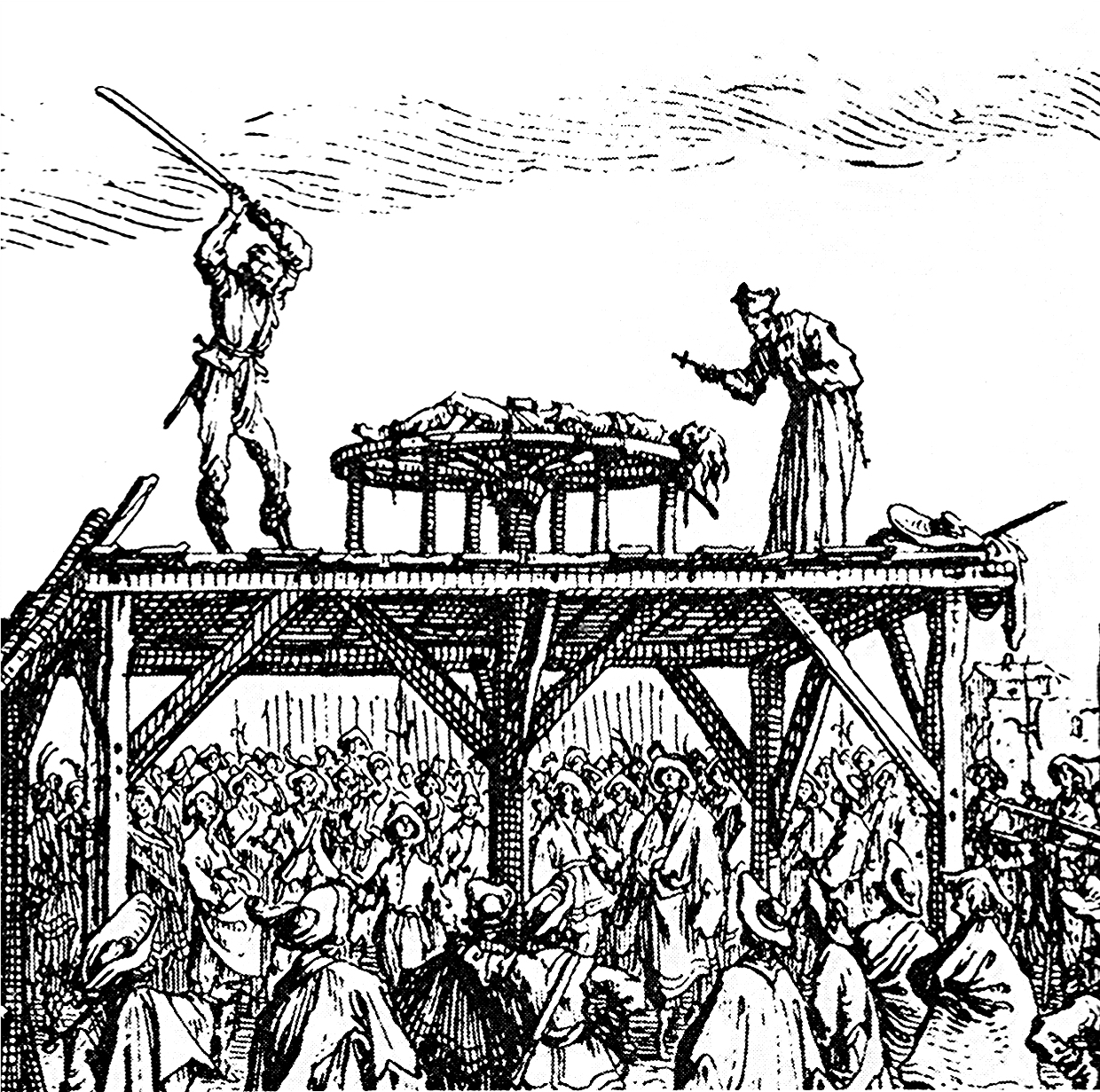
Hinrichtung durch Rädern und mit einer Eisenstange in Paris. Radierung aus Les Misères et les malheurs de la guerre von Jacques Callot, Paris 1633

Der Westfälische Friede bestätigte 1648 die bisherige Festlegung der Religion durch die jeweiligen Landesfürsten (cuius regio, eius religio), die schon der Augsburger Religionsfrieden von 1555 provisorisch erlaubt hatte, verbot aber weitere Änderungen und sicherte den noch bestehenden Minderheiten den Schutz ihres Status quo zu. Das begünstigte die Entstehung von Nationalstaaten und deren autonome Definition von Recht und zweckmäßigem Strafvollzug.
Der sächsische Schöffensenior und Rechtsgelehrte Benedikt Carpzov der Jüngere formulierte 1662 in seiner Schrift Peinlicher Sächsischer Inquisitions- und Achts-Prozeß die damals weithin gültigen Begründungen von Folterverhören und Todesstrafen durch möglichst qualvolle Hinrichtungsarten. Verbrechen seien Ausfluss eines von Grund auf verdorbenen, bösartigen, vom Satan verführten Wesens. Der Verbrecher schädige nicht nur Einzelne, sondern missachte und verhöhne auch die von Gott gesetzte Ordnung und Obrigkeit, breche also nicht nur weltliche, sondern göttliche Gesetze. Die Regenten seien aufgrund ihrer göttlichen Einsetzung nicht nur berechtigt, sondern verpflichtet, diesen Frevel zu rächen. Durch ihr Strafamt wirke Gott selbst, sodass sie keine Milde walten lassen dürften, um nicht Gottes Rache an Allen als Seuchen, Kriege und Naturkatastrophen zu provozieren. In vielen Fällen könne nur eine körperliche Qual die Schuld des Täters ausgleichen, so Gottes Zorn, der bei ungesühnten Verbrechen allen drohe, besänftigen und die Gesellschaft von einem verdorbenen Mitglied befreien, das sonst alle mit seinem Gift anstecken würde. Nur seine öffentliche, qualvolle Hinrichtung könne den Verbrecher zur Reue führen, so als „armen Sünder“ vor dem ewigen Höllenfeuer retten und alle anderen Sünder von gleichartigen Verbrechen abschrecken.

### Aufklärung

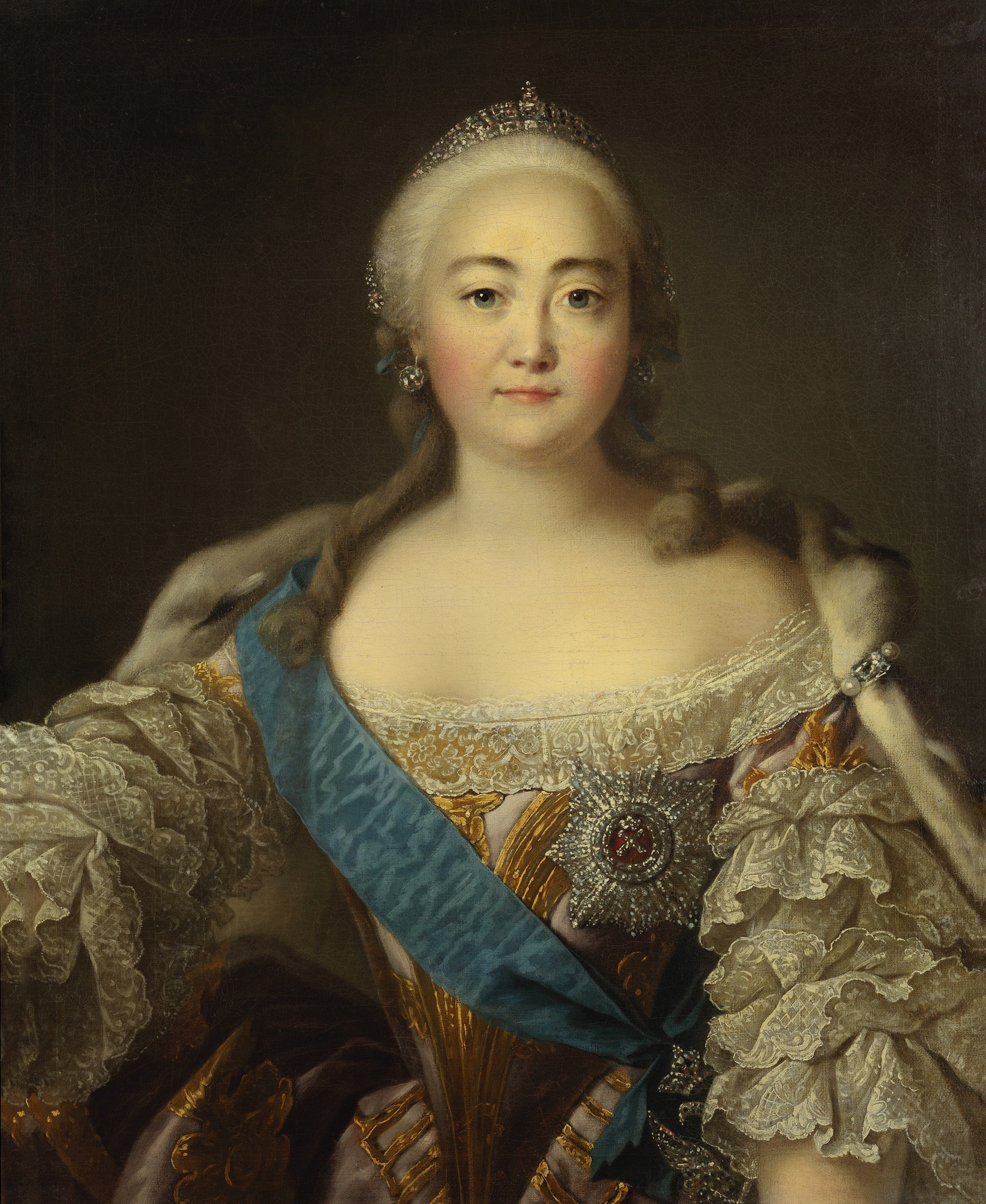
Kaiserin Elisabeth I. von Russland (1709–1762)

Im Zeitalter der Aufklärung entstand um 1740 in einem Teil der damaligen Bildungseliten eine Opposition gegen ein mit dem Sühnegedanken begründetes Strafrecht, so auch gegen die Todesstrafe. 1741 gelobte Kaiserin Elisabeth von Russland bei ihrer Krönung, kein Todesurteil vollstrecken zu lassen. Sie wiederholte dies 1753 mit zwei Erlassen, sodass die Todesstrafe während ihrer Regentschaft bis 1761 ausgesetzt war. Da die Verbrechen entgegen allgemeiner Erwartung in ihrem Reich nicht zunahmen, ließen auch ihre Nachfolger nur selten hinrichten. Katharina II. entwarf 1766 eine Gesetzgebungsreform, die festlegte, dass „im gewöhnlichen Zustand der Gesellschaft der Tod eines Bürgers weder nützlich noch notwendig sei.“
1744 schrieb Johann Gottlieb Gonne einen kurzen Zeitungsartikel, der Rache als Endzweck von Strafen als unvereinbar mit einer auf Verträgen basierenden bürgerlichen „Republik“ verwarf und nur Abschreckung und Besserung der Täter nach gleichen Strafmaßen als sinnvolle Strafzwecke gelten ließ. Der Franzose François-Vincent Toussaint (1748), der Sizilianer Tomaso Natale (1759), der Österreicher Joseph von Sonnenfels (1765) und der Sachse Karl Ferdinand Hommel (1765) verfassten ähnliche Kritiken des geltenden Strafrechts in ihren Fürstentümern. Das Recht der Regenten zum Bestrafen von Verbrechern beruhe nicht auf Gottes Gesetz, so Hommel, sondern auf menschlichen und daher an ihrem gesellschaftlichen Nutzen zu messenden Gesetzen.
Wie sie ging der Italiener Cesare Beccaria 1764 in seiner an die Fürsten gerichteten Schrift Dei delitti e delle pene („Über Verbrechen und Strafen“) von einer naturrechtlich begründeten fiktiven Vertragstheorie aus und folgerte daraus eine rationale Kritik des Sühnestrafrechts:

„Ihr wollt den Verbrechen vorbeugen? Dann sorget dafür, daß die Gesetze klar und einfach sind, die ganze Macht der Nation sich auf ihre Verteidigung konzentriert und kein Teil dieser Macht auf ihre Zerstörung verwendet wird. Sorget dafür, daß die Gesetze weniger die Klassen der Menschen begünstigen als die Menschen schlechthin. Sorget dafür, daß die Menschen die Gesetze, und sie allein, fürchten. Die Furcht vor dem Gesetz ist heilsam, doch verhängnisvoll und trächtig von Verbrechen ist die Furcht von Mensch zu Mensch. Geknechtete Menschen sind genußsüchtiger, ausschweifender, grausamer denn freie Menschen. […] Ihr wollt den Verbrechen vorbeugen? Dann sorget dafür, daß die Aufklärung mit der Freiheit Hand in Hand gehe.“

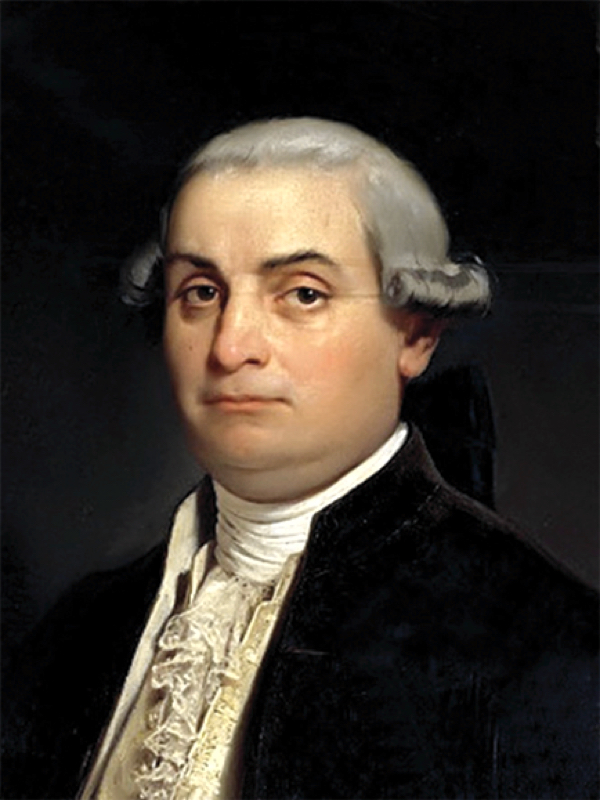
Cesare Beccaria (1738–1794)

Beccaria forderte also allgemeingültige eindeutige Gesetze, Rechtsstaatlichkeit und Befreiung von Klassenherrschaft, um Verbrechen zu verringern. Ferner argumentierte er:

„Aus der einfachen Betrachtung der bisher auseinandergesetzten Wahrheiten geht deutlich hervor, daß die Strafe weder den Zweck hat, ein empfindendes Wesen zu quälen und zu betrüben, noch ein bereits begangenes Verbrechen ungeschehen zu machen. Kann einer politischen Körperschaft, die, weit entfernt, aus Leidenschaft zu handeln, vielmehr die ruhige Leiterin der Leidenschaften der einzelnen ist, jene unnütze Grausamkeit, das Werkzeug der Wut, des Fanatismus oder schwacher Tyrannen innewohnen? Können die Klagerufe eines Unglücklichen von der nimmer zurückkehrenden Zeit die vollbrachten Taten zurückfordern? Der Zweck ist also kein anderer, als den Verbrecher daran zu hindern, seinen Mitbürgern neuen Schaden zuzufügen und die anderen von gleichen Handlungen abzuhalten. Es verdienen also die Strafen und die Art ihrer Auferlegung den Vorzug, die unter Wahrung der Angemessenheit den lebhaftesten und nachhaltigsten Eindruck auf die Gemüter der Menschen machen und dabei dem Schuldigen möglichst geringes körperliches Leid zufügen. … Nicht die Heftigkeit der Strafe hat die größere Wirkung auf das menschliche Gemüt, sondern ihre Dauer.“

Er lehnte damit den Sühnegedanken strikt ab zugunsten eines auf Rechtsschutz, Verbrechensbekämpfung und nachhaltige Humanisierung ausgerichteten Strafrechts. Ein vorbildlicher Rechtsstaat und Freiheitsstrafen könnten weit effektiver von Verbrechen abschrecken. Seine Hauptargumente werden bis heute vertreten. Beccarias Schrift wurde in ganz Europa und Nordamerika rezipiert und beeinflusste die Entscheidungen einiger Regenten: Am 30. November 1786 hob Leopold II. im Herzogtum Toskana als erstem Staat der Welt die Todesstrafe auf. 1787 folgte ihm sein Bruder Joseph II. für die Länder der Habsburgermonarchie. Dort blieb die Todesstrafe nur im Standrecht bestehen.
Von den deutschen Aufklärern lehnten nur Gotthold Ephraim Lessing, in England nur Samuel Johnson und Samuel Romilly die Todesstrafe ab. Immanuel Kant, John Locke, Charles de Secondat, Baron de Montesquieu, Voltaire, Jean-Jacques Rousseau, später Georg Wilhelm Friedrich Hegel und Arthur Schopenhauer bejahten sie.
Die Französische Revolution von 1789 ermöglichte erstmals eine parlamentarische Debatte zur Todesstrafe. Statt ihrer Abschaffung nahm der französische Nationalkonvent am 3. Mai 1791 einen Gesetzentwurf von Joseph-Ignace Guillotin an: Todeswürdige Tatbestände wurden reduziert, ein Folterverbot erlassen und gemäß dem Gleichheitsideal die für alle Verurteilten gleichartige Hinrichtungsmethode der Enthauptung eingeführt. Seit der Herrschaft der Jakobiner stieg die Zahl der Hinrichtungen europaweit erneut an. So führte etwa die Habsburgermonarchie die Todesstrafe 1795 wieder ein. Ein letzter Beschluss des Nationalkonvents am Tag seiner Auflösung, dem 26. Oktober 1795, die Todesstrafe „am Tag des allgemeinen Friedens“ abzuschaffen, blieb unerfüllt.

### 1800 bis 1945
Die europäischen Nationalstaaten ließen die Todesstrafe besonders während Nationalkriegen oft vollstrecken, um Machtinteressen abzusichern. Der europäische Diskurs um die Humanisierung der Strafjustiz war meist auf den Strafvollzug beschränkt. Zugleich wurden die Strafen besonders in den Kolonien verschärft, und es kam zu einem Anstieg der Todesurteile.
Im Gefolge der Märzrevolutionen von 1848 forderten die französische Nationalversammlung erneut sowie erstmals die Frankfurter Nationalversammlung, die Preußische Nationalversammlung und die Proklamation von Islaz der Revolutionäre im Fürstentum Walachei die Abschaffung der Todesstrafe und nahmen diese Forderung in ihre Verfassungsentwürfe auf. Nur San Marino erfüllte sie damals. 1865 schaffte Rumänien als erster europäischer Flächenstaat die Todesstrafe bis 1939 ab.
Parallel zur politischen Entwicklung diskutierten Akademiker im 19. Jahrhundert intensiv über die Todesstrafe. Gegner wie Befürworter begründeten ihre Haltung in zahlreichen Schriften. Vertreter der Demokratiebewegung und der Arbeiterbewegung forderten zusammen mit Bürger- und Menschenrechten die allgemeine Abschaffung der Todesstrafe.
In der ersten Hälfte des 20. Jahrhunderts kam es besonders in der Sowjetunion von 1917 bis 1953 und im Nationalsozialismus von 1933 bis 1945 zu massenhaften Justizmorden. In der Zwischenkriegszeit und im Zweiten Weltkrieg führten einige Staaten (Niederlande, Österreich, Rumänien und andere) die Todesstrafe wieder ein, die sie schon einmal abgeschafft hatten. Sie erwies sich damit als von wechselnden historischen Umständen und Machtverhältnissen abhängiges missbrauchbares Herrschaftsinstrument. Darum wurde nach Kriegsende in vielen westlichen Gesellschaften zunehmend die Abschaffung der Todesstrafe gefordert.

### Ethische Diskussion seit 1945
Einige namhafte Autoren engagierten sich seit 1945 besonders stark für die Abschaffung der Todesstrafe: etwa die Dichter Arthur Koestler und Albert Camus, mit Ausnahmen der Philosoph Jean-Paul Sartre und der Arzt und Historiker Albert Schweitzer. Er vertrat mit seinem Leitmotiv „Ehrfurcht vor dem Leben“ eine neue ökologische Ethik, die das Prinzip der mörderischen Selbstbehauptung durch die Einsicht in die Bedingtheit, Vernetzung und Solidarität allen Lebens ersetzen soll.
Der Katechismus der Katholischen Kirche von 1992 schloss die Todesstrafe „in schwerwiegendsten Fällen“ einer Gefährdung der Gemeinschaft nicht aus, betonte aber, dass „unblutige Mittel […] der Menschenwürde angemessener“ seien. Papst Johannes Paul II. erklärte 1995, die Todesstrafe sei „heutzutage infolge der immer angepaßteren Organisation des Strafwesens schon sehr selten oder praktisch überhaupt nicht mehr gerechtfertigt“. Im Juni 2016 verurteilte Papst Franziskus die Todesstrafe unter allen Umständen. Im Oktober 2017 setzte er sich für die ausnahmslose Ablehnung der Todesstrafe auch im katholischen Katechismus ein. Folglich lautet dessen Ziffer 2267 seit 2. August 2018: „Deshalb lehrt die Kirche im Licht des Evangeliums, dass die Todesstrafe unzulässig ist, weil sie gegen die Unantastbarkeit und Würde der Person verstößt, und setzt sich mit Entschiedenheit für deren Abschaffung in der ganzen Welt ein.“

### Abschaffungsprozess in Europa
1953 trat die Europäische Menschenrechtskonvention (EMRK) in Kraft, deren Artikel 2 die Todesstrafe unter bestimmten Bedingungen gestattete. Der folgende, jahrzehntelange Gesinnungswandel breiter Gesellschaftsschichten veränderte allmählich die Haltung der meisten europäischen Regierungen. Unter dem Druck der öffentlichen Meinung wurde der Europarat in den 1970er Jahren zu einem entschiedenen Kämpfer gegen die Todesstrafe.
1983 verlangte das 6. Fakultativprotokoll zur EMRK ihre Abschaffung in Friedenszeiten. Alle 46 Mitgliedsstaaten traten diesem Protokoll bis 1997 bei. Seitdem gab es auf dem Gebiet des Europarats keine Hinrichtung mehr. Das 13. Fakultativprotokoll der EMRK erklärte 2002 auch die Todesstrafe in Kriegszeiten als abgeschafft. Deutschland hat es im Juli 2004 ratifiziert. Die am 29. Oktober 2004 unterzeichnete, aber nicht in Kraft getretene EU-Verfassung sah ein Verbot der Todesstrafe vor. Die Europäische Union (EU) hat ihre vollständige Abschaffung zur Aufnahmebedingung für neue Mitgliedsstaaten gemacht und so die Haltung dazu in möglichen Beitrittsländern beeinflusst.
Der Kirchenstaat ließ 1870, kurz vor seiner faktischen Auflösung, letztmals jemanden hinrichten. Für den neu gegründeten Vatikanstaat wurde italienisches Strafrecht von 1929 gültig: Darin war die Todesstrafe für Attentate auf Staatsoberhäupter wie den Papst und für Anzettelung zum Aufstand vorgesehen, wurde aber nie vollstreckt. Papst Paul VI. ließ dieses nie angewandte Gesetz 1969 streichen. Zwar trat der Vatikan der Europäischen Menschenrechtskonvention nicht bei; doch im 2001 in Kraft getretenen neuen Grundgesetz des Vatikanstaates entfielen die bisherigen Regelungen zur Todesstrafe. Dennoch wurde lehramtlich die Todesstrafe in schwerwiegendsten Fällen weiterhin nicht ausgeschlossen. Im August 2018 verurteilte der Vatikan schließlich die Todesstrafe und lehnte sie nun „unter allen Umständen“ ab. Jeder Mensch habe ein unantastbares Recht auf Leben.
Auch Belarus ist kein Mitgliedstaat des Europarats, weil es der EMRK nicht beitrat und die Todesstrafe weiter anwendet. 1996 befürworteten 80 Prozent der Belarussen, sie beizubehalten. Bis 2003 konnte sie für zwölf Straftatbestände verhängt werden, seither nur noch bei schweren Mordfällen. 134 Belarussen sollen zwischen Dezember 1996 und Mai 2001 gesetzlich erschossen worden sein. Seitdem nehmen die Hinrichtungen ab; genaue Zahlen gibt der Staat nicht bekannt.
In einigen EU-Staaten fordern Teile der Bevölkerung öfter die Wiedereinführung der Todesstrafe, etwa im Zusammenhang mit Sexualverbrechen, Terroranschlägen oder politischen Morden. In Polen lehnte das Parlament am 22. Oktober 2004 einen entsprechenden gemeinsamen Gesetzesentwurf einer Gruppe rechtskonservativer und rechtsextremer Parteien nur mit knapper Mehrheit ab. Nach Umfragen von 2006 waren 77 Prozent der Polen für die Todesstrafe für Völkermord und besonders grausamen Mord. Zu den Befürwortern gehörten auch der damalige Präsident Lech Kaczyński sowie sein Bruder Jarosław Kaczyński (2006 bis 2007 Ministerpräsident). Allerdings hindert die Mitgliedschaft in der EU sowie die Polnische Verfassung (Art. 38 u. 40) Polens Regierung daran, die Todesstrafe wiedereinzuführen.
In den Niederlanden verlangte der liberale Parteipolitiker Patrick van Schie nach den Morden an Pim Fortuyn und Theo van Gogh, den Artikel 114 der Verfassung der Niederlande aufzuheben, um die Todesstrafe zur Abschreckung islamistischer Terroristen gesetzlich wieder zulassen zu können. Nach Umfragen von 2005 unterstützten rund 50 Prozent der Bevölkerung diesen Vorstoß. Er fände im Parlament aber keine Mehrheit, da er dort als unvereinbar mit europäischen Werten und rechtsstaatlichen Grundsätzen gilt.
Das Europaparlament hat am 7. Oktober 2010 mit großer Mehrheit einen Entschließungsantrag gegen die Todesstrafe angenommen.

### UNO-Kampagnen
In ihrer Resolution 32/61 vom 8. Dezember 1977 erklärte die UN-Generalversammlung, die Todesstrafe abzuschaffen sei wünschenswert. Dafür setzt sich die UN-Menschenrechtskommission aufgrund ihrer Resolution 2004/67 vom 21. April 2004 ein und entwickelt wirksame Mechanismen, zu deren Durchsetzung und Überprüfung. Sie fordert eine weltweite Aussetzung für Hinrichtungen.
Am 1. November 2007 legten 72 Staaten, darunter alle Mitglieder der Europäischen Union, einen neuen Resolutionsentwurf bei der UNO vor. Er fordert zunächst ein Moratorium für die Vollstreckung bereits gefällter Todesurteile mit dem Ziel, die Todesstrafe langfristig abzuschaffen, da sie die Menschenrechte untergrabe. Nach der Billigung durch das Social, Humanitarian and Cultural Affairs Committee (Third Committee) stimmte die UN-Generalversammlung dem Antrag am 18. Dezember 2007 mit 104 Ja-Stimmen zu. Das Hinrichtungsmoratorium ist jedoch für die UN-Mitgliedsstaaten nicht rechtlich bindend.
Weiterhin verzichten jedes Jahr einige Staaten unter öffentlichem Druck auf die Todesstrafe und verankern ihre Abschaffung gesetzlich. Andere UN-Mitgliedsstaaten behalten sie bei. Willkürliche Hinrichtungen und tödliche Formen von Staatsgewalt nehmen zu; in Diktaturen fehlen rechtsstaatliche Kontrolle und Aufklärung über Art und Ausmaß von individuellen und staatlichen Verbrechen. Die kulturell verschiedene Auslegung der Menschenrechte und andere Faktoren erschweren die Durchsetzung internationaler Rechtsstandards.
Im September 2017 verabschiedete der UN-Menschenrechtsrat eine Resolution, mit der die Verhängung der Todesstrafe wegen Verhaltensweisen wie Apostasie, Blasphemie, Ehebruch oder einvernehmlicher homosexueller Beziehungen verurteilt wurde.

### Nichtregierungsorganisationen
Viele Initiativen, Organisationen und gesellschaftliche Verbände weltweit engagieren sich heute für die Abschaffung der Todesstrafe, die sie meist als unerlässlichen Beitrag zur allgemeinen Geltung aller Menschenrechte betrachten. Um deren Achtung unumkehrbar zu machen, bedürfe es eines ständigen zivilisierenden Engagements. Dieses begrüßen auch manche Todesstrafenbefürworter als Beitrag zu mehr Rechtssicherheit.
Amnesty International (AI) wurde 1961 mit dem Hauptziel gegründet, die Todesstrafe weltweit abzuschaffen. Dieser weltweit anerkannten Menschenrechtsorganisation sind zahlreiche Gruppen mit ähnlichen Zielsetzungen gefolgt. Mit der Gründung der Weltkoalition gegen die Todesstrafe (World Coalition Against the Death Penalty) im Juni 2001 in Straßburg haben sich zunächst 38 solcher nichtstaatlichen Organisationen (NGOs), Anwaltsverbände, Kommunen und Länder, Gewerkschaften und Kirchen aus der ganzen Welt eine gemeinsame Plattform gegeben. Sie führen seit dem 10. Oktober 2003 jährlich einen „Aktionstag gegen die Todesstrafe“ durch und starten wirksame Initiativen zur Durchsetzung internationaler Rechtsstandards, etwa indem sie prominente Persönlichkeiten und einflussreiche Politiker zu Hinrichtungsterminen oder parlamentarischen Abstimmungen zur Todesstrafe entsenden.
Auf Initiative mehrerer Menschenrechtsorganisationen dient das Kolosseum in Rom seit 1999 als Monument gegen die Todesstrafe. Es wird immer, wenn ein Todesurteil ausgesetzt wird oder ein Staat dieser Welt die Todesstrafe abschafft, 48 Stunden lang in bunten Farben angestrahlt. Am 30. November jeden Jahres findet die Aktion Cities for Life („Städte für das Leben“) statt, bei der Städte für die Abschaffung der Todesstrafe werben und dazu etwa indem sie ein Wahrzeichen ihrer Stadt beleuchten. Die Gemeinschaft Sant’Egidio initiierte diese Aktion 2002. Damals beteiligten sich 80 Städte daran; bis 2010 wuchs die Teilnehmerzahl auf über 1300 Städte in 85 Staaten, darunter 64 Hauptstädte; 2012 nahmen über 1600 Städte teil. Das Datum wurde gewählt, weil das Großherzogtum Toskana 1786 an diesem Tag als erstes Land der Welt die Todesstrafe abgeschafft hatte. Im Rahmen der Kampagne „Nein zur Todesstrafe“ haben AI, die Gemeinschaft Sant’Egidio und Moratorium 2000 seit 1998 fünf Millionen Unterschriften gegen die Todesstrafe gesammelt und den Vereinten Nationen übergeben.

## Abschaffungsprozesse in Einzelstaaten

### Andorra
1943 fand mit der Erschießung von Antoni Areny die letzte Vollstreckung der Todesstrafe in Andorra statt. Zugleich war dies die einzige Hinrichtung im 20. Jahrhundert in dem Fürstentum. 1990 wurde sie schließlich komplett abgeschafft, bis dahin war Andorra das letzte Land, in dem die Garrotte als Hinrichtungswerkzeug erlaubt war.

### Belgien
Die letzte Hinrichtung in Belgien wegen eines im Frieden begangenen Verbrechens war 1863, die letzte Hinrichtung wegen eines im Zweiten Weltkrieg begangenen Verbrechens 1950; die letzte Hinrichtung unter belgischer Herrschaft überhaupt 1962 in Ruanda-Urundi. Erst 1996 wurde die Todesstrafe aus dem Strafgesetzbuch gestrichen.

### Deutschland

#### Zeit des Deutschen Bundes

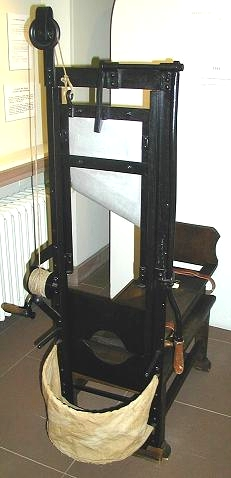
Die badische Guillotine (Nachbau, Städtisches Museum im Schloss Bruchsal)

Die Paulskirchenverfassung von 1849 nahm die Abschaffung der Todesstrafe in ihren Grundrechtekatalog auf (§ 139), behielt sie aber im Kriegsrecht und für Meuterei in der Schifffahrt bei. Dem folgten die Freie Hansestadt Bremen, das Fürstentum Anhalt-Dessau, das Herzogtum Nassau, das Herzogtum Sachsen-Coburg und Gotha und Schwarzburg-Rudolstadt sowie ab 1863 auch das Fürstentum Anhalt-Bernburg, als es mit Anhalt-Dessau wiedervereinigt wurde. Im Fürstentum Anhalt-Köthen war die Todesstrafe schon abgeschafft, da es in Personalunion mit Anhalt-Dessau regiert wurde, also dort das Dessauer Strafgesetzbuch gegolten hatte. Das Königreich Sachsen, das Großherzogtum Baden, Sachsen-Weimar-Eisenach und Schwarzburg-Sondershausen hatten die Todesstrafe ebenfalls abgeschafft, führten sie ab 1850 jedoch wieder ein, weil die größeren Länder sie beibehielten und den Grundrechtekatalog nicht anerkannten.
Damals diskutierten viele deutsche Akademiker das Für und Wider der Todesstrafe und publizierten Traktate dazu. Der Jurist Friedrich Wilhelm Carové hatte 1838 erklärt, die Todesstrafe könne wegen der gesellschaftlich tief verwurzelten Vergeltungsidee nur mit überwältigenden wissenschaftlichen Gründen abgeschafft werden, die noch nicht vorlägen. Der Naturwissenschaftler Emil Adolf Roßmäßler argumentierte in der Frankfurter Nationalversammlung, die Todesstrafe sei Relikt des Feudalismus, weil sie den zum Tod Verurteilten als Leibeigenen der Obrigkeit behandle und sein Leben vom Begnadigungsrecht der Fürsten abhängig mache. Richter könnten auf diese übergeordnete Instanz setzen und daher Todesurteile fällen, die sie sonst unterlassen hätten.
Römisch-katholische und lutherische Theologen legitimierten staatliches Tötungsrecht mit Berufung auf Röm 13,4 f.  meist als göttliche Anordnung, so dass man darauf nicht verzichten könne, ohne Gottes Autorität zu untergraben. Im Protestantismus lehnte Friedrich Schleiermacher die Todesstrafe aus sittlichen Gründen ab. Dem traten nur einzelne evangelische Theologen entgegen, etwa Johann Ulrich Wirth und Albert Bitzius. Der Deutsche Juristentag empfahl 1863 die Abschaffung der Todesstrafe, obwohl er ein einheitliches Strafgesetzbuch anstrebte, das die in den meisten Ländern üblichen Strafgesetze übernehmen sollte.

#### Norddeutscher Bund und Kaiserreich

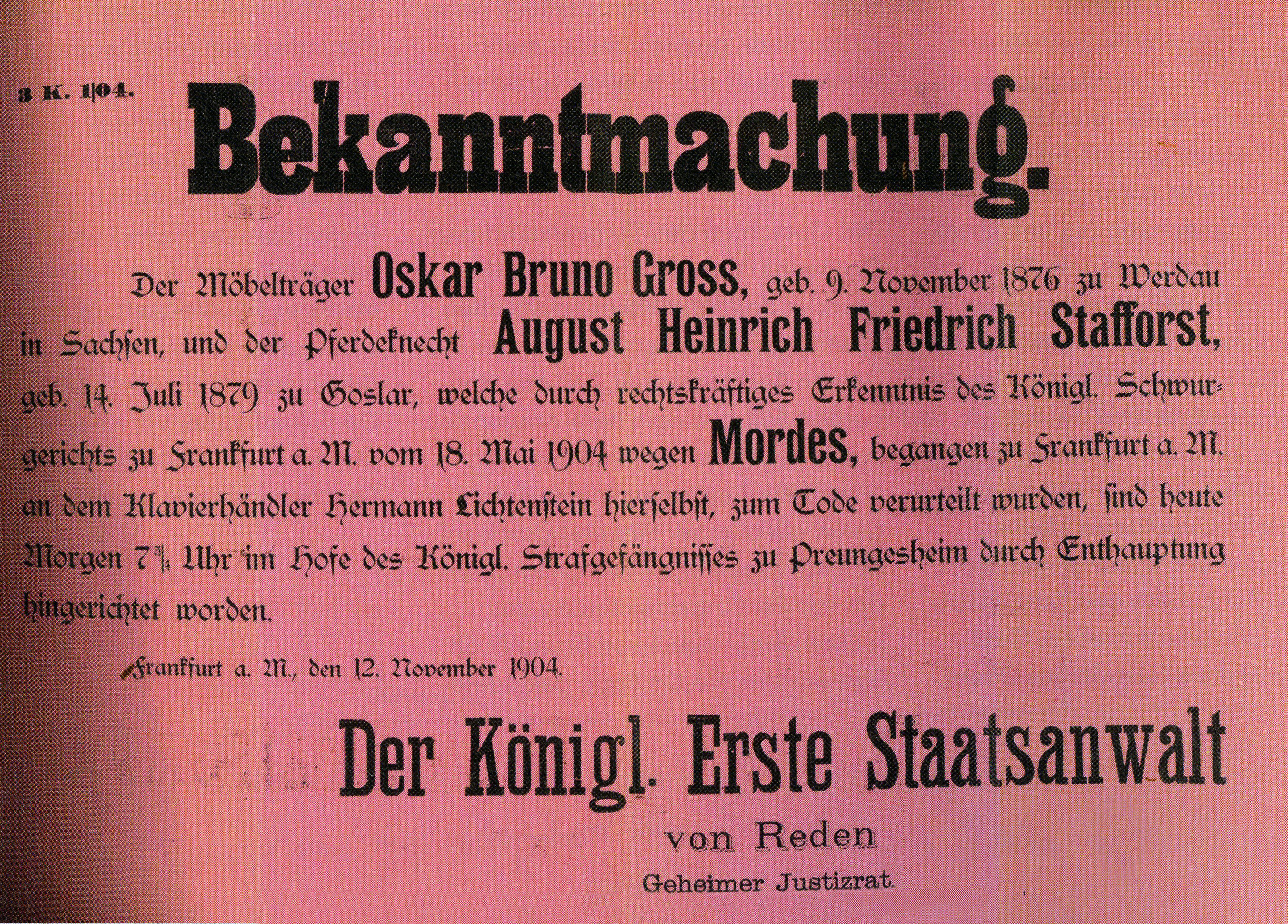
Bekanntgabe des Vollzugs der Todesstrafe im Mordfall Hermann Lichtenstein, 1904

Weil der Norddeutsche Bund 1870 ein allgemeines Strafgesetzbuch beschloss, wurde im Reichstag erstmals über die Todesstrafe debattiert. Vor allem der Sozialdemokrat Wilhelm Liebknecht sprach sich gegen sie aus. Nach seiner Rede stimmte eine Mehrheit der Abgeordneten der Abschaffung zu. Bundeskanzler Otto von Bismarck beschwor jedoch die Einheit der Nation: Einige deutsche Länder würden dem Strafrechtsentwurf nur zustimmen, wenn die Todesstrafe darin beibehalten werde. Daraufhin stimmte in dritter Lesung eine knappe Mehrheit dafür.
Das Reichsstrafgesetzbuch von 1871 übernahm weitgehend das preußische Strafgesetzbuch, so dass die Todesstrafe in den Ländern wieder eingeführt wurde, die sie zuvor abgeschafft hatten. Sie war für Mord (§ 211) und Mordversuch am Kaiser oder am eigenen Landesherrn (§ 80) vorgesehen. Todesurteile fällte ein Geschworenengericht. Eine Revision war möglich. Ein gemäß § 211 Verurteilter konnte seinen Landesherrn oder Senat um Begnadigung bitten, ein nach § 80 Verurteilter den Kaiser, sofern dieser betroffen war. Erst nach Ablehnung eines Gnadengesuchs durfte ein Todesurteil durch Enthauptung vollstreckt werden. Dafür zuständig waren mehrere Dutzend Scharfrichter an Orten im ganzen Reich. Die Strafprozessordnung 1879 erlaubte nur noch die vorgeschriebenen Zeugen als Zuschauer. König Wilhelm I. von Preußen ließ von 1868 bis 1878 niemand hinrichten. Im Königreich Bayern gab es von 1868 bis 1880 nur sieben Exekutionen. Unter Wilhelm II. stieg die Zahl vollstreckter Todesurteile ab 1892 stark an.
Das Erfurter Programm der SPD von 1891 forderte die Abschaffung der Todesstrafe. 1895 fällten die Gerichte in Preußen 68 Todesurteile; 31 davon wurden vollstreckt. Von 1892 bis 1896 gab es 370 Fälle von Mord und Totschlag. Dafür wurden jährlich durchschnittlich 25 Personen (bei gut 30 Millionen Einwohnern) hingerichtet.
Ab 31. Juli 1914, mit Beginn des Ersten Weltkriegs, wurde die Todesstrafe für Hochverrat, Landesverrat, Brandstiftung, Herbeiführen einer Überschwemmung, Transportgefährdung sowie gemeingefährliche Vergiftung eingeführt (§ 4 des damals noch fortgeltenden Einführungsgesetzes zum Strafgesetzbuch des Norddeutschen Bundes).

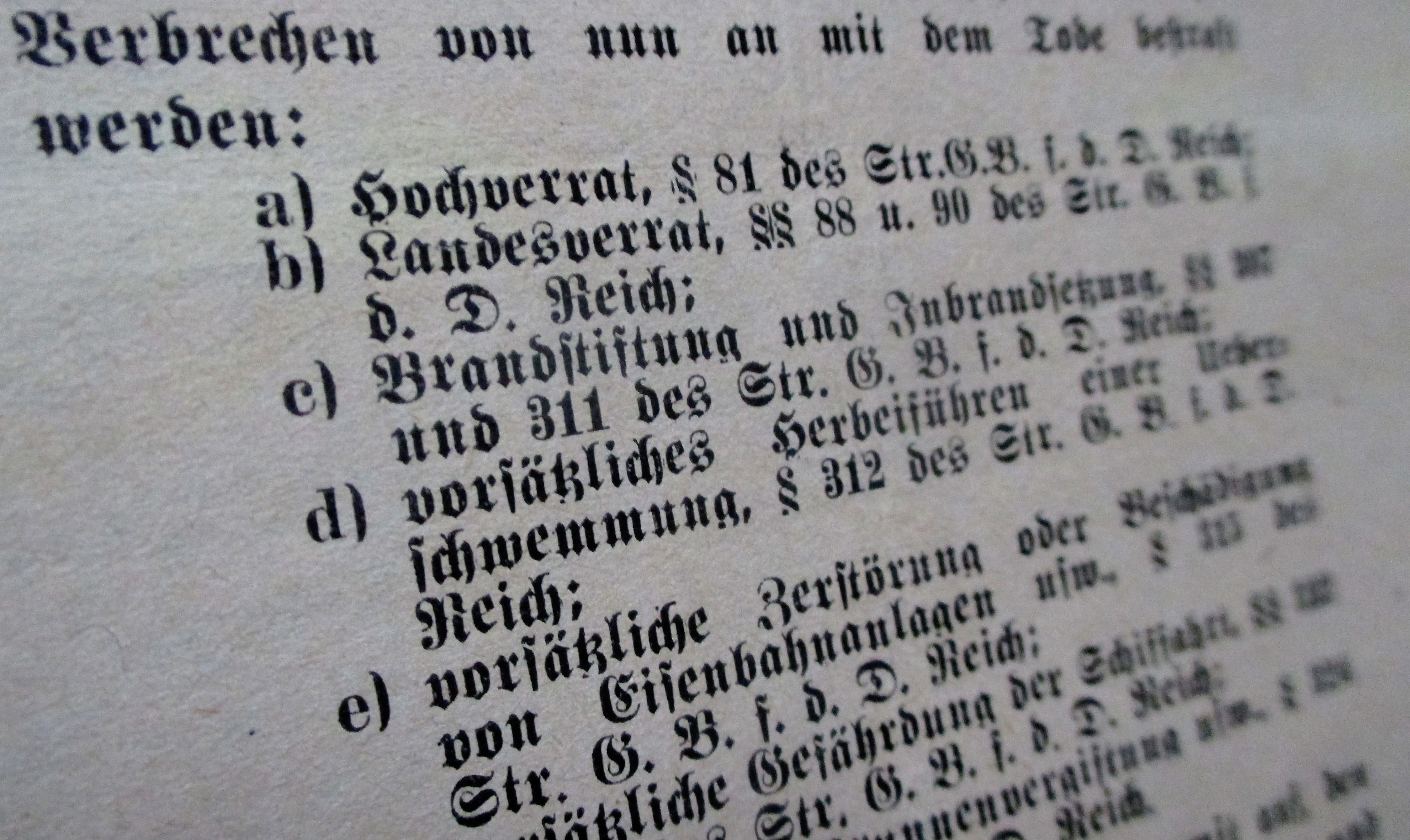
Amtliche Bekanntmachung im 2. Extrablatt der Dresdner Neusten Nachrichten vom 31. Juli 1914

Bis zum Kriegsende fällten deutsche Militärgerichte 150 Todesurteile, viele davon wegen Desertion. Der Spartakusbund forderte in seinem Revolutionsaufruf nach der Oktoberreform 1918 die ersatzlose Aufhebung der Todesstrafe im Militär-Strafgesetzbuch für das Deutsche Reich. Rosa Luxemburg kritisierte die Todesstrafe im Juli 1918 in ihrem Vorwort zur Autobiografie Wladimir Korolenkos mit diesem und Leo Tolstoi als politische Klassenjustiz.
Während der Novemberrevolution 1918/1919 drohten die Räteregierung und örtliche Arbeiter- und Soldatenräte Plünderern und Lebensmitteldieben die Todesstrafe an. Rosa Luxemburg forderte am 18. November 1918 in der ersten Ausgabe der Zeitschrift „Die Rote Fahne“: „Doch eine einschneidende Maßnahme kann ohne weiteres durchgeführt werden: Die Todesstrafe, diese größte Schmach des stockreaktionären deutschen Strafkodex, muß sofort verschwinden!“ Streikende Munitionsarbeiter seien damit im Januarstreik 1918 bedroht worden. Die Abschaffung sei der notwendige Anfang einer grundlegenden Justiz- und Gesellschaftsreform zur Überwindung von Klassenherrschaft.

#### Weimarer Republik
In der Weimarer Verfassung blieb die Todesstrafe für Mord, Spionage und Landesverrat erhalten. Die Gegner aus SPD, USPD und einigen Abweichlern anderer Parteien verfehlten eine Mehrheit. Von 1919 bis 1932 wurden nach amtlichen Statistiken 1141 Todesurteile verhängt und 184 davon vollstreckt. Bis 1923 war die Kriminalitätsrate gegenüber der Weltkriegszeit stark angestiegen. Ab 1924 sank die Anzahl der Kapitalvergehen, Todesurteile und Hinrichtungen stetig. Infolge öffentlicher Kritik wurden Mordanklagen öfter in Totschlaganklagen umgewandelt, und Generalstaatsanwälte nahmen ihr Begnadigungsrecht wahr. Jedoch wurden linksgerichtete Mörder weit öfter als rechtsgerichtete mit dem Tod bestraft: Darauf verwies seit 1920 unter anderem Emil Julius Gumbel. Das Republikschutzgesetz von 1922 drohte für die Mitgliedschaft in republikfeindlichen Vereinigungen und die Vorbereitung politischer Attentate die Todesstrafe an. Keine Mehrheit fand der SPD-Vorschlag, auf diesen Gesetzentwurf zu verzichten, wenn die Todesstrafe aus dem Reichsstrafgesetzbuch gestrichen werde. Dies strebte auch Justizminister Gustav Radbruch an, erreichte bis 3. November 1923 aber nur eine teilweise Justizreform.
Die irrtümliche Hinrichtung von Josef Jakubowski als angeblicher Mörder seines eigenen Kindes 1926 und die weltweit als Justizmord kritisierte Hinrichtung von Sacco und Vanzetti in den USA 1927 bewirkten neue öffentliche Debatten um die Todesstrafe. Persönlichkeiten wie Albert Einstein, George Grosz, Heinrich Mann, Rudolf Olden, Kurt Tucholsky, Erwin Piscator, Max Reinhardt und Arnold Zweig setzten sich für ihre Abschaffung ein.
Ein erneuter Abschaffungsantrag der SPD wurde im Reichstag 1927 mehrheitlich abgelehnt. Ihre Befürworter hielten sie wegen der kriegsbedingten Verrohung und Steigerung bei Schwerstverbrechen als Abschreckungsmittel für unaufgebbar. Ein statistischer Vergleich von sechs europäischen Staaten ergab bis 1930 jedoch keinen Anstieg bei Morden noch überhaupt einen Einfluss der Todesstrafe auf die Mordraten dieser Staaten. Eine von vielen deutschen Juristen unterschriebene Resolution für die Internationale Kriminalistische Vereinigung von 1931 stellte fest, dass eine unbestimmte Verurteilung oder Sicherungsverwahrung zum Schutz von Staat und Gesellschaft gegen „die schärfste Form gemeingefährlicher Kriminalität“ ausreiche.

#### Zeit des Nationalsozialismus
Die NSDAP wollte die Todesstrafe seit 1920 laut ihrem Programm auf neue Tatbestände ausweiten, etwa auf die Kriegsdienstverweigerung. Adolf Hitler behauptete in seiner Schrift Mein Kampf (1. Band 1925), die (angeblich) zu milde Militärgerichtsbarkeit des Kaiserreichs habe dessen Niederlage im Ersten Weltkrieg verschuldet.
Am 29. März 1933, einen Tag nach dem Reichstagsbrand, erließ das NS-Regime das Gesetz über Verhängung und Vollzug der Todesstrafe. Dieses machte die „Verordnung des Reichspräsidenten zum Schutz von Volk und Staat“ vom Tag zuvor auch rückwirkend für seit dem 31. Januar 1933 (Hitlers Machtantritt) begangene Taten geltend und hob somit den Rechtsgrundsatz keine Strafe ohne Gesetz auf. Auf dieser Basis wurde der als Brandstifter angeklagte Marinus van der Lubbe am 10. Januar 1934 hingerichtet; daher wird das neue Gesetz oft Lex van der Lubbe genannt. Es ließ neben der Enthauptung auch wieder das Erhängen als Hinrichtungsmethode zu, die den Nationalsozialisten als besonders unehrenhaft galt. Das Erhängen wurde jedoch bis Ende 1942 im Kerngebiet des Deutschen Reiches nicht angewandt. Todesurteile von Militärgerichten wurden durch Erschießung vollstreckt, die von Zivilgerichten durch Enthauptung, seit einem Führererlass vom 14. Oktober 1936 immer durch das Fallbeil. Für geheime und viele Hinrichtungen ließ das NS-Regime ab 1937 an ausgewählten Vollzugsstandorten zentrale Hinrichtungsstätten errichten, die bis 1945 bestanden.
Reichskommissar für Justiz Hans Frank stellte auf dem Reichsparteitag im September 1934 den „rücksichtslosen Vollzug der Todesstrafe“ als besondere Errungenschaft der NS-Justiz dar. Danach vermehrten viele Verordnungen wie die Verordnung gegen Volksschädlinge vom 5. September 1939 die Zahl der mit der Todesurteile. Am 4. September 1941 wurde mit § 1 des Gesetzes zur Änderung des Reichsstrafgesetzbuchs die „Reinigungstodesstrafe“ für „gefährliche Gewohnheitsverbrecher“ und „Sittlichkeitsverbrecher“ eingeführt. Für ihre Verhängung genügte der „Schutz der Volksgemeinschaft“ oder das Bedürfnis nach gerechter „Sühne“. Als Gesetzeszweck galt schon damals neben Vergeltung und Prävention eine Beseitigung von als „minderwertig“ beurteilten Tätern. Der Strafrechtler Georg Dahm begründete dies mit einem „sittlichen und biologischen Reinigungsbedürfnis der Gemeinschaft“. Hitler sagte 1942 dazu: „Nach 10 Jahren Zuchthaus ist der Mensch sowieso für die Volksgemeinschaft verloren. Solchen Kerl steckt man entweder in ein Konzentrationslager oder tötet ihn. In letzter Zeit ist das letztere wichtiger, um der Abschreckung willen.“
Vom 28. Februar 1933 bis zum 16. April 1945 wurde die Todesstrafe die Regelstrafe für 46 weitere Straftatbestände neben Mord, um die NS-Diktatur juristisch abzusichern. Insgesamt führte das NS-Regime die Todesstrafe für 77 neue Tatbestände ein.
Von 1933 bis 1945 wurden nach der amtlichen Statistik 16.560 Todesurteile gefällt (teilweise durch Sondergerichte), davon 12.000 vollstreckt. 664 Todesurteile erfolgten vor, 15.896 im Zweiten Weltkrieg. Der Volksgerichtshof verhängte 5.243 Todesurteile, meist unter Roland Freisler. Militärgerichte fällten etwa 20.000 weitere Todesurteile. Der Rechtshistoriker Ingo Müller schätzte die Gesamtzahl der im Zweiten Weltkrieg von der Kriegsgerichten verhängten Todesurteile auf 33.000, von denen 89 % auch vollstreckt worden seien. Die seit Frühjahr 1944 zunehmend eingesetzten „fliegenden Standgerichte“ fällten vermutlich mehr als 5000 Todesurteile, zunächst als mobile Gerichte sogenannter Feldjäger-Kommandos. Sie wurden ab Februar 1945 auch von Heeresgruppen und dem Ersatzheer aufgestellt und agierten dann selbstständig hinter der Front.
Die meisten Todesurteile wurden mit dem Fallbeil vollstreckt. Die bekanntesten und meistbeschäftigten Scharfrichter der NS-Zeit waren Johann Reichhart und Wilhelm Röttger. Beginnend mit der Hinrichtung der führenden Mitglieder des „Schulze-Boysen/Harnack-Kreises“ im Dezember 1942 wurde auch Hängen wieder üblich, besonders bei Landesverrat und Massenhinrichtungen wie nach dem gescheiterten Attentat vom 20. Juli 1944: Damals wurden im Strafgefängnis Plötzensee bis zu 142 Personen täglich hingerichtet, und zwar auf Befehl Hitlers auf besonders grausame Weise durch Hängen an Fleischerhaken mit Schlingen aus Klaviersaiten. Hitler ließ die Exekutionen filmen und fotografieren.
Am 25. Januar 1985 stellte der Deutsche Bundestag fest, der Volksgerichtshof sei ein Terrorinstrument zur Durchsetzung der nationalsozialistischen Willkürherrschaft gewesen. Daher komme seinen Urteilen keine Rechtswirksamkeit zu. Das Gesetz zur Aufhebung nationalsozialistischer Unrechtsurteile in der Strafrechtspflege vom 25. August 1998 hob die Urteile des Volksgerichtshofs und der NS-Standgerichte auch formell auf (siehe Aufhebung von NS-Unrechtsurteilen).

#### SBZ und DDR
In der SBZ verurteilten deutsche Gerichte von 1945 bis 1949 121 Personen zum Tod, 47 davon wurden hingerichtet. In einem Fall ist die Vollstreckung nicht erwiesen (siehe auch Liste von in der DDR hingerichteten Personen).
Die Militärtribunale der sowjetischen Besatzungstruppen in Deutschland verurteilten von 1945 bis 1947, als die Sowjetunion die Todesstrafe zeitweise abschaffte, insgesamt 1786 deutsche Zivilisten zum Tod durch Erschießung, davon 922 wegen „konterrevolutionärer Verbrechen“ und 529 wegen „Kriegs- und Gewaltverbrechen“. 1232 dieser Urteile wurden vollstreckt.
Nachdem die Deutsche Demokratische Republik (DDR) 1949 gegründet worden war und die Sowjetunion die Todesstrafe 1950 wiedereingeführt hatte, verurteilten sowjetische Militärtribunale bis 1953 insgesamt 1112 deutsche Zivilisten, oft aus sich überschneidenden Gründen, zum Tod. Nach den Urteilsgründen gehörten 1108 Verurteilte zur Deliktgruppe „konterrevolutionäre Verbrechen“, darunter waren 1061 Fälle von „Spionage“, 788 von „Organisationsbildung“, 358 von „Propaganda“ sowie 272 andere. In sechs Fällen wurde die Deliktgruppe „Kriegs- und Gewaltverbrechen“ angegeben.
In den meisten dieser Fälle hatte zunächst das dafür zuständige Ministerium für Staatssicherheit (MfS) gegen die Verdächtigten ermittelt, sie verhaftet, erste Geständnisse von ihnen erpresst und sie in eine Verbrechenskategorie „eingruppiert“. Auf dieser Basis setzte die sowjetische Geheimpolizei das Verfahren in der DDR oder der Sowjetunion fort; die Urteile fällte ein sowjetisches Militärgericht. Alle 960 Todesurteile sowie weitere 31, die sich zeitlich keiner der beiden Perioden zuordnen lassen, wurden in Moskau vollstreckt. Sowjetische Organe gaben Angehörigen keine Auskünfte zum weiteren Schicksal eines Verhafteten. Erst nach dem Ende der Sowjetunion 1990 machten russische Behörden Angaben zur Hinrichtung und rehabilitierten mindestens 662 der 960 nach 1950 Verurteilten.
Gegen den Aufstand des 17. Juni 1953 verhängte die Sowjetarmee über weite Teile der DDR den Ausnahmezustand. Standgerichte fällten mindestens achtzehn Todesurteile, die sofort vollstreckt wurden.
Gerichte der DDR verhängten 227 rechtskräftige Todesurteile, davon wurden 166 vollstreckt. 52 vollstreckte Urteile waren wegen politischer Delikte, 64 wegen Verbrechen in der NS-Zeit und 44 wegen gewöhnlicher Kriminalität, meist Mord, ergangen. Die Verurteilten wurden mit dem Fallbeil enthauptet. Ab 1968 wurden Todesurteile durch einen „unerwarteten Nahschuss ins Hinterhaupt“ vollstreckt.

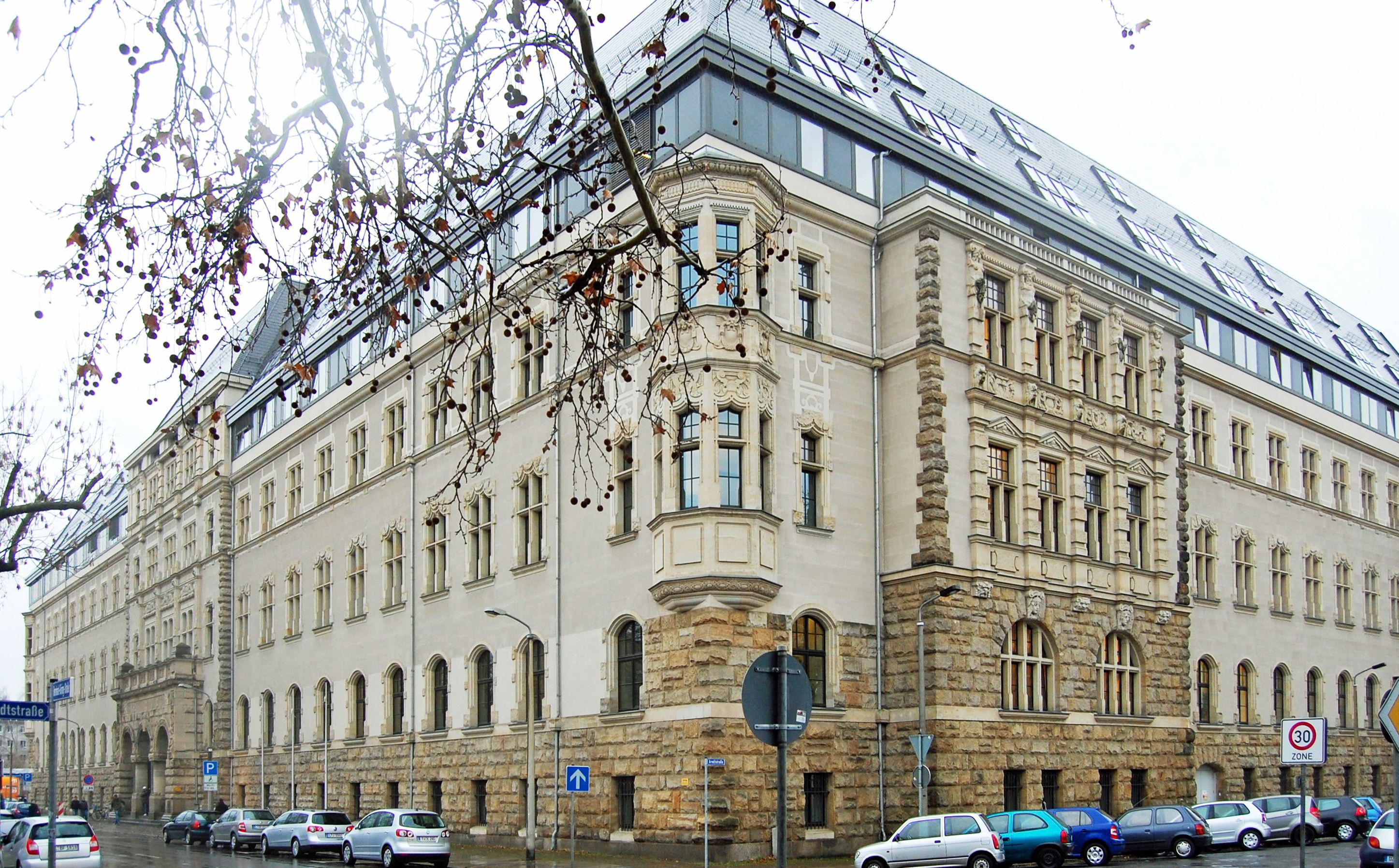
Im Gebäude der damaligen Zentralen Hinrichtungsstätte der DDR in Leipzig wurde am 26. Juni 1981 an Werner Teske die letzte Hinrichtung in Deutschland vollzogen.

Bis 1956 fanden die meisten Hinrichtungen in der „Zentralen Hinrichtungsstätte“ in Dresden, aber auch im Zuchthaus Brandenburg und in Frankfurt (Oder) statt. Das Dresdner Fallbeil der DDR stammte aus der NS-Zeit. Danach wurden Todesurteile nur noch in der „Zentralen Hinrichtungsstätte“ in Leipzig (Arndtstraße 48) vollstreckt. Die Leichen der Hingerichteten wurden unter Geheimhaltung zum Leipziger Südfriedhof gebracht, anonym verbrannt und ihre Asche verscharrt. In den Krematoriumsbüchern stehen keine Namen, sondern nur der Vermerk „Anatomie“.
Seit 1970 wurde die Todesstrafe nur noch selten verhängt. Als letzter Zivilist wurde am 15. September 1972 der Kindermörder Erwin Hagedorn hingerichtet, als letzter Staatsbediensteter am 26. Juni 1981 der MfS-Offizier Werner Teske.
Am 17. Juli 1987 verkündete der Staatsrat der DDR die Abschaffung der Todesstrafe im Rahmen einer umfassenden Amnestie, u. a. für Wirtschaftskriminalität und Republikflucht. Im Dezember verabschiedete die Volkskammer ein Gesetz dazu. Diese Maßnahmen entsprachen westlichen Forderungen und hingen mit dem damals bevorstehenden Staatsbesuch von Erich Honecker in Bonn zusammen.
Fast alle Hinrichtungen in der DDR wurden geheim gehalten, selbst nach veröffentlichten Todesurteilen in Schauprozessen. Die Angehörigen erhielten zwar eine Nachricht, doch wurden die Leichen nicht ausgehändigt. Oft verzeichnen die Bestattungs- oder Totenscheine fingierte „natürliche“ Todesursachen wie „Herzversagen“. Zahl und Art der Hinrichtungen wurden erst nach der politischen Wende 1989/90 bekannt.

#### Westzonen und Bundesrepublik
Zwischen 1945 und 1951 wurden die letzten Todesurteile im Gebiet der heutigen Bundesrepublik Deutschland vollstreckt. Ein Teil davon wurden im Rahmen der Nürnberger Prozesse gegen Vertreter des NS-Regimes wegen Kriegsverbrechen und Verbrechen gegen die Menschlichkeit (Holocaust) gefällt. Durch Militärgerichte wurden bis 1951 in der amerikanischen Besatzungszone 806 Personen zum Tod verurteilt; etwa 300 davon wurden hingerichtet, davon 284 im Kriegsverbrechergefängnis Landsberg.
In der französischen Besatzungszone wurden in den Rastatter Prozessen 105 Todesurteile wegen NS-Verbrechen verhängt und davon 62 vollstreckt.
Westdeutsche Behörden richteten als Letzten am 18. Februar 1949 in Tübingen den 28-jährigen Mörder Richard Schuh hin, nachdem der Staatspräsident von Württemberg-Hohenzollern, Gebhard Müller, dessen Begnadigung abgelehnt hatte. Das letzte Todesurteil im Gebiet der späteren Bundesrepublik Deutschland wurde am 7. Mai 1949 in Köln gegen Irmgard Swinka verhängt; die 37-Jährige wurde wegen fünf Morden verurteilt, aufgrund der Verabschiedung des Grundgesetzes durch den Parlamentarischen Rat am folgenden Tag aber nicht mehr hingerichtet und schließlich 1983 begnadigt.
In Baden, Bayern, Bremen, Hessen und Württemberg-Baden wurde von deutschen Behörden niemand mehr hingerichtet, obwohl es noch Todesurteile gab. Auch in Rheinland-Pfalz wurden gefällte Todesurteile nicht mehr vollstreckt: Die neu erbaute Guillotine wurde am 11. Mai 1949 einsatzbereit gemeldet. Drei Tage zuvor hatte der Parlamentarische Rat das Grundgesetz verabschiedet, das die Todesstrafe bundesweit aufhob. In Bayern wurden die Bestimmungen zur Todesstrafe 1998 formell aus der Verfassung gestrichen. Als letztes Bundesland strich Hessen die Todesstrafe 2018 aus der Verfassung.
West-Berlin gehörte wegen des Viermächte-Status bis 1990 nicht zum Geltungsbereich des Grundgesetzes. Dort wurde zuletzt am 11. Mai 1949 der vor der Spaltung der Stadt zum Tod verurteilte 24-jährige Raubmörder Berthold Wehmeyer durch das Fallbeil hingerichtet. Am 20. Januar 1951 trat in West-Berlin das „Gesetz zur Abschaffung der Todesstrafe“ in Kraft. Das Besatzungsstatut sah diese als Höchststrafe für „strafbare Handlungen gegen die Interessen der Besatzungsmächte“ weiterhin vor. Sie wurde deswegen aber nie verhängt. Per Anordnung vom 15. März 1989 (Gesetz- und Verordnungsblatt für Berlin 1989, S. 568) hob die Alliierte Kommandantur die Todesstrafe mit sofortiger Wirkung auf.
Beim Verfassungskonvent auf Herrenchiemsee im August 1948 sollten die Vertreter der Länder in den Westzonen einen Entwurf für ein deutsches Grundgesetz für den Parlamentarischen Rat erarbeiten. Sie erwogen die Abschaffung der Todesstrafe, nahmen sie aber nicht in den Entwurf auf, sondern empfahlen dem Rat nur, dieser Abschaffung „sein Augenmerk zuzuwenden“. Konsens war somit, die Regelung der Todesstrafe nicht den Ländern zu überlassen.
Bei den Beratungen des Rates zum Grundgesetz schlug der Abgeordnete Hans-Christoph Seebohm für die rechtsgerichtete Deutsche Partei am 6. Dezember 1948 überraschend ein Verbot der Todesstrafe vor. Damit wollte seine Partei weitere alliierte Todesurteile für NS-Kriegsverbrecher anprangern, um so ehemalige Nationalsozialisten anzuwerben und den Druck zum Beenden der alliierten Entnazifizierung zu erhöhen. Nach anfänglicher Ablehnung der SPD beantragte Friedrich Wilhelm Wagner für diese am 10. Februar 1949, den Satz „Die Todesstrafe ist abgeschafft“ in das Grundgesetz aufzunehmen. Dies sei notwendig, um ein erneuertes Rechtsbewusstsein der Deutschen und ihre Abkehr von der NS-„Barbarei“ zu beweisen. Obwohl die Fraktion der CDU den Antrag ablehnte, fand dieser am 6. Mai 1949 eine deutliche parteiübergreifende Mehrheit. In der Abstimmung im Hauptausschuss des parlamentarischen Rates stimmte etwa die Hälfte der CDU-Abgeordneten für die Abschaffung der Todesstrafe und wich damit vom Votum der eigenen Fraktion ab.

„Nach all dem, was in den vergangenen Jahrzehnten in Deutschland und anderswo durch deutsche Blutgerichte geschehen war, sollten wir Deutschen Zeugnis dafür ablegen, daß in allen Menschen, auch im Mörder, das Leben heilig zu halten ist, und daß diesem Postulat gegenüber kriminalpolitische Nützlichkeitserwägungen keine Argumente darstellen.“

Art. 102 GG trat mit der Gründung der Bundesrepublik 1949 als übergeordnetes Bundesrecht in Kraft. Seitdem darf die Todesstrafe in der Bundesrepublik weder angeordnet noch vollstreckt werden. Sofort danach suchten Konrad Adenauer (CDU) und Kurt Schumacher (SPD) den Hohen Kommissar für Deutschland auf und protestierten mit Hinweis auf die neue bundesdeutsche Rechtslage gegen die Hinrichtung von durch US-Militärgerichte zum Tod verurteilten Kriegsverbrechern. John Jay McCloy setzte daraufhin einige anstehende Hinrichtungen aus. Dennoch wurden in Landsberg am 7. Juni 1951 letztmals sieben deutsche Kriegsverbrecher gehängt.
Im Strafgesetzbuch blieb die Todesstrafe etwa für Mord bis 1953 vorgesehen und wurde mit dem Dritten Strafrechtsänderungsgesetz (BGBl. I S. 735) jeweils durch lebenslange Zuchthausstrafe ersetzt. Einzelne Länderverfassungen behielten noch eine Weile Bestimmungen zur Todesstrafe, die das übergeordnete Grundgesetz entkräftet hatte. So wurde Art. 47 Abs. 4 der Bayerischen Verfassung nach einem Volksentscheid vom 8. Februar 1998 gestrichen. Bis 2018 erlaubte Art. 21 Abs. 1 der Verfassung des Landes Hessen bei besonders schweren Verbrechen ein richterliches Todesurteil aufgrund eines Strafgesetzes.
Im Saarland, das erst seit 1. Januar 1957 zur Bundesrepublik gehört, wurde die Todesstrafe am 1. August 1956 abgeschafft (die letzte Hinrichtung in Saarbrücken war aber schon 1933, wobei aber beachtet werden muss, dass in der Zeit des Nationalsozialismus die Hinrichtungen in Zentralen Hinrichtungsstätten stattfanden).
Unter dem Eindruck einiger schwerer Gewaltverbrechen forderte die rechtskonservative Bayernpartei 1950, die Todesstrafe wiedereinzuführen. Deren Abgeordneter Hermann Etzel begründete das in der Bundestagsdebatte am 27. März 1950 mit Todesstrafengesetzen der Kaiserzeit und der Weimarer Zeit. Er behauptete, das Grundgesetz sei auf undemokratische Weise entstanden und entspreche nicht dem Bevölkerungswillen. Die große Mehrheit sei für die Todesstrafe zur „Ausmerzung“ von mehrfachen Raub-, Sexual-, Eltern- und Kindesmördern. Nur die Deutsche Partei stimmte dem Antrag zu, so dass er bereits die einfache Mehrheit verfehlte.
1952 beantragte die damals an der Regierung beteiligte Deutsche Partei erneut, die Todesstrafe wiedereinzuführen. Auch Bundeskanzler Adenauer und der spätere Justizminister Richard Jaeger (CSU) plädierten in einzelnen Wahlkampfreden dafür. Justizminister Thomas Dehler (FDP) nannte im Bundestag das Hauptargument der Gegner: „Hat man sich grundsätzlich für die Todesstrafe entschlossen, dann ist die entscheidende Schwelle überschritten.“

„Im Allgemeinen wird man nicht leugnen können, dass die Todesstrafe für den Entschluss des Mörders im Wesentlichen nicht ursächlich ist; dass im Gegenteil von vielen Psychologen unterstellt wird, dass gerade durch die Todesstrafe die Bestie im Menschen geweckt wird. … [M]it dieser Erwägung kann man beinahe für alle schweren Verbrechen die Todesstrafe fordern. Wir würden am Ende dazu kommen, zu gewissen Erwägungen in der NS-Zeit, die ja in der Ausdehnung der Todesstrafe immer weiter ging, und am Ende verlangte, dass jede Handlung, die die Sicherheit des Volkes gefährdet, mit dem Tode gesühnt werden muss.“

Im Kontext dieser Gesetzesvorstöße wurde die Todesstrafe auch in der EKD diskutiert. Die evangelischen Theologen Paul Althaus, Emil Brunner und Walther Künneth bejahten sie als „Sühne“ aufgrund einer traditionellen Staatsmetaphysik, wonach der Staat (Röm 13,4) Gottes Vergeltungsrecht (Gen 9,6) vollstrecken müsse. Künneth behauptete 1949 in einem Gutachten für den Bundestag, durch die Todesstrafe für Mord stelle der Staat Gottes Heiligkeit wieder her. Für Karl Barth dagegen schließt der Kreuzestod Jesu Christi die Todesstrafe ultimativ aus, weil hier der Sohn Gottes die Versöhnung mit dem Rechtsbrecher (allen Menschen) ein für alle Mal vollzogen, alle Vergeltung auf sich genommen und damit erübrigt habe. Von da aus sei ein Staatsrecht zum Strafen durch den Tod eine mit dem Zentrum des christlichen Glaubens unvereinbare Anmaßung. Ernst Wolf widersprach der traditionellen lutherischen Staatsmetaphysik: Röm 13 legitimiere nicht bedingungslos jede Obrigkeit und überhöhe sie nicht zu Gottes Stellvertreter auf Erden, sondern ordne alle Staatsformen und Regierungen Gottes Recht zur Gnade unter, die Christus ein für alle Mal vollzogen habe. Das „Schwertamt“ (Röm 13,4) impliziere daher kein unbedingtes Recht zur Todesstrafe; diese könne Unrecht nicht sühnen. Diese Position setzte sich in der EKD durch.
Nach Umfragen befürworteten Mehrheiten der Befragten die Todesstrafe bis 1967. Die Zahl der Befürworter ging stetig zurück, stieg aber in einzelnen Jahren zum Beispiel wegen Sexualdelikten, etwa 1964 oder 1967, kurzfristig erneut an. Auch für einige Verbrechen der RAF in den 1970er Jahren forderten Umfragemehrheiten und einige CSU-Politiker zeitweise ihre Wiedereinführung. Diese wurde im Bundestag aber nie wieder thematisiert. Sie sei wegen Art. 102 GG verfassungswidrig.
Während des Deutschen Herbstes wurden im Jahre 1977 auf Wunsch von Bundeskanzler Helmut Schmidt „exotische Vorschläge“ zur Lösung des Terrorismusproblems diskutiert, die teilweise eine Wiedereinführung der Todesstrafe beinhalteten. Generalbundesanwalt Kurt Rebmann plädierte für das sogenannte „Modell Nr. 6“, in dem es heißt: „Der Bundestag ändert unverzüglich Artikel 102 des Grundgesetzes. Stattdessen können nach Grundgesetzänderung solche Personen erschossen werden, die von Terroristen in menschenerpresserischer Geiselnahme befreit werden sollen. Durch höchstrichterlichen Beschluss wird das Todesurteil gefällt. Keine Rechtsmittel möglich.“ Ein solcher Vorschlag hätte sich jedoch nach Meinung von Gerhart Baum, damals Parlamentarischer Staatssekretär im Innenministerium, niemals umsetzen lassen.
Das deutsche Strafrecht unterscheidet den Begriff „Strafe“ als „Repressalie“ bzw. „Übelzufügung“ streng von einer „Maßregel“ zur Sicherung der Gesellschaft, mit der die Tötung von Verbrechern meist begründet wird. Daher wurde der Geltungsbereich von Art. 102 verfassungsrechtlich diskutiert. Er schließt nach herrschender Auffassung auch alle als Reaktionen auf Delikte und alle präventiv begründeten staatlichen Tötungen aus. Umstritten blieb, ob er in Verbindung mit Art. 2 Abs. 2 (Recht auf Leben) alle planmäßigen Tötungen namentlich bekannter Personen durch Staatsorgane ausschließt.
Rechtswissenschaftler diskutieren auch, ob Art. 102 gemäß Art. 79 GG mit einer Zweidrittelmehrheit in Bundestag und Bundesrat geändert oder gestrichen werden könnte. Einige Verfassungsrechtler bestreiten die allgemeine Unvereinbarkeit der Todesstrafe mit der Menschenwürde. Das lasse sich rechtshistorisch und zukünftig nicht belegen. Der Verfassungsgeber habe darauf verzichtet, Art. 102 an der Ewigkeitsgarantie teilhaben zu lassen, indem dieser Artikel unter den nach Art. 79 Abs. 3 unveränderlichen Grundrechten nicht genannt wurde. Es blieben also Kapitalverbrechen denkbar, für die nach einer entsprechenden Änderung von Art. 102 die Todesstrafe angedroht werden könne. Nach der heute herrschenden Rechtsmeinung verletzt eine Todesstrafe jedoch in jedem Fall die unantastbare Menschenwürde und verstößt damit gegen Art. 1 Abs. 1 GG. Da dieser durch die Ewigkeitsklausel gegen Änderungen geschützt ist, sei Art. 102 GG streng genommen überflüssig und habe nur klarstellende Funktion. Entsprechend heißt es in einem Urteil des Bundesgerichtshofes vom 16. November 1995:
„Aus humanitären Gründen kann keinem Staat das Recht zustehen, durch diese Sanktion über das Leben seiner Bürger zu verfügen. Vielmehr erfordert es der Primat des absoluten Lebensschutzes, daß eine Rechtsgemeinschaft gerade durch den Verzicht auf die Todesstrafe die Unverletzlichkeit menschlichen Lebens als obersten Wert bekräftigt. Darüber hinaus erscheint es unbedingt geboten, der Gefahr eines Mißbrauchs der Todesstrafe durch Annahme ihrer ausnahmslos gegebenen Unzulässigkeit von vornherein zu wehren. Fehlurteile sind niemals auszuschließen. Die staatliche Organisation einer Vollstreckung der Todesstrafe ist schließlich, gemessen am Ideal der Menschenwürde, ein schlechterdings unzumutbares und unerträgliches Unterfangen. Diese Bedenken legen den Befund nahe, daß nach deutschem Verfassungsrecht jegliche Wiedereinführung der Todesstrafe – auch abgesehen von Art. 102 GG – vor Art. 1 Abs. 1 GG und der Wesensgehaltsgarantie des Grundrechts auf Leben (Art. 2 Abs. 2 Satz 1 i. V. m. Art. 19 Abs. 2 GG) keinen Bestand haben könnte…“
Nach dem Gesetz über die internationale Rechtshilfe in Strafsachen (§ 8) darf die Bundesrepublik Auslieferungsgesuche anderer Staaten nur dann bewilligen, wenn der Empfängerstaat zusichert, den ausgelieferten Täter nicht zum Tod zu verurteilen oder ein Todesurteil nicht zu vollstrecken.

### Frankreich

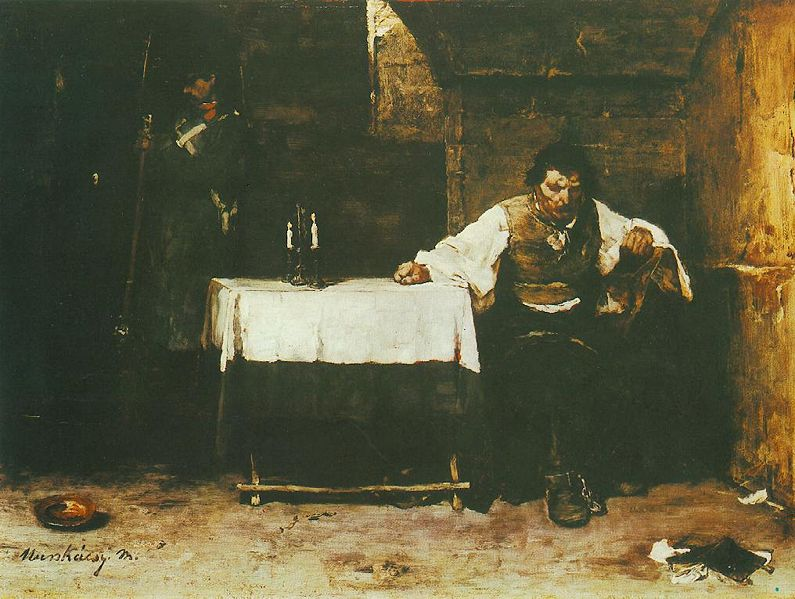
Der letzte Tag eines Verurteilten, Gemälde von Mihály von Munkácsy, 1872

Im Revolutionsjahr von 1848 forderten Republikaner wie Victor Hugo erneut die Abschaffung der Todesstrafe. Obwohl sie sich nicht durchsetzen konnten, blieb die Forderung fortan in der Diskussion. 1939 fand mit der Enthauptung des Delinquenten Eugen Weidmann die letzte öffentliche Hinrichtung in Versailles statt. Im und nach dem Zweiten Weltkrieg nahmen Hinrichtungen nochmals enorm zu. Nach der Besatzungszeit sollen allein 8348 Personen ohne Gerichtsverfahren hingerichtet worden sein.
Im Juni 1972 unterlag der Rechtsanwalt Robert Badinter als Verteidiger in einem Todesstrafenfall vor Gericht und wurde Zeuge der Hinrichtung seines Klienten Roger Bontemps. Dieser wurde gemeinsam mit seinem Komplizen Claude Buffet für die Ermordung von zwei Geiseln anlässlich eines Ausbruchsversuches aus dem Gefängnis verurteilt, obwohl erwiesen war, dass er den Mord nicht verübt hatte. Dies machte Badinter von einem Kritiker zu einem vehementen Gegner der Todesstrafe. Von nun an verteidigte er oft Angeklagte, denen die Todesstrafe drohte, und erhielt deshalb den Spitznamen Monsieur Abolition. Danach gab es drei Jahre lang kein Todesurteil. Am 28. Juli 1976 wurde der Kindesmörder Christian Ranucci hingerichtet. Im Juni 1977 erwirkte Badinter durch ein denkwürdiges Plädoyer gegen die Todesstrafe gegen den öffentlichen Druck die Abwendung der Todesstrafe für den Kindesmörder Patrick Henri, der zu einer lebenslangen Haftstrafe verurteilt wurde.
Staatspräsident Valéry Giscard d’Estaing, ein erklärter Gegner der Todesstrafe, setzte deren Abschaffung noch nicht auf die politische Tagesordnung, machte jedoch in Einzelfällen von seinem Begnadigungsrecht Gebrauch. Zwischen dem Fall Patrick Henri und der Abschaffung der Todesstrafe im Jahr 1981 wurden drei Todesurteile vollstreckt. Am 10. September 1977 wurde Hamida Djandoubi in Marseille als letzter Mensch in Frankreich hingerichtet. Letzter Scharfrichter der Französischen Republik war Marcel Chevalier. Noch 1978 kritisierte Amnesty International die Praxis der Todesstrafe in Frankreich, die bis 1981 mit dem Fallbeil vollzogen werden konnte.
Das letzte in oberster Gerichtsinstanz bestätigte Todesurteil erging gegen den späteren Historiker Philippe Maurice, das letzte Todesurteil in erster Instanz wurde am 28. September 1981, zwei Tage vor dem endgültigen Abschaffungsbeschluss durch den französischen Senat, in Colmar ausgesprochen. Zur Hinrichtung kam es nicht mehr.
François Mitterrand versprach im Wahlkampf 1981 die Abschaffung der Todesstrafe und machte nach seinem Wahlsieg Robert Badinter, der ihn in seinen beiden Wahlkampagnen 1974 und 1981 unterstützt hatte, zum Justizminister. Dieser erreichte im September 1981 mit einer engagierten Rede in der Nationalversammlung eine Dreiviertelmehrheit für die Untersagung der Todesstrafe. Neben den Sozialisten stimmten auch bürgerliche Abgeordnete, darunter Jacques Chirac und Philippe Séguin, für seine Gesetzesvorlage, der der Senat am 30. September 1981 offiziell zustimmte. Am 17. Februar 1986 ratifizierte Frankreich zudem das sechste Zusatzprotokoll zur Europäischen Menschenrechtskonvention. Am 19. Februar 2007 wurde das Verbot der Todesstrafe in die französische Verfassung aufgenommen. Die im Kongress versammelten Abgeordneten von Nationalversammlung und Senat beschlossen die Änderung mit 828 zu 26 Stimmen. Nun heißt es darin: „Niemand darf zum Tode verurteilt werden.“
Heute fordert in Frankreich nur noch der Front National unter Marine Le Pen die Wiedereinführung der Todesstrafe. Zum 25. Jahrestag ihrer Abschaffung erwog die französische Zentralbank die Ausgabe einer Zwei-Euro-Gedächtnismünze, was jedoch nicht realisiert wurde.
Nach einer Umfrage vom September 2006 befürworteten 42 Prozent der Franzosen die Wiedereinführung der Todesstrafe, darunter rund 44 Prozent der Männer und 48 Prozent aller Bürger im Alter zwischen 35 und 49 bzw. über 65 Jahren. Bei Franzosen zwischen 25 und 34 Jahren liegt der Anteil bei 32 Prozent.

### Italien
Vor der Vereinigung Italiens sah die Gesetzgebung aller Staaten (einschließlich des Königreichs Sardinien, mit Ausnahme des Großherzogtums Toskana) die Todesstrafe vor. Zur Vereinheitlichung wurde 1861 das Strafgesetzbuch des Königreichs Sardinien auf ganz Italien mit Ausnahme der Toskana ausgedehnt.
Faktisch abgeschafft war die Todesstrafe seit der Generalamnestie von Umberto I. (Amnestiedekret vom 18. Januar 1878). 1889 wurde die Todesstrafe im gesamten Königreich Italien abgeschafft, mit der fast einstimmigen Billigung des neuen Strafgesetzbuches durch beide Kammern während der Amtszeit von Giuseppe Zanardelli. Einer der letzten verurteilten Gefangenen war Giovanni Passannante, der 1878 ein Attentat auf König Umberto I. verübt hatte; sein Todesurteil wurde nicht vollstreckt, sondern in lebenslange Freiheitsstrafe umgewandelt.
Die Todesstrafe wurde 1926 von Benito Mussolini für Mordanschläge auf den König und dessen Familie und für Verbrechen gegen den Staat wieder eingeführt. 1930 wurde der Codice Rocco eingeführt, der die Zahl der mit der Todesstrafe bestraften Verbrechen gegen den Staat erhöhte und auch die Strafe für einige andere schwere Verbrechen wieder einführte. Während der Regierung Mussolini wurden 118 Menschen hingerichtet.
Die Todesstrafe wurde von Umberto II. beim Sturz des Faschismus mit dem Gesetzesdekret Nr. 224 vom 10. August 1944 eingeschränkt: Sie wurde nur noch für faschistische Verbrechen und Kollaboration sowie von den Militärgerichten der Alliierten verhängt. Am Ende des Zweiten Weltkriegs blieb die Todesstrafe in Kraft, um damit Verbrechen wie Raub, Erpressung, Entführung zum Zwecke des Raubes oder der Erpressung, die Gründung oder Organisation einer bewaffneten Bande zu bestrafen.
Die italienische Verfassung, die am 1. Januar 1948 in Kraft trat, hob die Todesstrafe für alle in Friedenszeiten begangenen Verbrechen endgültig auf: Die letzte Hinrichtung fand am 5. März 1947 statt.
Die Todesstrafe blieb bis 1994 im Militärstrafgesetzbuch. Dort war sie im Ersten Weltkrieg für Akte der Desertion, des Ungehorsams und „unehrenhaften Verhaltens“ massiv angewandt worden.

### Liechtenstein
Das Fürstentum Liechtenstein war politisch und hinsichtlich des Rechtssystems jahrhundertelang eng mit Österreich verbunden. 1785 wurde letztmals ein Mensch in Liechtenstein hingerichtet (Barbara Erni, verurteilt auf Rofenberg am 26. Februar 1785). Dies hatte sehr wahrscheinlich einen Zusammenhang mit dem „Allgemeinen Gesetzbuch über Verbrechen und deren Bestrafung“ von 1787, das die Constitutio Criminalis Theresiana von 1768 in Österreich ersetzte und in der die Todesstrafe für gewöhnliche Verbrechen (bis 1792/1803) abgeschafft und durch Zwangsarbeit ersetzt wurde.
Am 29. November 1977 wurde im Rahmen eines dreifachen Mordes, bei dem ein Familienvater seine Frau und zwei seiner Kinder erschoss, letztmals von einem liechtensteinischen Gericht, konkret dem Fürstlich-liechtensteinischen Kriminalgericht, die Todesstrafe verhängt. Die Juristen hatten auf Grund des veralteten Strafgesetzes keine andere Wahl, als die Todesstrafe auszusprechen, dennoch war zu jenem Zeitpunkt klar, dass diese nicht vollstreckt wird. Man setzte daher folgerichtig, wie bereits zuvor üblich, auf die Begnadigung durch den Landesfürsten, so kam es am 20. November 1979 auch, als Franz Josef II. die Strafe gemäß der Verfassung des Fürstentums Liechtenstein in eine 15-jährige schwere Kerkerstrafe umwandelte. Die Todesstrafe wurde in Liechtenstein 1987 offiziell abgeschafft (Beitritt zum Europarat 1978).

### Niederlande
Die letzten zwei Hinrichtungen in den Niederlanden wegen im Frieden begangenen Verbrechen erfolgten 1860. Die Todesstrafe wurde im zivilen Strafrecht 1870 abgeschafft, nicht im Kriegsrecht und Militärstrafrecht und auch nicht in den Kolonien.
1939 wurde debattiert, ob man für Hochverrat und/oder Landesverrat die Todesstrafe einführen sollte. Als vom 10. bis 15. Mai 1940 beim Westfeldzug die deutsche Wehrmacht einmarschierte, wurden drei Soldaten wegen Desertion verurteilt und hingerichtet. Unter der deutschen Besetzung wurden viele Todesurteile gefällt und ausgeführt. Kurz nach der Befreiung kam es vielerorts in den Niederlanden zu Lynchjustiz. Die Todesstrafe wurde wiedereingeführt, um Kollaborateure und andere Menschen hinrichten zu können, die während der Besetzungszeit gemäß dem Rechtsgefühl der Nachkriegszeit schwere Straftaten begangen hatten. 154 Menschen wurden zum Tode verurteilt, 39 davon wurden hingerichtet. Die letzten beiden (der Niederländer Andries Pieters und der Deutsche Artur Albrecht) wurden am 21. März 1952 erschossen. Königin Juliana begnadigte viele der übrigen. Vier begnadigte deutsche SS-Angehörige saßen Jahrzehnte im Gefängnis; sie wurden als Vier von Breda bekannt, die zwei letzten wurden im Januar 1989 (kurz vor ihrem Tod) entlassen.
1983 wurde mit der Einfügung von Artikel 114 in die Verfassung der Niederlande auch die Todesstrafe im Kriegsrecht und Militärstrafrecht abgeschafft („De doodstraf kan niet worden opgelegd“).
Dagegen war sie im Strafgesetzbuch der Niederländischen Antillen noch für Spionage vorgesehen; sie wurde auf Aruba 1986, auf Curaçao 2011 und auf Sint Maarten 2015 abgeschafft. Seitdem ist sie im gesamten Königreich der Niederlande abgeschafft.

### Österreich
In Österreich gab es seit dem 16. Jahrhundert Vorstöße, die Todesstrafe einzuschränken oder abzuschaffen. Im 18. Jahrhundert wurde die „verschärfte“, mit besonders grausamer Folter wie dem Rädern verbundene Form der Todesstrafe abgeschafft. Joseph II. verfügte nach seinem Amtsantritt 1780 nur ein Todesurteil. 1787 schaffte er die Todesstrafe im ordentlichen Strafprozess mit dem Josephinischen Strafgesetz ab; sie blieb nur im Standrecht erhalten. Aus wirtschaftlichen Gründen und weil es abschreckender und empfindlicher sein sollte, setzte man Sträflinge stattdessen zur Zwangsarbeit wie etwa dem Schiffziehen auf der Donau ein, an deren Umständen jedoch viele starben. 1795 wurde die Todesstrafe für Hochverrat und 1803 auch für andere schwere Verbrechen wieder eingeführt. Frauen wurden ab 1809 mehrere Jahrzehnte lang nicht mehr hingerichtet. Erst 1866 wurde mit der Mörderin Katharina Ossoinig wieder eine Frau hingerichtet, danach erst wieder 1900 mit der Kindesmörderin Juliana Hummel.
Die Erste Republik schaffte 1919 die Todesstrafe für ordentliche Verfahren ab. Die Vorschriften betreffend das standrechtliche Verfahren blieben davon unberührt. Die Regierung unter Engelbert Dollfuß (CSP) rief im Jahr 1933 das Standrecht aus, wodurch hinsichtlich mehrerer Delikte die Todesstrafe wieder verhängt werden konnte. Per Notverordnung wurde vom 12. bis zum 21. Februar 1934 auch das Verbrechen des „Aufruhrs“ gemäß §§ 73, 74 StG 1852 der Standgerichtsbarkeit unterworfen. Im Juni 1934 führte die Regierung die Todesstrafe auch für das ordentliche Verfahren wieder ein. Zwischen 1933 und 1938 wurden in Österreich über 40 Personen hingerichtet. Insgesamt wurden zwischen Februar 1934 und März 1938 in Österreich 141 Todesurteile ausgesprochen, von denen die meisten in Kerkerstrafen umgewandelt wurden. Nach dem Anschluss Österreichs im März 1938 ähnelte die Rechtslage der des Dritten Reichs.
In der Zweiten Republik war die Todesstrafe für schwere Delikte zunächst noch vorgesehen. Durch österreichische Gerichte wurden nach dem Zweiten Weltkrieg noch 101 Todesurteile – davon 30 durch Volksgerichte – verhängt und 46 vollstreckt. Die Volksgerichte bestanden zwischen 1945 und 1955 und waren zuständig für die Bestrafung bestimmter während der NS-Zeit begangener Verbrechen. Die letzte nach österreichischem Recht hingerichtete Person war Johann Trnka, der am 24. März 1950 im Landesgericht für Strafsachen Wien erhängt wurde. Die Todesstrafe in der Republik Österreich wurde 1950 für ordentliche, am 7. Februar 1968 durch die Einfügung des Artikel 85 Bundes-Verfassungsgesetz auch für standrechtliche Verfahren abgeschafft.
Von den Veränderungen des österreichischen Rechts unberührt blieb die Rechtsprechung der Besatzungsmächte. Die letzte Hinrichtung nach alliiertem Recht – ebenfalls durch Erhängen – fand im Februar 1955 in der US-amerikanischen Besatzungszone statt.

### Osttimor
In Osttimor ist die Todesstrafe nach Section 29 der Verfassung seit der Wiederherstellung der Unabhängigkeit des Landes 2002 abgeschafft.

### Russland
Im Russischen Kaiserreich wurde die Todesstrafe gegen politische Gegner der Zaren oft verhängt. Dagegen entstand eine bürgerliche Opposition, darunter Leo Tolstoi und seine Anhänger. Nach der Februarrevolution 1917 hob Alexander Kerenski die Todesstrafe im russischen Militärstrafrecht auf, um desertierte Soldaten zu schützen. Nach drei Monaten führte die provisorische Regierung sie jedoch wieder ein.
Nach der Oktoberrevolution 1917 hob der II. Allrussische Sowjetkongress auf Initiative von Lew Borissowitsch Kamenew dieses Dekret auf. Lenin war dabei nicht anwesend und ließ die Todesstrafe im Juni 1918 im allgemeinen Strafrecht für die Dauer des Russischen Bürgerkriegs wieder einführen. Im Januar 1920 wurde sie zwar wie öffentlich angekündigt wieder aufgehoben, aber nur für vier Monate und nach einer Massenerschießung von politischen Häftlingen. 1922 verschärfte Lenin den Entwurf für ein neues Strafgesetzbuch, indem er die für sechs Tatbestände vorgesehenen Erschießungen auf 12 Tatbestände erweiterte. Der deutsche Historiker Wolfgang Leonhard meint hingegen, dass Lenin bestrebt gewesen sei, Tscheka, Terror und Todesstrafe nur als vorübergehende Kampfmaßnahmen sowie als Institutionen während des Bürgerkrieges anzusehen, die nach dessen Beendigung wieder abzuschaffen und einzustellen seien.
Das Strafgesetzbuch der Russischen Sozialistischen Föderativen Sowjetrepublik von 1926 bezeichnete die Todesstrafe als „schwerste Maßnahme des sozialen Schutzes – Erschießung“. Sie konnte für „konterrevolutionäre Verbrechen“ und eine Reihe weiterer Delikte verhängt werden, besonders gegen Militärpersonen. Während der „Säuberungen“ von 1937/38 wurden etwa 800.000 Menschen wegen „konterrevolutionärer Verbrechen“ hingerichtet. Seit dem Hitler-Stalin-Pakt 1939 diente die Todesstrafe der Sowjetunion auch dazu, mögliche Gegner einer kommunistischen Herrschaft in eroberten Gebieten zu beseitigen. Im Dezember 1944 und Januar 1945 ordnete Georgi Dimitrow als stellvertretender Abteilungsleiter im Zentralkomitee der KPdSU eine Null-Toleranz-Politik an und verlangte, dass es keine Freisprüche geben dürfe. Am 1. Februar 1945 verurteilten kommunistische Volksgerichte daraufhin 2730 Angehörige der Eliten Bulgariens zum Tod. Die Todesurteile wurden in der folgenden Nacht vollstreckt.
1947 bis 1950 war die Todesstrafe in der Sowjetunion abgeschafft; jedoch tötete die dem Volkskommissariat für Staatssicherheit unterstellte Geheimpolizei weiterhin ohne Gerichtsverfahren mutmaßliche Regimegegner.
Nach dem Ende der Sowjetunion behielt die Russische Föderation die Todesstrafe bei, wobei Hinrichtungen wie bisher ausschließlich durch Erschießung erfolgten. Zwischen 1991 und 1996 wurden in Russland 163 Todesurteile verhängt, darunter 1992 gegen Andrei Tschikatilo. Das Strafgesetzbuch der Russischen Föderation von 1996 sieht die Todesstrafe als schwerste Strafe vor. Männer über 65 Jahre, Frauen und Personen, die zur Tatzeit Jugendliche waren, können weder zum Tode noch zu lebenslanger Freiheitsstrafe verurteilt werden. Zwischen Januar and August 1996 wurden noch 53 Hinrichtungen durchgeführt, ehe im August das Moratorium über die Vollstreckung der Todesstrafe in Kraft trat. Der Serienmörder Sergei Golowkin gilt als letzte Person, die in Russland zum Tode verurteilt und hingerichtet wurde.
Am 28. Februar 1996 trat Russland dem Europarat bei. Auf der Grundlage eines Präsidialdekrets wurde am 6. April 1997 auch das 6. Zusatzprotokoll zur EMRK (Abschaffung der Todesstrafe) unterzeichnet. Dieses wurde zwar nicht von der Duma ratifiziert, allerdings steht ein Urteil des Russischen Verfassungsgerichts vom 2. Februar 1999 der Verhängung und Vollstreckung der Todesstrafe entgegen.
Russland wurde im März 2022 aus dem Europarat ausgeschlossen.

### Schweden
Die letzte Hinrichtung in Schweden wurde in Stockholm am 23. Dezember 1910 an dem Raubmörder Alfred Ander vollzogen. Nach diesem Datum ausgesprochene Todesurteile wurden nicht vollstreckt. 1921 wurde die Todesstrafe in Friedenszeiten abgeschafft. Im Zuge der Verfassungsreform 1973 wurde die Todesstrafe dann endgültig abgeschafft.

### Schweiz

#### Hinrichtungsmethoden

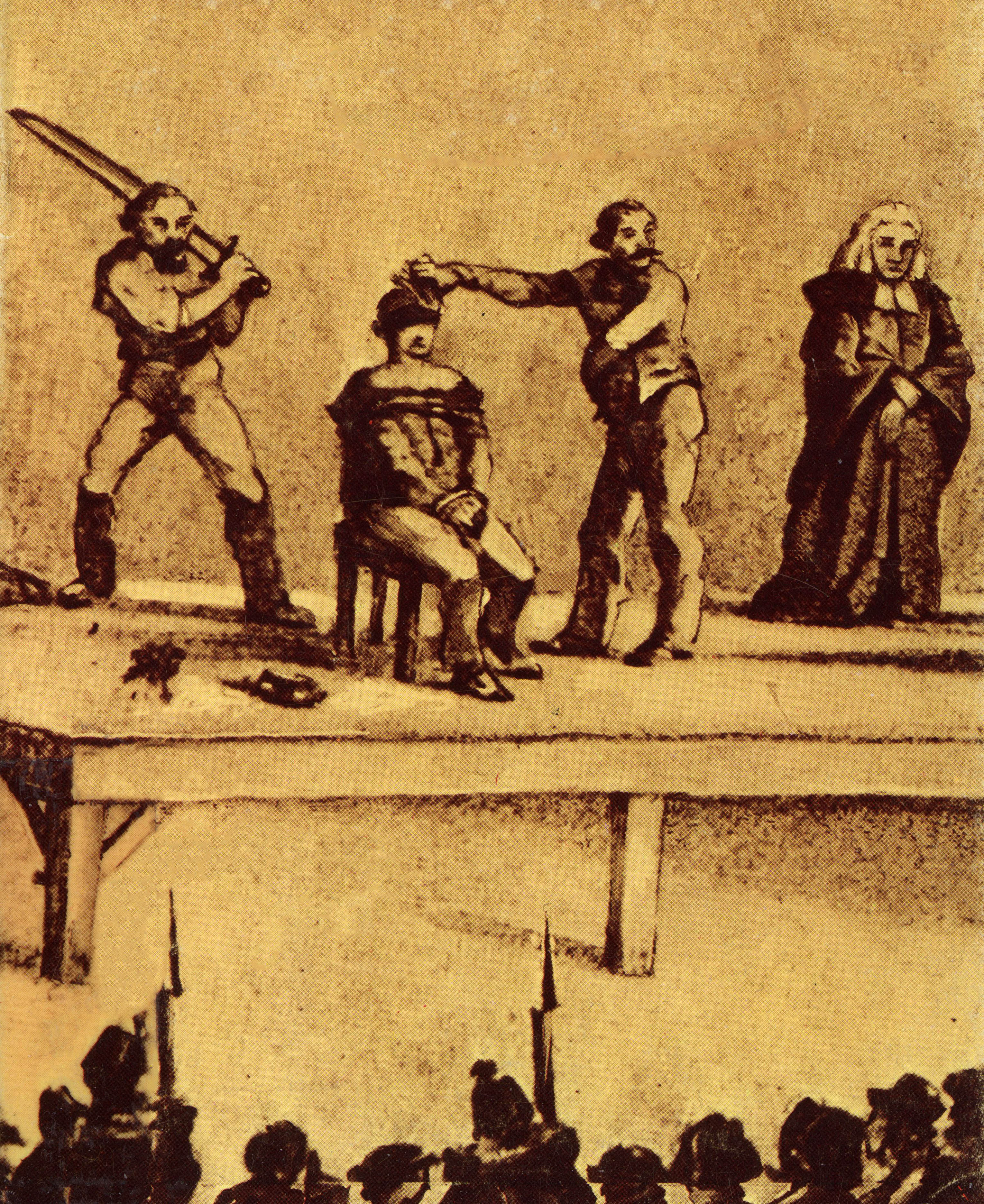
Hinrichtung von Héli Freymond am 10. Januar 1868 in Moudon

Im zivilen Strafrecht der Schweiz war seit der frühen Neuzeit die Enthauptung durch das Richtschwert die übliche Hinrichtungsmethode für zum Tod Verurteilte. Ab 1798 kam im Zuge des Franzoseneinfalls die Guillotine dazu, wobei einzelne Kantone den Verurteilten die Wahl zwischen ihr und dem Schwert gewährten. Die letzten zum Tod Verurteilten, die mit dem Schwert enthauptet wurden, waren Niklaus Emmenegger (6. Juli 1867 in Luzern) und Héli Freymond (10. Januar 1868 in Moudon). Alle neun Hinrichtungen seit der Wiedereinführung der zivilen Todesstrafe 1879 bis zu ihrer Abschaffung 1942 wurden mit der Guillotine von Luzern vollstreckt. Die im Zweiten Weltkrieg unter Militärstrafrecht wegen Landesverrat verurteilten Personen dagegen wurden durch Erschießung hingerichtet.

#### Todesstrafe im zivilen Recht
Die Schweizer Bundesverfassung 1848 schaffte die Todesstrafe für politische Vergehen ab. In der Totalrevision der Schweizer Bundesverfassung 1874 wurde sie generell verboten (damals Art. 65 BV). Wegen einer deutlichen Zunahme der Kriminalität, die wohl auch auf eine damalige Rezession zurückzuführen war, wurde das Verbot der Todesstrafe aber in der Volksabstimmung vom 18. Mai 1879 mit 52,5 % Ja-Stimmen und 15 zu 7 Ständen wieder aus der Verfassung gestrichen. In der Folge nahmen zehn – mit Ausnahme von Schaffhausen – traditionell katholische Kantone und Halbkantone die Todesstrafe wieder in ihre Strafgesetzbücher auf:
| Kanton | Datum der Wiedereinführung |
| ------ | -------------------------- |
| AI     | 25. April 1880             |
| OW     | 25. April 1880             |
| UR     | 2. Mai 1880                |
| SZ     | 16. September 1880         |
| ZG     | 1. Juni 1882               |
| SG     | 8. Januar 1883             |
| LU     | 18. April 1883             |
| VS     | 24. November 1883          |
| SH     | 14. März 1893              |
| FR     | 24. November 1894          |

Die zivile Todesstrafe wurde in der Schweiz seit 1848 selten vollzogen (zwischen 1851 und 1873 kam es bei 95 Todesurteilen zu 38 Hinrichtungen) und war in den übrigen kantonalen Strafgesetzbüchern auch nach der Wiedereinführung 1879 nicht mehr vorgesehen. Zwischen 1879 und 1892 wurden sämtliche von den Gerichten ausgesprochenen Todesurteile auch in schwersten Mordfällen von den zuständigen Kantonsparlamenten durch ihr Gnadenrecht in lebenslange Haft umgewandelt, so dass der Strafrechtsexperte Carl Stooss Anfang 1892 schrieb, die Todesstrafe sei in der Schweiz de facto abgeschafft.

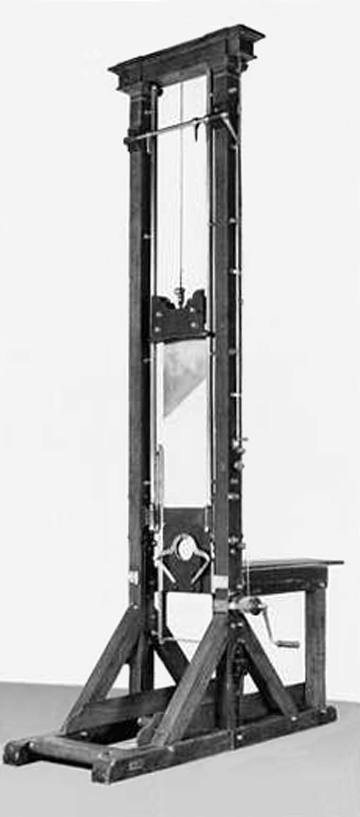
Die Guillotine von Luzern, die in der Schweiz seit 1879 für alle zivilen Hinrichtungen verwendet wurde. Sie wird heute im Historischen Museum Luzern aufbewahrt.

Insgesamt wurden zwischen 1879 und 1942 in der Schweiz von zivilen Gerichten 22 Todesurteile gefällt. Ab 1892 wurden dann noch neun zivile Hinrichtungen vollzogen, acht davon in der Innerschweiz, vier davon im Kanton Luzern:
| Name              | Kanton | Datum            |
| ----------------- | ------ | ---------------- |
| Ferdinand Gatti   | LU     | 18. März 1892    |
| Johann Keller     | LU     | 31. Oktober 1893 |
| Dominik Abegg     | SZ     | 25. Mai 1894     |
| Etienne Chatton   | FR     | 1. August 1902   |
| Matthias Muff     | LU     | 2. Mai 1910      |
| Anselm Wütschert  | LU     | 20. Januar 1915  |
| Klemens Bernet    | UR     | 29. Oktober 1924 |
| Paul Irniger      | ZG     | 25. August 1939  |
| Hans Vollenweider | OW     | 18. Oktober 1940 |

1898 erhielt der Bund die Kompetenz, das Schweizer Strafrecht zu vereinheitlichen, das bisher kantonal geregelt war. Am 21. Dezember 1937 (also 39 Jahre später) verabschiedete das Parlament nach heftigen Debatten ein eidgenössisches Strafgesetzbuch, das die Todesstrafe definitiv ausschloss. Gegen diese Vereinheitlichung wurde erfolgreich das Referendum ergriffen, sodass es am 3. Juli 1938 zur Volksabstimmung kam. Die Vorlage wurde mit 53,5 % Ja-Stimmen angenommen und trat am 1. Januar 1942 in Kraft, womit die zivile Todesstrafe in der Schweiz abgeschafft war.
Als Letzter nach einem zivilen Strafprozess wurde der 32-jährige dreifache Mörder Hans Vollenweider aus Zürich am 18. Oktober 1940 in Sarnen im Kanton Obwalden hingerichtet. Da die Abschaffung der Todesstrafe zu diesem Zeitpunkt bereits beschlossen, aber noch nicht in Kraft war, löste die Ablehnung des Gnadengesuchs durch das Obwaldner Kantonsparlament eine zum Teil heftige Debatte aus. Ebenfalls erst nach der Abstimmung verurteilt und hingerichtet worden war bereits 1939 Paul Irniger im Kanton Zug; Irniger hatte allerdings auf Appellation und Gnadengesuch verzichtet.

#### Todesstrafe im Militärstrafrecht
Das Militärstrafgesetz sah die Todesstrafe weiterhin im Kriegsfall oder bei unmittelbar drohender Kriegsgefahr vor, wobei das Gesetz dem Bundesrat die Kompetenz erteilte, dies zu erklären. Allerdings hätte eine Erklärung der unmittelbaren Kriegsgefahr im Inland Panik auslösen und im Ausland den Verdacht zur Absicht einer Schweizerischen Aggression erregen können, so dass der Bundesrat während des Zweiten Weltkriegs auf dieses Rechtsmittel verzichtete. Stattdessen änderte er am 28. Mai 1940 mittels Notrecht das Militärstrafgesetz dahingehend, dass für die in Art. 86 und 87 definierten Tatbestände die Todesstrafe verhängt werden konnte, also für Spionage sowie militärischen Landesverrat. Dieser Schritt schloss die übrigen in Kriegszeiten mit der Todesstrafe bedrohten Delikte wie z. B. Desertion, Fremder Militärdienst oder Befehlsverweigerung ausdrücklich nicht mit ein. 30 Menschen wurden von der Militärjustiz zum Tod verurteilt; 17 davon wurden erschossen. Aus Anlass eines Gnadengesuchs für drei als Landesverräter zum Tod Verurteilte diskutierte die evangelisch-reformierte Kirche im Kanton Zürich 1942 über die Legitimität der Todesstrafe. Der Theologe Leonhard Ragaz lehnte sie ab, sein Kollege Emil Brunner bejahte sie in Ausnahmefällen. Er trug damit zur parlamentarischen Ablehnung des Gnadengesuchs bei. Die Spionagetätigkeit des Dritten Reichs in der Schweiz wurde nach dem Vollzug der ersten militärischen Todesurteile 1942 eingestellt. Zum letzten Mal vollzogen wurde die militärische Todesstrafe am 7. Dezember 1944 an den Spionen Walter Laubscher und Hermann Grimm im Eggwald bei Bachs. Am 20. März 1992 wurde die Todesstrafe im Kriegsrecht nach einer parlamentarischen Initiative von Nationalrat Massimo Pini (FDP/TI) von der Bundesversammlung abgeschafft.

#### Heutige Rechtslage
In der Totalrevision der Schweizer Bundesverfassung 1999 wurde die Todesstrafe auch auf Verfassungsebene verboten. Seither lautet Artikel 10 Absatz 1 der Schweizer Bundesverfassung:

„Jeder Mensch hat das Recht auf Leben. Die Todesstrafe ist verboten.“

#### Diskussionen zur Wiedereinführung
Seit der Abschaffung der zivilen Todesstrafe gab es mehrere Versuche, diese wieder einzuführen. 1979 reichte Nationalrat Valentin Oehen (SD/BE) eine parlamentarische Initiative ein, die die Todesstrafe für Mord sowie Terrorismus mit Geiselnahme eingeführt hätte. Der Nationalrat lehnte diese mit 131 gegen 3 Stimmen ab. 1985 scheiterte eine Volksinitiative zur Wiedereinführung der Todesstrafe für Drogenhändler im Sammelstadium. Im August 2010 reichte ein Initiativkomitee bestehend aus sieben Angehörigen einer 2009 in Kriens ermordeten Frau zwecks Vorprüfung und Publikation im Bundesblatt die Unterschriftenliste für eine Volksinitiative ein, die die Einführung der Todesstrafe bei „Mord mit sexuellem Missbrauch“ forderte. Das Initiativkomitee kündigte einen Tag nach Publikation und Beginn der Unterschriftensammlung an, die Initiative zurückzuziehen.
Versuche zur Wiedereinführung der militärischen Todesstrafe sind bisher nicht unternommen worden.

### Spanien
In Spanien ordnete Joseph Bonaparte (1768–1844) im Jahr 1809 an, Hinrichtungen nur mit der Garrotte durchzuführen. Kurz danach änderte er seine Meinung; ab 1832 wurde (bis zur Abschaffung der Todesstrafe in der Zweiten Republik) nur noch mit der Guillotine hingerichtet.
Die Verfassung der Zweiten Republik von 1931 enthielt keine Todesstrafe (span. pena de muerte oder pena capital). Schon 1934 wurde die Todesstrafe für einige Tatbestände wieder eingeführt, 1938 auch für Mord. Das Franco-Regime vergrößerte die Zahl der Delikte, auf die die Todesstrafe stand. Die letzten mit der Garrotte Hingerichteten waren als ETA- oder FRAP-Terroristen Verurteilte sowie der Deutsche Georg Michael Welzel.
1978 erhielt Spanien eine neue Verfassung (29. Dezember 1978 in Kraft getreten). Artikel 15 hat die Todesstrafe abgeschafft, enthält aber eine Ausnahme für den Kriegsfall:

«Todos tienen derecho a la vida y a la integridad física y moral, sin que, en ningún caso, puedan ser sometidos a tortura ni a penas o tratos inhumanos o degradantes. Queda abolida la pena de muerte, salvo lo que puedan disponer las leyes penales militares para tiempos de guerra.»

„Alle haben das Recht auf Leben und körperliche und moralische Unversehrtheit, und niemand darf jemals der Folterung oder unmenschlichen und entwürdigenden Strafen oder Behandlungen ausgesetzt werden. Die Todesstrafe ist abgeschafft, mit Ausnahme der Bestimmungen, die die militärischen Strafgesetze für Kriegszeiten festlegen können.“

Im Oktober 1995 hat Spanien die Todesstrafe für alle Delikte, auch in Kriegszeiten, vollständig abgeschafft

### Türkei
2004 schaffte die Türkei die Todesstrafe gesetzlich ab. Hauptgrund war, dass die Türkei Mitglied der EU werden wollte und diese die Abschaffung der Todesstrafe zur Bedingung für die Aufnahme machte. Illegale Tötungen durch Polizei und Militär, sei es bei Festnahmen oder durch Folter in Haft, geschahen in der Türkei weiterhin.
Nach dem Putschversuch in der Türkei 2016 ließ Staatspräsident Recep Tayyip Erdoğan die Wiedereinführung der Todesstrafe prüfen. Dazu wäre eine Zweidrittelmehrheit im Parlament erforderlich. Da jedoch Artikel 38 der türkischen Verfassung eine rückwirkende Anwendung der Todesstrafe ausschließt, wären Todesurteile gegen mutmaßliche Putschteilnehmer verfassungswidrig. Auch Artikel 7 der EMRK (Keine Strafe ohne Gesetz) verbietet die rückwirkende Verschärfung einer Strafe. Die Türkei hat die EMRK im Juli 2016 teilweise ausgesetzt. Nach Beobachtern rechtfertigt dies keine Wiedereinführung der Todesstrafe.
Nach dem Verfassungsreferendum in der Türkei 2017 bezeichnete Erdogan die Wiedereinführung der Todesstrafe als seine „erste Aufgabe“. Im Juli 2017 erklärte er, Kritik aus der EU werde ihn nicht davon abhalten, sofort ein Gesetz zur Wiedereinführung der Todesstrafe zu unterzeichnen. Er drohte zudem, den mutmaßlichen Initiatoren des Putsches „die Köpfe abzureißen“. Für ein Todesstrafengesetz muss entweder eine parlamentarische Zweidrittelmehrheit eine Verfassungsänderung oder eine parlamentarische Mehrheit von 60 % ein Referendum zur Todesstrafe beschließen.

### Vereinigtes Königreich
Im 18. Jahrhundert konnten im Königreich Großbritannien etwa 200 verschiedene Delikte mit dem Tod bestraft werden. Allerdings war die Rechtsanwendung sehr uneinheitlich. Zudem lag es im Ermessen des Richters, ob Gnadengesuche des Verurteilten zugelassen wurden. Ab 1861 wurde die Todesstrafe nur noch für Mord, Hochverrat, Piraterie und schwere Brandstiftung verhängt. Außerdem wurde ab 1868 nicht mehr öffentlich hingerichtet, weil es dabei zuvor häufig zu Gewalt und Diebstählen unter den Zuschauern gekommen war.
In England wurden um 1800 mehr Todesstrafen verhängt denn je zuvor. Bis in die 1820er Jahre stand in England die Todesstrafe auf rund 400 Vergehen, u. a. auf Taschendiebstahl, wenn dabei eine Sache im Wert von einem Shilling oder mehr entwendet wurde.
1949 setzte die Regierung eine Kommission ein, die 1953 einen Bericht über das Für und Wider der Todesstrafe veröffentlichte. Aufgrund ihrer Empfehlungen wurde die Todesstrafe ab 1957 nur noch für besonders schwere Fälle von Mord verhängt, zum Beispiel an Polizeibeamten in Ausübung des Dienstes. Zu einer Kontroverse über die Todesstrafe führte der Fall des jungen Derek Bentley, der 1953 für einen Mord gehängt wurde, den er nicht begangen hatte. Als letzte Frau wurde 1955 Ruth Ellis hingerichtet; die beiden Raubmörder Peter Anthony Allen und Gwynne Owen Evans wurden als letzte Männer am 13. August 1964 gehängt. Bereits zu Beginn der 1960er Jahre wurde in der britischen Öffentlichkeit, nach den stark umstrittenen Hinrichtungen in den Fällen Evans († 1950), Bentley († 1953), Ellis († 1955) und Hanratty († 1962) eine kontroverse Debatte über die Abschaffung der Todesstrafe geführt.
1965 wurde das Gesetz Murder (Abolition of Death Penalty) Act verabschiedet, das die Todesstrafe für Mord für die nächsten fünf Jahre aussetzte. 1969, also schon ein Jahr vor Fristablauf, wurde beschlossen, das Gesetz unbefristet zu verlängern. Danach war ein Todesurteil nur noch für Hochverrat oder Piraterie möglich, wurde aber dafür nie vollstreckt.
In Nordirland war die Todesstrafe formell noch bis 1973 erlaubt. Seit 1962 fanden aber keine Hinrichtungen mehr statt. Im Oktober 1998 wurde die Todesstrafe in Großbritannien und Nordirland auch im Militärbereich abgeschafft (siehe auch: Human Rights Act 1998). Dort war bereits seit 1964 niemand mehr hingerichtet worden. Zwei parlamentarische Initiativen zur Wiedereinführung scheiterten. Im Dezember 1999 ratifizierte das Vereinigte Königreich das Zweite Fakultativprotokoll des Internationalen Paktes über Bürgerliche und Politische Rechte, das die Abschaffung völkerrechtlich verbindlich festschreibt.

## Todesstrafenpraxis in Einzelstaaten

Länder, in denen 2007 die Todesstrafe bei Apostasie galt

Die Todesstrafe der Einzelstaaten. Nicht aufgelistet ist die Todesstrafe in den zwei international nicht anerkannten Separatistengebieten in der Ukraine, wo die Todesstrafe 2014 eingeführt wurde.

### Botswana
Botswana ist das einzige Land im südlichen Afrika, welches regelmäßig Hinrichtungen durchführt. Am 31. März 2001 wurde die Südafrikanerin Marietta Bosch als erste weiße Frau in Botswana gehenkt, was ein größeres Medieninteresse erzeugte. Zuletzt wurde die Todesstrafe am 8. Februar 2021 vollstreckt.

### China
Die Volksrepublik China sieht die Todesstrafe für mindestens 68 verschiedene Delikte vor, darunter Mord, schwerer Raubüberfall, Vergewaltigung, Bestechung, Geld- und Scheckfälschung, Steuerhinterziehung, verschiedene Diebstahlsdelikte, Zuhälterei, absichtliches Verbreiten von Krankheitskeimen, Plünderung archäologischer Ruinen und Gräber, Töten von Tieren besonders geschützter Arten.
Seit 2006 dürfen Todesstrafen nur nach Zustimmung des höchsten chinesischen Gerichts vollstreckt werden, seit 2008 nur noch mit einer Giftspritze. Chinas Strafrecht kennt auch eine „bedingte“ Todesstrafe auf Bewährung: Dabei wird die Hinrichtung zwei Jahre lang aufgeschoben. Begeht der Verurteilte in dieser Frist keine weiteren Straftaten, dann wird sein Todesurteil automatisch auf eine lebenslange oder 25-jährige Freiheitsstrafe reduziert. Diese kann bei guter Führung weiter begrenzt werden. Laut einem chinesischen Bericht sollen die zu dieser Strafe Verurteilten nach durchschnittlich 18 Jahren Haft freigekommen sein.
China lässt unter allen Staaten der Welt jährlich (in absoluten Zahlen) die meisten Menschen hinrichten. Die Regierung gibt dazu keine Zahlen bekannt und hält die meisten Exekutionen geheim. 2004 registrierte Amnesty International über 3.400 in China hingerichtete Personen, nach inoffiziellen Angaben von Volkskongressabgeordneten waren es knapp 10.000. Darunter war laut Amnesty International wie 2003 auch ein Minderjähriger, obwohl die Todesstrafe für zur Tatzeit Minderjährige seit 1997 verboten ist. Auf die vielfache Kritik wegen der Intransparenz der Justiz richtete die chinesische Regierung eine öffentliche nationale Datenbank zu Gerichtsurteilen ein, in der auch Todesurteile gefunden werden können. Nach Angaben von Amnesty International war diese jedoch äußerst unvollständig. Zwischen 2014 und 2016 seien nach Medienberichten mindestens 931 Personen hingerichtet worden (nur ein Bruchteil der insgesamt in China Hingerichteten), aber in der Datenbank fanden sich nur 85 dieser Fälle.
Endgültige Todesurteile werden in der Regel in einer Woche vollstreckt, etwa mit Giftspritzen in „Gerichtsbussen“, bis 2006 auch durch den Schuss eines Polizisten in das Genick des knienden Verurteilten oder bei öffentlichen, im Lokalfernsehen übertragenen Massenhinrichtungen. Mit Teilen Hingerichteter soll vielfach Organhandel betrieben werden, obwohl dieser in China verboten ist.
In den Sonderverwaltungszonen Hongkong und Macau wurde die Todesstrafe bereits von den Kolonialmächten abgeschafft und wird auch weiterhin nicht angewandt. Jedoch können in Festlandchina Verurteilte ausgeliefert werden.

### Indien
In Indien werden nur selten Todesurteile vollstreckt; zwischen 2004 und 2012 gab es keine Hinrichtungen. Im Sommer 2012 wandelte Präsidentin Pratibha Patil 35 Todesurteile in Haftstrafen um. Im November 2012 wurde der Attentäter von Mumbai Ajmal Kasab, im Februar 2013 wurde Afzal Guru wegen eines Terrorangriffs auf das Parlament in Neu-Delhi im Dezember 2001 hingerichtet.
Infolge der Gruppenvergewaltigung in Delhi 2012 verschärfte Indien im Februar 2013 sein Sexualstrafrecht: Für Vergewaltigungen, deren Opfer dauerhaft ins Koma fällt oder stirbt, kann seither die Todesstrafe verhängt werden. Im September 2013 wurden die vier volljährigen Angeklagten zum Tod verurteilt. Ihre Gnadengesuche lehnte der Präsident ab. Im März 2020 wurden sie gehängt.
Im Juli 2015 wurde Yakub Memon hingerichtet, der im Zusammenhang mit einer Serie von Anschlägen im März 1993 in Bombay zum Tode verurteilt worden war.

### Indonesien
Im Januar 2015 richtete Indonesien trotz internationaler Proteste sechs wegen Drogendelikten verurteilte Häftlinge hin, darunter fünf Ausländer (Niederlande, Brasilien, Vietnam, Malawi und Nigeria). Für 2015 sind 20 Hinrichtungen angekündigt (Stand Januar 2015); 2014 gab es keine Hinrichtungen. Im April 2015 folgte die Hinrichtung acht weiterer wegen Drogendelikten verurteilter Häftlinge, darunter vier Nigerianer, zwei Australier und je ein Brasilianer und Indonesier. Ende Juli 2016 wurden vier Männer wegen Drogendelikten hingerichtet; zugleich saßen mindestens 121 Menschen in Todeszellen, fast alle wegen Drogendelikten.

### Irak
Im Irak wurde die Todesstrafe nach dem Sturz Saddam Husseins zunächst abgeschafft, jedoch im August 2004 wieder eingeführt. Bis April 2007 wurden dann mindestens 270 Menschen zum Tod verurteilt und 100 hingerichtet. 2009 lag der Irak mit 77, 2012 mit 129 Hinrichtungen an dritter Stelle weltweit.
Viele Todesurteile kommen im Irak laut Amnesty International nach unfairen Prozessen zustande. Dem Verdacht, dass Geständnisse durch Folter erzwungen wurden, werde kaum nachgegangen.
Im Irak wird die Todesstrafe durch Hängen vollstreckt.

### Iran
Iran gehört, vor allem seit der sogenannten Islamischen Revolution im Jahr 1979, zu den Ländern mit den meisten Hinrichtungen pro Jahr; in absoluten Zahlen rangiert es an zweiter Stelle nach China. Sie werden oft öffentlich vollstreckt, zumeist durch Hängen. Besonders bei sexuellen Verbrechen (vorehelicher Geschlechtsverkehr, Ehebruch, Homosexualität, Prostitution, siehe auch Zinā) ist auch die Steinigung möglich. Mord, Ehebruch und Drogenhandel zählen zu den todeswürdigen Verbrechen; auch ein Todesurteil für wiederholten Alkoholkonsum ist bekannt. Häufig wurden zur Tatzeit Minderjährige zum Tode verurteilt und hingerichtet. Selbst Vergewaltigungsopfer, die ihren Vergewaltiger in Notwehr getötet hatten, wurden bereits zum Tode verurteilt.
Während der Amtszeit (2005–2013) von Mahmud Ahmadinedschad als iranischer Präsident nahm die Zahl der Hinrichtungen zu, insbesondere in Folge der Proteste nach der iranischen Präsidentschaftswahl 2009. Nach dem Amtsantritt Hassan Rohanis am 14. Juni 2013 stiegen die Exekutionszahlen nochmals deutlich an. So wurden zwischen Juli 2013 und Juni 2014 nachweislich insgesamt 852 Personen hingerichtet und im Kalenderjahr 2015 mit 966 Menschen so viele wie seit 1989 nicht mehr.
Am 8. Dezember 2022, zweieinhalb Monate nach dem Beginn von Protesten gegen die islamische Sittenpolizei, den Schleierzwang und das theokratische Regime, wurde der erste Demonstrant hingerichtet und am 7. Januar 2023 zwei weitere. Dutzende weitere wurden zum Tode verurteilt.
Am 14. Januar 2023 wurde der Ex-Politiker Alireza Akbari hingerichtet.
Die Hinrichtung des Deutsch-Iraners Jamshid Sharmahd am 28. Oktober 2024 führte in Deutschland zu erheblicher Empörung.

### Israel
Am 16. Februar 1954 schaffte Israel die Todesstrafe im Zivilstrafrecht für gewöhnliche Straftaten und in Friedenszeiten ab. Es gibt seit 1950 jedoch Ausnahmegesetze, die die Todesstrafe in Kriegszeiten, bei Genozid, Verbrechen gegen die Menschlichkeit sowie Verbrechen gegen das jüdische Volk vorsehen. So wurde der NS-Täter Adolf Eichmann am 31. Mai 1962 wegen „Verbrechen gegen das jüdische Volk“ hingerichtet.
Am 29. April 1979 führte Israel die Todesstrafe für Terroristen ein, die besonders grausame Anschläge verübt haben. Die Entscheidung in solchen Fällen wird den Staatsanwälten überlassen. Bisher wurde noch niemand als Terrorist zum Tode verurteilt. Israel gehört damit zu den Staaten, die die Todesstrafe nicht anwenden.
Im Militärstrafrecht Israels gibt es die Todesstrafe, auch im besetzten Westjordanland. Sie konnte bis Ende 2017 jedoch nur verhängt werden, wenn eine aus drei Militärrichtern bestehende Gruppe das Urteil einstimmig aussprach. Verteidigungsminister Avigdor Lieberman beantragte 2017 eine Gesetzesänderung, wonach eine einfache Mehrheit der Militärrichter ein Todesurteil verhängen darf. Laut diesem Änderungsantrag sollte dies auch für Todesurteile von Strafgerichten gelten. Im Dezember 2017 einigten sich die Chefs der sechs Regierungsparteien auf diesen Gesetzesentwurf. In der Vorablesung im Januar 2018 stimmte eine Mehrheit der Knesset-Abgeordneten dafür.
Ende Februar 2023 beschloss die Regierung unter Premierminister Netanjahu einen Gesetzesentwurf, um Terroristen mit dem Tod zu bestrafen, welche „absichtlich oder aus Gleichgültigkeit den Tod eines israelischen Bürgers herbeiführen, wenn die Tat durch ein rassistisches Motiv oder aus Hass gegen eine bestimmte Bevölkerungsgruppe erfolgt“ sofern dies mit dem Zweck „den Staat Israel und die Wiedergeburt des jüdischen Volkes in seinem Heimatland zu verletzen“ geschieht. Dem Beschluss des Entwurfs ging ein Terroranschlag am selben Tag voraus, bei dem zwei israelische Bürger getötet wurden.

### Japan
Die Todesstrafe kann in Japan für 18 Delikte verhängt werden. Meist handelt es sich um Verurteilungen wegen Mordes oder Verbrechen mit Todesfolge. Seit 1945 fanden über 600 Hinrichtungen statt, davon 98 im Zeitraum 1979 bis 2009. Im gleichen Zeitraum wurden vier Verurteilte freigelassen, nachdem in Wiederaufnahmeverfahren ihre Unschuld festgestellt worden war. Die Zahl der Verurteilungen ist (Stand 2010) seit Jahren rückläufig. Die Zustimmungsrate zur Todesstrafe lag 2009 bei 85,6 % und die Ablehnungsrate bei 5,7 %.
Todesstrafen werden in Japan durch Hängen vollstreckt. In den 1870er-Jahren kam auch die Enthauptung durch das Schwert zum Einsatz, wurde aber später wegen „Grausamkeit“ abgeschafft. Eine Hinrichtung kann erfolgen, sobald der Rechtsweg ausgeschöpft ist und der Justizminister diese schriftlich angeordnet hat. Für das weitere Verfahren gibt es keine gesetzlichen Richtlinien. Oft müssen zum Tode Verurteilte mehrere Jahrzehnte auf die Hinrichtung warten. So starb Tomiyama Tsuneki am 9. September 2003 im Alter von 86 Jahren nach 36 Jahren in der Todeszelle eines natürlichen Todes. Der Kontakt der Verurteilten zur Außenwelt ist weitgehend eingeschränkt. Sie werden in einer wenige Quadratmeter großen Zelle rund um die Uhr überwacht. Todestraktinsassen dürfen keinen Fernseher nutzen und nur drei vorher genehmigte Bücher besitzen. Körperliche Aktivität außerhalb der Zelle ist ihnen für 30 Minuten pro Tag gestattet.
Weder ihre Angehörigen noch ihre Rechtsbeistände werden vorher vom Zeitpunkt der Hinrichtung informiert; auch die Verurteilten selbst erfahren erst wenige Minuten vorher davon. Dies wird von Menschenrechtsorganisationen sowie ausländischen Regierungen als besonders grausam kritisiert. Die dadurch ausgelöste permanente Todesangst treibt nach Angaben von Menschenrechtsorganisationen viele zum Tode Verurteilte in den Wahnsinn.
Weder ein Gnadengesuch noch ein Antrag auf ein Wiederaufnahmeverfahren garantieren den Aufschub der Vollstreckung. Es ist (Stand 1997) kein System erkennbar, wonach entschieden wird, ob ein Verurteilter hingerichtet oder ihm Aufschub gewährt wird. Gesetzlich vorgesehen ist eine Vollstreckung der Todesstrafe innerhalb von sechs Monaten nach Rechtskraft des Urteils; die Anordnung der Vollstreckung liegt aber im Einzelfall im Ermessen des Justizministers, der sich nicht immer an die Sechsmonatsfrist hält.
Die Angehörigen werden auch selten informiert, ob der Verurteilte noch lebt oder bereits exekutiert wurde. Auch die Leichen der Hingerichteten werden ihnen nicht immer übergeben. 1997 verweigerte die Gefängnisverwaltung die Herausgabe des hingerichteten Nagayama Norio und ließ ihn eigenmächtig einäschern. Sein Anwalt vermutete, dass damit Spuren des Todeskampfes vor den Angehörigen verheimlicht werden sollten. Todesurteile können in Japan auch über Personen verhängt werden, die zur Tatzeit noch nicht volljährig (nach japanischem Recht 20 Jahre alt) waren.
2014 kam die Diskussion um die Todesstrafe in Japan erneut in Gang, nachdem das Todesurteil gegen Iwao Hakamada, der wegen vierfachen Mordes verurteilt worden war, nach 48 Jahren Haft in der Todeszelle revidiert werden musste. Die Wiederaufnahme des Prozesses, eine von nur sechs Wiederaufnahmen in der Nachkriegsgeschichte, führte zur Freilassung des damals 78-Jährigen. Im Jahr 2024 entschied dann das Bezirksgericht in Shizuoka, nachdem vorher das Obergericht in Tokio das Urteil des Bezirksgerichtes aus dem Berufungsverfahren aufgehoben hatte und dann der Oberste Gerichtshof in einem Revisionsverfahren den Prozess zurück an das Bezirksgericht verwiesen hatte, dass es in dem Verfahren mehrere Beweismittelfälschungen gegeben habe und Hakamada unschuldig sei.
Am 25. Juni 2015 wurde ein Raubmörder, im Dezember 2015 zwei mehrfache Mörder hingerichtet. Zwei weitere wegen Mordes verurteilte Männer wurden im März 2016 exekutiert. Die Juristenvereinigung Japans sprach sich 2016 erstmals für die Abschaffung der Todesstrafe aus. Im Juli 2017 wurden zwei des Mordes verurteilte Männer hingerichtet. Einer von ihnen war am 12. September 1995 zum Tode verurteilt worden.
Zum Welttag gegen die Todesstrafe am 10. Oktober 2017 mussten in Japan ca. 130 zum Tode Verurteilte auf ihre Hinrichtung warten.
Anfang Juli 2018 wurden Shōkō Asahara und sechs Mitglieder seiner Sekte aufgrund der 1995 begangenen Giftgasanschläge auf die Tokioter U-Bahn sowie wegen weiterer Morde gehängt. Am 26. Juli 2018 wurden sechs weitere Mitglieder seiner Sekte auf gleiche Weise hingerichtet. Der japanische Justizminister Takashi Yamashita gab am 27. Dezember 2018 die Vollstreckung von zwei zum Tode verurteilten Raubmördern im Internierungslager von Osaka bekannt. Die beiden hingerichteten Männer, der 60-jährige Keizo Okamoto (ein ehemaliges Yakuza-Mitglied) und der 67-jährige Hiroya Suemori (ein ehemaliger Investmentberater) waren verurteilt worden, da sie im Januar 1988 zwei Geschäftsleute entführt hatten, um Lösegeld in Höhe von 100 Millionen Yen zu erpressen. Sie erwürgten beide, gossen die Leichen in Beton und begruben sie in den Bergen. Das Oberste Gericht wies alle Berufungen im September 2004 ab und bestätigte die Todesurteile. Damit wurden im Jahr 2018 insgesamt 15 Todesurteile vollstreckt; seit dem Amtsantritt von Shinzō Abe im Dezember 2012 sind einschließlich der Hinrichtungen im Jahr 2018 insgesamt 36 Menschen hingerichtet worden.
Im Jahr 2019 gab es drei Hinrichtungen, 2020 keine und Ende 2021 drei. Stand 21. Dezember 2021 warteten 107 Personen in Japan auf die Vollstreckung ihrer Todesurteile.

### Libyen
In Libyen unter Diktator Muammar al-Gaddafi war die Todesstrafe für viele Delikte vorgesehen; sie wurde hauptsächlich für Mord, Drogenhandel und Alkoholhandel verhängt. Genaue Zahlen gab die Regierung nicht bekannt. Zum Tod verurteilte Zivilisten wurden durch Hängen hingerichtet, Militärangehörige durch Erschießen. Einige Exekutionen wurden im Fernsehen übertragen, die meisten geheim vollstreckt.
Im sogenannten HIV-Prozess in Libyen gefällte Todesurteile vom Mai 2004 gegen fünf bulgarische Krankenschwestern und einen palästinensischen Arzt wurden nach starken internationalen Protesten im Juli 2007 endgültig aufgehoben und in lebenslange Freiheitsstrafen umgewandelt. Der neue französische Staatspräsident Nicolas Sarkozy erreichte, dass die sechs Bulgarinnen eine Woche später freigelassen und nach Bulgarien ausgeflogen wurden.
Libyen lehnte das UN-Moratorium für Hinrichtungen von 2008 ab und verweigerte zum Tod Verurteilten vielfach rechtsstaatlichen Beistand. So wurden 2010 18 gefangene Ausländer in Libyen willkürlich exekutiert. Gaddafi hatte mehrfach angekündigt, dass Libyen die Todesstrafe abschaffen wolle. Dies geschah während seiner Regentschaft jedoch nicht. Im Bürgerkrieg in Libyen 2011 dehnte Gaddafi die Todesstrafe auf Tatbestände wie Besitz von Satellitentelefonen aus.
Nach Gaddafis Sturz (August 2011) behielten die neuen Machthaber die Todesstrafe im Strafrecht bei und drohten, sie gegen Angehörige der gestürzten Regierung und Verwandte Gaddafis zu verhängen.

### Nordkorea
Im Dezember 2020 verabschiedete die nordkoreanische Regierung ein Gesetz gegen „reaktionäre Ideologie und Kultur“. Die Verbreitung von Filmen oder Serien aus Südkorea, den USA oder Japan kann seitdem mit der Todesstrafe geahndet werden. So wurde bspw. im Jahr 2022 ein Nordkoreaner hingerichtet, weil dieser 70 südkoreanische Lieder gehört, drei Filme gesehen und diese verbreitet hätte. Auch Verstöße gegen die Pornografiegesetze Nordkoreas wurden angeblich mit der Todesstrafe bezahlt.
Laut Open Doors bzw. dessen Weltverfolgungsindex können Christen in Nordkorea mit der Todesstrafe, Arbeitslager mit Sippenhaftung bestraft werden, wenn sie im Besitz einer Bibel sind.

### Pakistan
Pakistan vollstreckt Todesurteile wieder seit dem Massaker von Peschawar 2014. Ursprünglich sollte die Todesstrafe nur bei aufgrund von Terrordelikten Verurteilten wieder vollstreckt werden. Ohne weitere Begründung wurde sie kurz darauf auch für andere Delikte wieder eingeführt. Pakistan hat seither bis zum Jahresanfang 2016 insgesamt 329 Personen hingerichtet. Pakistan hat auch die weltweit höchste Zahl an zum Tode verurteilten Gefängnisinsassen, die auf ihre Hinrichtung warten. Ende 2015 waren es 6016 Personen. Berichte von pakistanischen Menschenrechtsorganisationen zeigten, dass auch zahlreiche Personen in den Todeszellen warten, die wegen Vergehen verurteilt wurden, die nach dem Strafgesetzbuch nicht notwendig die Todesstrafe nach sich ziehen. Meist handelt es sich um Arme und Ungebildete, die keinen Zugang zu einem fähigen Strafverteidiger haben.
Das pakistanische Strafgesetzbuch sieht für insgesamt 27 Delikte die Todesstrafe vor. Dazu gehören neben Mord, Raub mit Todesfolge auch Vergewaltigung, Entführung, Ehebruch, Blasphemie, Drogenhandel, Sabotage des Eisenbahnsystems, Meuterei, Anstachelung zum Aufruhr etc. Die Todesstrafe wird durch Erhängen praktiziert. Von Kritikern im In- und Ausland wird auf zum Teil schockierende Umstände bei der Beweisermittlung hingewiesen, bei der Geständnisse unter Einsatz von Folter erpresst worden seien. Dies habe vermutlich auch schon etliche Unschuldige an den Galgen gebracht. Hingerichtet würden auch Minderjährige oder Personen, die auf den Rollstuhl angewiesen seien.

### Saudi-Arabien
| Jahr | Anzahl |
| ---- | ------ |
| 2007 | 143    |
| 2008 | 102    |
| 2009 | 69     |
| 2010 | 27     |
| 2011 | 82     |
| 2012 | 79     |
| 2013 | 79     |
| 2014 | 90     |
| 2015 | 161    |
| 2016 | 154    |
| 2017 | 146    |
| 2018 | 147    |
| 2019 | 187    |
| 2020 | 27     |
| 2021 | 67     |

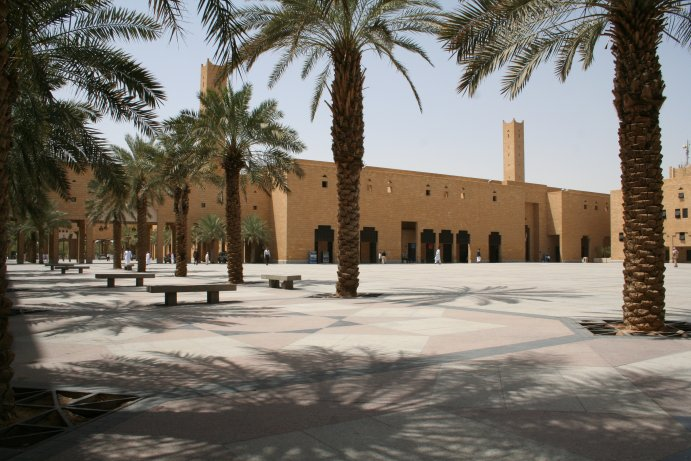
Der Safat-Platz (ساحة الصفاة‎) in Riad, eine Stätte öffentlicher Hinrichtungen

Saudi-Arabien ist eine absolute Monarchie; das islamische Recht (Scharia) prägt sein Rechtssystem. In Saudi-Arabien folgen die Richter der konservativen und dogmatischen Richtung der Wahhabiten bzw. Salafisten.
Unklar definierte Straftatbestände lassen Richtern großen Ermessensspielraum; es gibt wenig Rechtssicherheit. Todesurteile werden für eine Reihe religiöser Vergehen (hudud) ausgesprochen, die zugleich als Angriff auf die staatliche Ordnung gelten: Koranschändung, Gotteslästerung und Abfall vom Islam. Letzterer wird bei Männern mit dem Tod, bei Frauen mit einer lebenslangen Freiheitsstrafe bestraft. Hinzu kommen eine Reihe sozialer und sexueller Vergehen (qisas): Mord, Ehebruch, Homosexualität, Vergewaltigung fremder Frauen oder der eigenen Ehefrau, sexueller Missbrauch von Frauen oder Kindern und Prostitution. Die Todesstrafe kann auch für Drogenhandel, Raubüberfall in Verbindung mit Schwerverletzten oder Toten sowie Alkoholkonsum, -handel oder -schmuggel verhängt werden.
Ein Richterspruch (Fatwa) von 1988 sieht die Todesstrafe für „Sabotage“ und „Verderbtheit (Korruption) auf Erden“ vor. Weil sie „die Korruption im Land gefördert und die Sicherheit gefährdet“ hätten, wurden z. B. am 4. April 2005 sechs Somalier enthauptet, die Autodiebstahl und Bedrohung von Taxifahrern begangen haben sollen.
Todesstrafen werden durch Enthauptung mit dem Schwert vollstreckt, üblicherweise vormittags auf einem öffentlichen Platz. Da zum Tode Verurteilte begnadigt werden können, wenn alle Mitglieder einer Opferfamilie ihnen verziehen haben, warten sie oft jahrzehntelang im Gefängnis, bis zur Tatzeit minderjährige Opferangehörige volljährig sind und entscheiden können. Die Verurteilten, ihre Anwälte und Angehörigen erfahren oft den Hinrichtungstermin nicht. Letzte Gnadeninstanz ist der amtierende König der Dynastie der Saud. Laut Amnesty werden unter anderem zur Tatzeit Minderjährige zum Tode verurteilt, Foltergeständnisse in Prozessen verwendet, Prozesse ohne Rechtsbeistand durchgeführt und Gerichtsverfahren gegen Ausländer haben keinen Dolmetscher.
Von 1993 bis 2009 wurden folgende Delikte am häufigsten mit dem Tod bestraft:
- Mord: 1035 Personen
- Drogenschmuggel, Handel: 540
- Vergewaltigung von Frauen: 175 Männer
- Schwerer Raub: 83 Männer
- Rebellion: 63 Männer
- Bombenattentate: 16 Männer

2012 und 2013 wurden je 79 Menschen enthauptet. Laut Amnesty International wurden 2014 90 Menschen hingerichtet und 2015 mindestens 157, so viele wie seit 20 Jahren nicht.
Am 2. Januar 2016 wurden 47 Menschen hingerichtet, darunter der prominente schiitische Kleriker Nimr al-Nimr. Bei den Hingerichteten, die der saudi-arabische Innenminister kollektiv als „Terroristen“ bezeichnete, handelte es sich neben al-Nimr um Personen, die nach saudi-arabischen Angaben Verbindungen zu al-Qaida hatten oder in Anschläge oder Unruhen in den Jahren 2003 bis 2006 verwickelt waren. Nach den Hinrichtungen kam es zu Protesten der Schiiten in der saudi-arabischen „Ostregion“ asch-Scharqiyya am Persischen Golf. In den folgenden Tagen entwickelte sich eine ernsthafte diplomatische Krise zwischen Saudi-Arabien und Iran, der ebenfalls scharf gegen die Hinrichtungen protestierte.
Im April 2025 berichtete Amnesty International (AI), dass 2024 in Saudi-Arabien 345 Menschen hingerichtet wurden, doppelt so viele wie 2023. Nach Angaben von AI seien rund 40 % der Hingerichteten wegen Drogendelikten zum Tode verurteilt worden, weitere Todesurteile seien gegen „Terroristen“ verhängt worden, worunter man zum Teil politische Anklagen zu verstehen habe – wegen der Teilnahme an Demonstrationen, Hochverrats und der Aufwiegelung der öffentlichen Meinung. Darüber hinaus wurden Todesurteile gegen Personen aufgrund ihrer politischen Ansichten oder Kommentare in sozialen Medien verhängt.
Im Zuge von Reformen unter Führung von Kronprinz Mohammed bin Salman schaffte Saudi-Arabien im April 2020 per Dekret das Auspeitschen ab und schränkte die Todesstrafe für Minderjährige ein. Höchststrafe für Verbrechen von Minderjährigen soll in den Fällen, in denen die Todesstrafe abgeschafft wurde, nunmehr eine zehnjährige Haft in einem Jugendgefängnis sein.

### Singapur
Das Strafrecht Singapurs unterscheidet die zwingende (mandatory) Todesstrafe, bei der der Richter nach Feststellung der Schuld keinen Ermessensspielraum über das Strafmaß hat, von nichtzwingenden Todesstrafen, wo er Strafminderungsgründe wie Tatumstände und Hintergründe des Täters berücksichtigen kann.
Zwingend vorgeschrieben ist das Todesurteil bei Mord, Mordauftrag, illegalem Schusswaffengebrauch, Landesverrat. Bis 2012 war sie auch für Drogenhandel zwingend vorgeschrieben, seither kann alternativ auf eine lebenslange Freiheitsstrafe erkannt werden. Als Mörder gilt, wer einen oder mehrere Menschen mit der Absicht tötet, aus dessen oder deren Tod einen Vorteil (z. B. Erbschaft, Raub, Schweigen oder Befriedigung eines Triebes) zu ziehen. Wer ohne Erlaubnis eine Schusswaffe wissentlich so abfeuert, dass ein Projektil aus deren Mündung austritt, ist des illegalen Schusswaffengebrauchs schuldig. Ein Opfer muss es dabei nicht geben. Wer die innere und/oder äußere Sicherheit Singapurs wissentlich gefährdet, ist des Landesverrats schuldig. Als Drogenhändler gelten Personen, die bei ihrer Festnahme mehr als 15 Gramm (g) Heroin oder 30 g Kokain, 30 g Morphin, 200 g Cannabis-Harz (Haschisch), 250 g Methamphetamin, 500 g Cannabiskraut (Marihuana) oder 1200 g Opium besitzen bzw. bei sich tragen. Der Besitzer muss nicht der Eigentümer sein.
Singapurs Justiz bedient sich bei Drogenbesitzdelikten oberhalb dieser Grenzen generell der Prima-facie-Regel, des sog. Anscheinsbeweises, der eine Beweislastumkehr zur Folge hat. Wegen Drogenhandels wurden 1994 der Niederländer Johannes van Damme, 2005 der Australier Van Tuong Nguyen und 2007 der Nigerianer Iwuchukwu Amara Tochi hingerichtet. Eine damals 23-jährige Deutsche entging 2002 einer Anklage mit zwingendem Todesurteil, weil die bei ihr gefundene Menge von 687 g Cannabis nach einer Laboranalyse tatsächlich nur 280 g reines Cannabis enthielt. 2022 wurde trotz internationaler Appelle Nagaenthran K. Dharmalingam hingerichtet, ein geistig behinderter Malaysier, von dem seine Unterstützer sagten, er sei zum Schmuggel der bei ihm gefundenen 43 Gramm Heroin gezwungen worden.
Wegen Doppelmordes wurde 1995 die Philippinerin Flor Contemplacion exekutiert, was zu einer langjährigen diplomatischen Krise zwischen beiden Ländern führte. 1996 ließ die Justiz in Singapur den als Mörder verurteilten Briten John Martin Scripps hinrichten.
Delikte ohne zwingende Todesstrafe sind Meuterei, Piraterie, Entführung, Falschaussage, die zur Hinrichtung eines Unschuldigen führte, Raub, bei dem mindestens ein Opfer verletzt wurde, und Initiative und Verabredung zur Ermordung des Präsidenten.
Singapur ist, gemessen an der Bevölkerungszahl, das Land mit der höchsten Hinrichtungsrate der Welt. Seit 1991 wurden mindestens 420 Menschen hingerichtet, im Durchschnitt alle 14 Tage eine Person, 85 bis 90 % davon wegen Drogenhandels. Die Hinrichtungen werden durch Hängen mit dem Strang vollzogen. Dabei wird der „lange Fall“ angewendet, der sicherstellt, dass dem Verurteilten das Genick gebrochen wird und ihm somit ein langer Todeskampf erspart bleibt. Hinrichtungen finden jeweils im Changi Prison am Freitagmorgen zum Sonnenaufgang statt. Nur sehr selten wird ein zum Tod Verurteilter begnadigt. Chefhenker in Singapur war bis 2006 Darshan Singh, der rund 1000 Exekutionen durchführte.
Obwohl die Todesstrafe in Singapur kaum öffentlich diskutiert wird, entstanden in den letzten Jahren einige von der Regierung tolerierte Menschenrechtsverbände dagegen. Sie kritisieren besonders die zwingende Todesstrafe und argumentieren, dass sie die Autorität der Richterschaft unterminiere. Auch einige ehemalige Richter haben diese Rechtslage kritisiert.
Der britische Autor Alan Shadrake warf Singapurs Justiz in seinem Buch Once a Jolly Hangman: Singapore Justice in the Dock unter anderem vor, Todesurteile oder mildere Strafen auch nach der Herkunft und/oder Nationalität der Angeklagten zu verhängen. Am 16. November 2010 verurteilte der Singapore High Court ihn dafür zu sechs Wochen Haft und umgerechnet ca. 11.000 Euro Geldstrafe.
Seit November 2012 schreibt das Gesetz Singapurs die Todesstrafe bei Drogenhandel und Tötungsdelikten nicht mehr zwingend vor, sondern gibt den Richtern Ermessensspielraum, für bloße Drogenkuriere und Täter, die mit den Ermittlungsbehörden kooperieren, eine lebenslange Freiheitsstrafe zu verhängen.

### Sri Lanka
In Sri Lanka werden die Straftatbestände Vergewaltigung, Drogenhandel und Mord strafrechtlich mit der Todesstrafe bedroht. Die Todesstrafe wurde in der Vergangenheit durch Erhängen praktiziert. Seit 1976 bestand allerdings ein Moratorium und seitdem wurden keine Verurteilten mehr hingerichtet. Am 26. Juni 2019 unterzeichnete Präsident Maithripala Sirisena ein Dekret, mit dem das Moratorium für die Todesstrafe aufgehoben wurde. Er begründete dies mit dem zunehmenden Problem des Drogenhandels. Konkret betraf das Dekret vier inhaftierte verurteilte Drogenhändler. In einer Stellungnahme am 27. Juni 2019 verurteilte die Europäische Union die geplante Wiederaufnahme der Hinrichtungen. Die Todesstrafe sei „grausam, unmenschlich und erniedrigend“ und Studien hätten gezeigt, dass sie keine abschreckende Wirkung habe.

### Südkorea
Die letzten Hinrichtungen in Südkorea – 23 an der Zahl – fanden im Dezember 1997 statt (Stand 2017).
Seit 1948 wurden 902 Menschen hingerichtet. Im Februar 1998 setzte der damalige Präsident Kim Dae-jung einen Hinrichtungsstopp in Kraft. Kim selbst war 1980 in Südkorea zum Tode verurteilt worden. Auf internationalen Druck hin wurde dieses Urteil nicht vollstreckt. Stand August 2017 waren 61 Menschen zum Tode verurteilt.

### Vereinigte Staaten

Seit Gründung der Vereinigten Staaten 1789 stellt die Todesstrafe ein die Bevölkerung polarisierendes Thema dar. Beccarias Schrift beeinflusste deren Gründerväter Thomas Jefferson, Benjamin Franklin und Benjamin Rush, später auch Strafrechtler wie Edward Livingston und Robert Rantoul sowie Publizisten wie John L. O’Sullivan. Einige Bundesstaaten wie Wisconsin, Michigan und Minnesota schafften die Todesstrafe bereits im 19. Jahrhundert ab. In anderen wie Oklahoma, South Carolina, Texas und Virginia hatten Vorstöße zur Abschaffung oder Aussetzung hingegen bisher nie eine Chance.
Im Jahr 1972 erklärte der Oberste Gerichtshof der USA die Verhängung der Todesstrafe in der bisherigen Form mit fünf zu vier Stimmen für verfassungswidrig, da diese gegen den 8. Verfassungszusatz, der „grausame und ungewöhnliche Strafen“ untersagt, verstoße. Das Gericht begründete seine als Furman v. Georgia bekannte Entscheidung damit, dass es keine allgemeingültigen Richtlinien für die Verhängung des Todesstrafe gebe und damit die Gefahr von Willkür bestehe. Allerdings sahen nur zwei der neun Richter die Todesstrafe an sich als verfassungswidrig an.
Nach Verkündung des Urteils wurde der Vollzug der Todesstrafe in allen 40 Bundesstaaten, die diese damals praktizierten, ausgesetzt. Im Übrigen wurden mehr als 600 Todesurteile in lebenslange Haft umgewandelt. Die Bundesstaaten überarbeiteten im Anschluss zudem ihre entsprechenden Gesetze. So wurden etwa in Georgia Gerichtsprozesse in Schuldfindung und Strafmaßfestlegung aufgeteilt sowie Geschworene angewiesen mildernde und belastende Umstände gegeneinander abzuwägen. 1976 billigte der Oberste Gerichtshof im Fall Gregg v. Georgia die überarbeiteten Gesetze in Georgia und weiteren Bundesstaaten. Die Durchführung von Exekutionen wurde daraufhin bundesweit wieder aufgenommen.
Im Jahr 2005 erklärte der Gerichtshof durch seine Entscheidung in Fall Roper v. Simmons die Verhängung der Todesstrafe für Täter, die zum Tatzeitpunkt unter 18 Jahre alt gewesen waren, für verfassungswidrig, da sie ebenfalls den 8. Verfassungszusatz verletze. Hierdurch wurden 72 bereits gesprochene Todesurteile aufgehoben. Aus dem gleichen Grund erklärte das Gericht 2008 anlässlich des Falles Kennedy v. Louisiana die Todesstrafe für Kindesmissbrauch für unzulässig.
Seit Wiedereinführung der Todesstrafe wurden fast ausschließlich Männer hingerichtet. Afroamerikaner werden laut dem Death Penalty Information Center im Verhältnis zu ihrem Bevölkerungsanteil relativ öfter hingerichtet. Sie gehören aber auch anteilsmäßig häufiger zur ärmeren Bevölkerungsschicht. Daher ist umstritten, ob fortwirkender Rassismus oder das Armutsgefälle diese Statistiken erklären. Manche Beobachter sprechen zudem von „Diskriminierung aufgrund der Geografie“: Wer in einem Bundesstaat oder Kreis mit hoher Exekutionsquote verurteilt werde, erhalte für das gleiche Verbrechen doppelt so oft die Todesstrafe wie in liberaleren Gegenden.
In den USA sind sowohl Befürworter wie Gegner der Todesstrafe stark organisiert. Manche Freikirchen der USA, besonders im „Bible Belt“, bejahen die Todesstrafe als göttliche Anordnung und unaufgebbares Staatsrecht. Die „Religiöse Rechte“ tritt mit Kampagnen für die Beibehaltung der Todesstrafe ein und beeinflusst damit auch die dortige Politik und Rechtsprechung.
Seit 1976 wurden in den USA 1.622 Menschen hingerichtet (Stand: April 2025). Aktuell sind 2.095 Menschen zur Todesstrafe verurteilt (Stand: 1. Januar 2025). Nach Angaben des Death Penalty Information Center wurden seit 1973 insgesamt 200 Verurteilte wegen Verfahrensfehlern oder erwiesener Unschuld aus der Haft entlassen.
Die Zustimmungsrate zur Todesstrafe unterliegt in den USA teilweise starken Schwankungen. Während 1994 auf dem bisherigen Höchststand noch 80 Prozent der Amerikaner der Verhängung dieser grundsätzlich zustimmten, waren es im Jahr 2023 nur noch 53 Prozent. Insbesondere Anhänger der republikanischen Partei befürworten mit 81 Prozent deren Verhängung. Unterstützer der konkurrierenden Demokraten lehnen diese hingegen mit 65 Prozent mehrheitlich ab.
Die Polarisierung der amerikanischen Bevölkerung beim Thema Todesstrafe zeigt sich auch beim Umgang mit diesem durch die US-Präsidenten. So beendete der republikanische Präsident Donald Trump in seiner ersten Amtszeit ab dem Jahr 2017 auf Bundesebene ein seit 2003 bestehendes Hinrichtungsmoratorium. Dies führte zur Exekution von 13 Verurteilten. Nach der Übernahme der Amtsgeschäfte durch seinen demokratischen Nachfolger Joe Biden setzte dieser Hinrichtungen erneut aus. In Reaktion auf die abermalige Wahl von Donald Trumps zum Präsidenten im November 2024 wandelte Joe Biden zudem 37 der insgesamt 40 auf Bundesebene verhängten Todesurteile in lebenslange Haftstrafen um und entzog die Betroffenen damit dem Zugriff seines Nachfolgers.

## Weiterführende Informationen

### Musik
- Hallowed Be Thy Name von Iron Maiden
- Ride the Lightning von Metallica
- 25 Minutes to Go. von Shel Silverstein; von Johnny Cash und den Brothers Four aufgeführt
- The Mercy Seat. von Nick Cave and the Bad Seeds; von Johnny Cash gesungen
- Lethal Injection. von Helmut Oehring; aufgeführt durch das Ensemble Sortisatio
- Ellis Unit One. von Steve Earle; in dem Film Dead Man Walking
- Beyond Recall. von Warhead
- Tom Dooley vom Kingston Trio